# Liste der infolge der COVID-19-Pandemie erlassenen deutschen Gesetze und Verordnungen

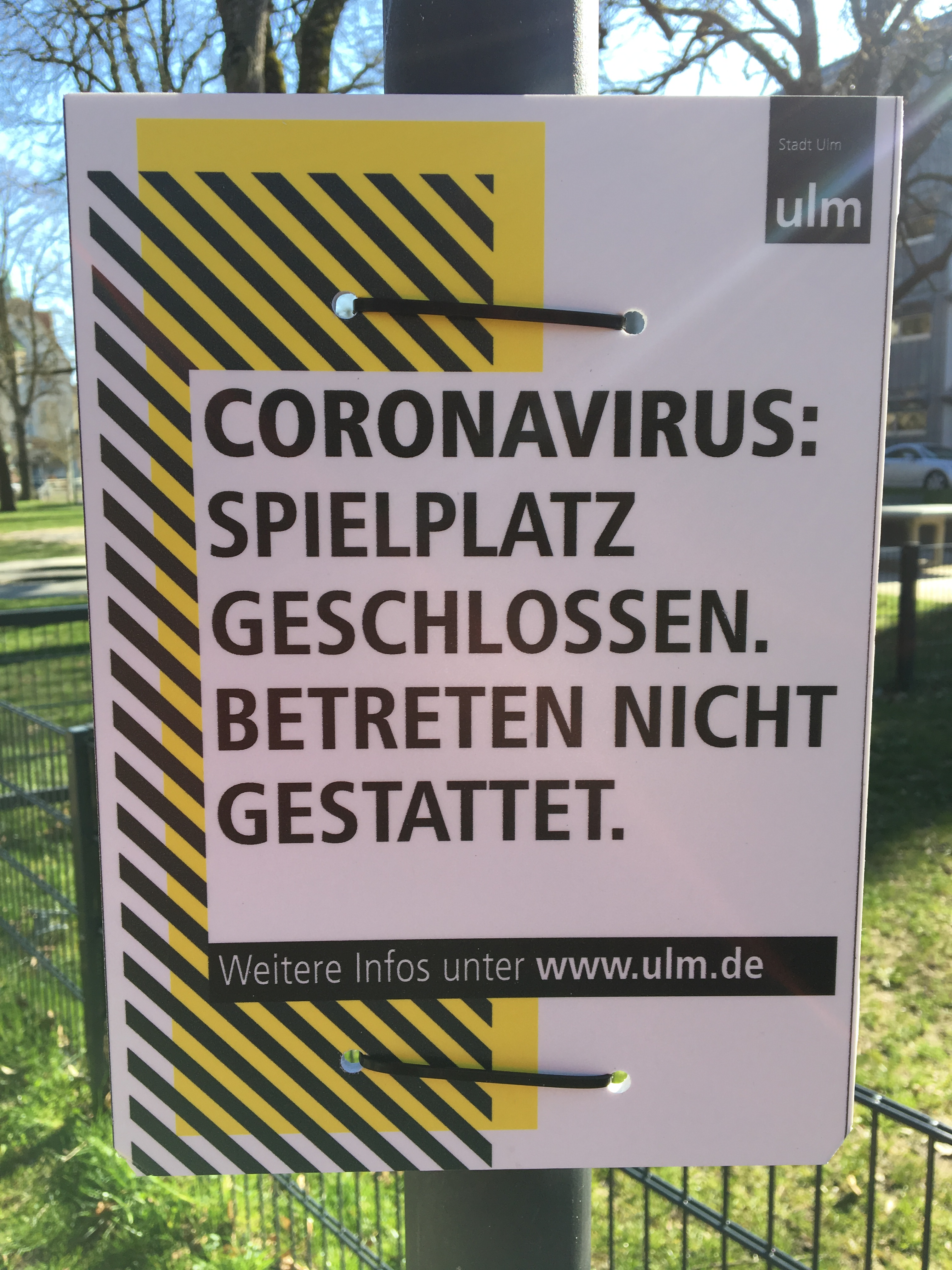
Spielplatzschließung in Baden-Württemberg, März 2020

Diese Liste nennt die infolge der COVID-19-Pandemie erlassenen deutschen Gesetze und Verordnungen sowie Allgemeinverfügungen und weiteren generell-abstrakten Regelungen auf Bundesebene und Länderebene.
Allgemeiner Benutzungshinweis zu den Links: Links zu Seiten des Bundesgesetzblattes und ähnlicher Veröffentlichungen des Bundes und der Länder führen in der Regel zu den historischen Urfassungen der Gesetze und Verordnungen ohne spätere Änderungen. Websites, wie die hier vielfach verlinkte Website Buzer.de hingegen, sind bemüht, Änderungen tagesaktuell einzupflegen.

## Bundesrecht

### Gesetze
- Gesetz zur Stärkung der Impfprävention gegen COVID-19 und zur Änderung weiterer Vorschriften im Zusammenhang mit der COVID-19-Pandemie vom 10. Dezember 2021, darunter:

→ Artikel 1 – Änderung des Infektionsschutzgesetzes
→ Artikel 2 – Weitere Änderung des Infektionsschutzgesetzes
- Viertes Gesetz zum Schutz der Bevölkerung bei einer epidemischen Lage von nationaler Tragweite vom 22. April 2021
- Gesetz zur Fortgeltung der die epidemische Lage von nationaler Tragweite betreffenden Regelungen vom 29. März 2021 (BGBl. I S. 370)
- Gesetz zur Verlängerung der Aussetzung der Insolvenzantragspflicht und des Anfechtungsschutzes für pandemiebedingte Stundungen sowie zur Verlängerung der Steuererklärungsfrist in beratenen Fällen und der zinsfreien Karenzzeit für den Veranlagungszeitraum 2019 vom 15. Februar 2021 (BGBl. I S. 237)
- Gesetz über eine einmalige Sonderzahlung aus Anlass der COVID-19-Pandemie an Besoldungs- und Wehrsoldempfänger vom 21. Dezember 2020 (BGBl. I S. 3136)
- Gesetz zur Beschäftigungssicherung infolge der COVID-19-Pandemie (Beschäftigungssicherungsgesetz – BeschSiG) vom 3. Dezember 2020 (BGBl. I S. 2691)
- Drittes Gesetz zum Schutz der Bevölkerung bei einer epidemischen Lage von nationaler Tragweite vom 18. November 2020 (BGBl. I S. 2397)
- Verordnung zur Umsetzung pandemiebedingter und weiterer Anpassungen in Rechtsverordnungen auf Grundlage des Energiewirtschaftsgesetzes vom 30. Oktober 2020 (BGBl. I S. 2269)
- Gesetz zur Änderung des Bundeswahlgesetzes und des Gesetzes über Maßnahmen im Gesellschafts-, Genossenschafts-, Vereins-, Stiftungs- und Wohnungseigentumsrecht zur Bekämpfung der Auswirkungen der COVID-19-Pandemie vom 28. Oktober 2020 (BGBl. I S. 2264)
- Gesetz für ein Zukunftsprogramm Krankenhäuser (Krankenhauszukunftsgesetz) vom 23. Oktober 2020 (BGBl. I S. 2208)
- Gesetz zur finanziellen Entlastung der Kommunen und der neuen Länder vom 6. Oktober 2020 (BGBl. I S. 2072)
- Gesetz zur Änderung des Grundgesetzes (Artikel 104a und 143h) vom 29. September 2020 (BGBl. I S. 2048)
- Gesetz zur Änderung des COVID-19-Insolvenzaussetzungsgesetzes vom 25. September 2020 (BGBl. I S. 2016)
- Gesetz über begleitende Maßnahmen zur Umsetzung des Konjunktur- und Krisenbewältigungspakets vom 14. Juli 2020 (BGBl. I S. 1683)
- Gesetz über die Feststellung eines Zweiten Nachtrags zum Bundeshaushaltsplan für das Haushaltsjahr 2020 (Zweites Nachtragshaushaltsgesetz 2020) vom 14. Juli 2020 (BGBl. I S. 1669)
- Gesetz zur Abmilderung der Folgen der COVID-19-Pandemie im Pauschalreisevertragsrecht und zur Sicherstellung der Funktionsfähigkeit der Kammern im Bereich der Bundesrechtsanwaltsordnung, der Bundesnotarordnung, der Wirtschaftsprüferordnung und des Steuerberatungsgesetzes während der COVID-19-Pandemie vom 10. Juli 2020 (BGBl. I S. 1643) enthält:
  - COVID-19-Gesetz zur Funktionsfähigkeit der Kammern
- Gesetz zur Gewährleistungsübernahme im Rahmen eines Europäischen Instruments zur vorübergehenden Unterstützung bei der Minderung von Arbeitslosigkeitsrisiken infolge des COVID-19-Ausbruchs und zur Änderung des Stabilisierungsfondsgesetzes und des Wirtschaftsstabilisierungsbeschleunigungsgesetzes sowie erforderliche Folgeänderungen vom 10. Juli 2020 (BGBl. I S. 1633) enthält:
  - SURE-Gewährleistungsgesetz
- Zweites Gesetz zur Umsetzung steuerlicher Hilfsmaßnahmen zur Bewältigung der Corona-Krise (Zweites Corona-Steuerhilfegesetz) vom 29. Juni 2020 (BGBl. I S. 1512)
- Gesetz zur Umsetzung steuerlicher Hilfsmaßnahmen zur Bewältigung der Corona-Krise (Corona-Steuerhilfegesetz) vom 19. Juni 2020 (BGBl. I S. 1385)
- Gesetz zur Aussetzung des Anpassungsverfahrens gemäß Paragraf 11 Absatz 4 des Abgeordnetengesetzes für das Jahr 2020 sowie zur Änderung des Abgeordnetengesetzes (Anpassungsverfahrensaussetzungsgesetz 2020) (BGBl. I S. 1161)
- Gesetz zur Unterstützung von Wissenschaft und Studierenden aufgrund der COVID-19-Pandemie Wissenschafts- und Studierendenunterstützungsgesetz vom 25. Mai 2020 (BGBl. I S. 1073)
- Gesetz zur Abmilderung der Folgen der COVID-19-Pandemie im Wettbewerbsrecht und für den Bereich der Selbstverwaltungsorganisationen der gewerblichen Wirtschaft vom 25. Mai 2020 (BGBl. I S. 1067)
- Zweites Gesetz zur Änderung des Bundespersonalvertretungsgesetzes und weiterer dienstrechtlicher Vorschriften aus Anlass der COVID-19-Pandemie vom 25. Mai 2020 (BGBl. I S. 1063)
- Gesetz für Maßnahmen im Elterngeld aus Anlass der Covid-19-Pandemie vom 20. Mai 2020 (BGBl. I S. 1061)
- Gesetz zu sozialen Maßnahmen zur Bekämpfung der Corona-Pandemie (Sozialschutz-Paket II) vom 20. Mai 2020 (BGBl. I S. 1055)
- Gesetz zur Sicherstellung ordnungsgemäßer Planungs- und Genehmigungsverfahren während der COVID-19-Pandemie (Planungssicherstellungsgesetz) vom 20. Mai 2020 (BGBl. I S. 1041)
- Zweites Gesetz zum Schutz der Bevölkerung bei einer epidemischen Lage von nationaler Tragweite vom 19. Mai 2020 (BGBl. I S. 1018)
- Gesetz zur Abmilderung der Folgen der COVID-19-Pandemie im Veranstaltungsvertragsrecht und im Recht der Europäischen Gesellschaft (SE) und der Europäischen Genossenschaft (SCE) vom 15. Mai 2020 (BGBl. I S. 948)
- Gesetz zum Schutz der Bevölkerung bei einer epidemischen Lage von nationaler Tragweite vom 27. März 2020 (BGBl. I S. 587)
- Gesetz zum Ausgleich COVID-19 bedingter finanzieller Belastungen der Krankenhäuser und weiterer Gesundheitseinrichtungen (COVID-19-Krankenhausentlastungsgesetz) vom 27. März 2020 (BGBl. I S. 580)
- Gesetz für den erleichterten Zugang zu sozialer Sicherung und zum Einsatz und zur Absicherung sozialer Dienstleister aufgrund des Coronavirus SARS-CoV-2 (Sozialschutz-Paket) vom 27. März 2020 (BGBl. I S. 575), enthält:
  - Sozialdienstleister-Einsatzgesetz
- Gesetz zur Abmilderung der Folgen der COVID-19-Pandemie im Zivil-, Insolvenz- und Strafverfahrensrecht vom 27. März 2020 (BGBl. I S. 569)[1][2]
  - COVID-19-Insolvenzaussetzungsgesetz[1]
  - Gesetz über Maßnahmen im Gesellschafts-, Genossenschafts-, Vereins-, Stiftungs- und Wohnungseigentumsrecht zur Bekämpfung der Auswirkungen der COVID-19-Pandemie[1]
- Gesetz über die Feststellung eines Nachtrags zum Bundeshaushaltsplan für das Haushaltsjahr 2020 (Nachtragshaushaltsgesetz 2020) vom 27. März 2020 (BGBl. I S. 556)
- Gesetz zur Errichtung eines Wirtschaftsstabilisierungsfonds (Wirtschaftsstabilisierungsfondsgesetz) vom 27. März 2020 (BGBl. I S. 543)
- Gesetz zur befristeten krisenbedingten Verbesserung der Regelungen für das Kurzarbeitergeld vom 13. März 2020 (BGBl. I S. 493)

### Verordnungen
- Erste Verordnung zur Änderung der COVID-19-Schutzmaßnahmen-Ausnahmenverordnung vom 10. Dezember 2021
- Verordnung zur Änderung der Coronavirus-Testverordnung, der DIVI IntensivRegister-Verordnung und der Coronavirus-Surveillanceverordnung vom 12. November 2021 (BAnz AT 12.11.2021 V1)
- Erste Verordnung zur Änderung der Pflegepersonaluntergrenzen-Verordnung vom 8. November 2021 (BGBl. I S. 4792)
- Verordnung zum Anspruch auf Testung in Bezug auf einen direkten Erregernachweis des Coronavirus SARS-CoV-2 vom 8. Juni 2020 (BAnz AT 09.06.2020 V1)
- COVID-19-Schutzmaßnahmen-Ausnahmenverordnung vom 8. Mai 2021 (BAnz AT 08.05.2021 V1)
- Verordnung zum Anspruch auf Schutzimpfung gegen das Coronavirus SARS-CoV-2 (Coronavirus-Impfverordnung – CoronaImpfV) vom 31. März 2021 (BAnz AT 01.04.2021 V1)
- Erste Verordnung zur Änderung der Coronavirus-Einreiseverordnung Vom 26. März 2021 (BAnz AT 26.03.2021 V1)
- Erste Verordnung zur Änderung der Coronavirus-Impfverordnung Vom 24. Februar 2021 (BAnz AT 24.02.2021 V1)
- Verordnung zum Anspruch auf Schutzimpfung gegen das Coronavirus SARS-CoV-2 (Coronavirus-Impfverordnung – CoronaImpfV) Vom 8. Februar 2021 (BAnz AT 08.02.2021 V1)
- Erste Verordnung zur Änderung der Coronavirus-Schutzmasken-Verordnung Vom 4. Februar 2021 (BAnz AT 05.02.2021 V1)
- Dritte Verordnung zur Änderung der Medizinprodukte-Abgabeverordnung im Rahmen der epidemischen Lage von nationaler Tragweite Vom 1. Februar 2021 (BAnz AT 02.02.2021 V1)
- Verordnung zum Schutz vor einreisebedingten Infektionsgefahren in Bezug auf neuartige Mutationen des Coronavirus SARS-CoV-2 nach Feststellung einer epidemischen Lage von nationaler Tragweite durch den Deutschen Bundestag (Coronavirus-Schutzverordnung – CoronaSchV) Vom 29. Januar 2021 (BAnz AT 29.01.2021 V1)
- Verordnung über die Aufstellung von Wahlbewerbern und die Wahl der Vertreter für die Vertreterversammlungen für die Wahl zum 20. Deutschen Bundestag unter den Bedingungen der COVID-19-Pandemie (COVID-19-Wahlbewerberaufstellungsverordnung) (BGBl. I S. 115)
- Verordnung zum Anspruch auf Testung in Bezug auf einen direkten Erregernachweis des Coronavirus SARS-CoV-2 (Coronavirus-Testverordnung – TestV) Vom 27. Januar 2021 (BAnz AT 27.01.2021 V2)
- SARS-CoV-2-Arbeitsschutzverordnung (Corona-ArbSchV) Vom 21. Januar 2021 (BAnz AT 22.01.2021 V1)
- Verordnung zur molekulargenetischen Surveillance des Coronavirus SARS-CoV-2 (Coronavirus-Surveillanceverordnung – CorSurV) Vom 18. Januar 2021 (BAnz AT 19.01.2021 V2)
- Erste Verordnung zur Änderung der Coronavirus-Testverordnung Vom 15. Januar 2021 (BAnz AT 15.01.2021 V1)
- Verordnung zum Schutz vor einreisebedingten Infektionsgefahren in Bezug auf das Coronavirus SARS-CoV-2 nach Feststellung einer epidemischen Lage von nationaler Tragweite durch den Deutschen Bundestag (Coronavirus-Einreiseverordnung – CoronaEinreiseV) Vom 13. Januar 2021 (BAnz AT 13.01.2021 V1)
- Verordnung zur Anpassung der Voraussetzungen für die Anspruchsberechtigung der Krankenhäuser nach § 21 Absatz 1a des Krankenhausfinanzierungsgesetzes Vom 22. Dezember 2020 (BAnz AT 24.12.2020 V1)
- Verordnung zum Schutz vor einreisebedingten Infektionsgefahren in Bezug auf neuartige Mutationen des Coronavirus SARS-CoV-2 nach Feststellung einer epidemischen Lage von nationaler Tragweite durch den Deutschen Bundestag (Coronavirus-Schutzverordnung – CoronaSchV) Vom 21. Dezember 2020 (BAnz AT 21.12.2020 V4)
- Verordnung zum Anspruch auf Schutzimpfung gegen das Coronavirus SARS-CoV-2 (Coronavirus-Impfverordnung – CoronaImpfV) Vom 18. Dezember 2020 (BAnz AT 21.12.2020 V3)
- Dritte Verordnung zur Änderung der Ersten Verordnung zum Sprengstoffgesetz vom 18. Dezember 2020 (BAnz AT 21.12.2020 V1)
- Verordnung zum Anspruch auf Schutzmasken zur Vermeidung einer Infektion mit dem Coronavirus SARS-CoV-2 (Coronavirus-Schutzmasken-Verordnung – SchutzmV) Vom 14. Dezember 2020 (BAnz AT 15.12.2020 V1)
- Preisverordnung für SARS-CoV-2 Antigen-Tests zur patientennahen Anwendung (AntigenPreisV) Vom 7. Dezember 2020 (BAnz AT 08.12.2020 V1)
- Verordnung zur Änderung der Medizinprodukte-Abgabeverordnung im Rahmen der epidemischen Lage von nationaler Tragweite vom 2. Dezember 2020 (BAnz AT 03.12.2020 V1)
- Verordnung zum Anspruch auf Testung in Bezug auf einen direkten Erregernachweis des Coronavirus SARS-CoV-2 (Coronavirus-Testverordnung – TestV) vom 30. November 2020 (BAnz AT 01.12.2020 V1)
- Verordnung zur Testpflicht von Einreisenden aus Risikogebieten vom 4. November 2020 (BAnz AT 06.11.2020 V1)
- Verordnung zur Verlängerung von Maßnahmen im Gesellschafts-, Genossenschafts-, Vereins- und Stiftungsrecht zur Bekämpfung der Auswirkungen der COVID-19-Pandemie (GesRGenRCOVMVV) vom 20. Oktober 2020 (BGBl. I S. 2258)
- Verordnung zur Erhebung von Garantieprämien für die ergänzende staatliche Absicherung von Reisegutscheinen wegen der COVID-19-Pandemie (Garantieprämienerhebungsverordnung – GPEV) vom 15. Oktober 2020 (BGBl. I S. 2178)
- Verordnung zum Anspruch auf Testung in Bezug auf einen direkten Erregernachweis des Coronavirus SARS-CoV-2 (Coronavirus-Testverordnung – TestV) vom 14. Oktober 2020 (BAnz AT 14.10.2020 V1)
- Zweite Verordnung über die Bezugsdauer für das Kurzarbeitergeld (Zweite Kurzarbeitergeldbezugsdauerverordnung – 2. KugBeV) vom 12. Oktober 2020 (BGBl. I S. 2165)
- Verordnung zur Änderung der COVID-19-Versorgungsstrukturen-Schutzverordnung vom 29. September 2020 (BAnz AT 30.09.2020 V2)
- Erste Verordnung zur Änderung der SARS-CoV-2-Arzneimittelversorgungsverordnung vom 28. September 2020 (BAnz AT 30.09.2020 V1)
- Erste Verordnung zur Änderung der Vereinfachter-Zugang-Verlängerungsverordnung vom 16. September 2020 (BGBl. I S. 2001)
- Zweite Verordnung zur Änderung der Verordnung zum Anspruch auf bestimmte Testungen für den Nachweis des Vorliegens einer Infektion mit dem Coronavirus SARS-CoV-2 vom 11. September 2020 (BAnz AT 14.09.2020 V1)
- Verordnung zur Testpflicht von Einreisenden aus Risikogebieten vom 6. August 2020 (BAnz AT 07.08.2020 V1)
- Verordnung zur Änderung der Verordnung zum Anspruch auf bestimmte Testungen für den Nachweis des Vorliegens einer Infektion mit dem Coronavirus SARS-CoV-2 vom 31. Juli 2020 (BAnz AT 31.07.2020 V1)
- ITS-Arzneimittelbevorratungsverordnung vom 7. Juli 2020 (BAnz AT 08.07.2020 V1)
- Verordnung zur Anpassung der Ausgleichszahlungen an Krankenhäuser aufgrund von Sonderbelastungen durch das Coronavirus SARS-CoV-2 (COVID-19-Ausgleichszahlungs-Anpassungs-Verordnung – AusglZAV) vom 3. Juli 2020 (BGBl. I S. 1556)
- Verordnung über von den Approbationsordnungen für Ärzte, Zahnärzte und Apotheker abweichende Vorschriften bei Vorliegen einer epidemischen Lage von nationaler Tragweite (BAnz AT 03.07.2020 V1)
- Verordnung zur Verlängerung des Zeitraums für das vereinfachte Verfahren für den Zugang zu den Grundsicherungssystemen und für Bedarfe für Mittagsverpflegung aus Anlass der COVID-19-Pandemie Vereinfachter-Zugang-Verlängerungsverordnung vom 25. Juni 2020 (BGBl. I S. 1509)
- Verordnung zur Verlängerung der vorübergehenden Befreiung von Inhabern ablaufender Schengen-Visa und zur vorübergehenden Befreiung zur Durchreise zum Zweck der Ausreise aus dem Schengen-Raum vom Erfordernis eines Aufenthaltstitels auf Grund der COVID-19-Pandemie (2. Schengen-COVID-19-Pandemie-Verordnung – 2. Schengen-COVID-19-V) vom 17. Juni 2020 (BAnz AT 18.06.2020 V1)
- Verordnung zur Sicherung der Ausbildungen in den Gesundheitsfachberufen während einer epidemischen Lage von nationaler Tragweite vom 10. Juni 2020 (BAnz AT 12.06.2020 V1)
- Verordnung zum Anspruch auf bestimmte Testungen für den Nachweis des Vorliegens einer Infektion mit dem Coronavirus SARS-CoV-2 vom 8. Juni 2020 (BAnz AT 09.06.2020 V1)
- Verordnung zur Sicherstellung der Versorgung der Bevölkerung mit Produkten des medizinischen Bedarfs bei der durch das Coronavirus SARS-CoV-2 verursachten Epidemie (Medizinischer Bedarf Versorgungssicherstellungsverordnung– MedBVSV) vom 25. Mai 2020 (BAnz AT 26.05.2020 V1)
- COVID-19-Versorgungsstrukturen-Schutzverordnung vom 30. April 2020 (BAnz AT 04.05.2020 V1) aufgrund von § 5 Abs. 2 Nr. 4 und 7 IfSG
- Verordnung zur Abgrenzung der Steuerpflicht nach dem Kraftfahrzeugsteuergesetz infolge der SARS-CoV-2-Pandemie SARSCoV2-Kraftfahrzeugsteuer-Verordnung vom 24. April 2020 (BGBl. I S. 845) aufgrund von § 15 Abs. 1 Nr. 2 und 4 KraftStG
- Fünfte Verordnung zur Änderung der Wahlordnung zum Bundespersonalvertretungsgesetz vom 24. April 2020 (BAnz AT 28.04.2020 V1) aufgrund von § 115 Nr. 4 und 5 BPersVG
- Verordnung über Abweichungen von den Vorschriften des Fünften Buches Sozialgesetzbuch, des Apothekengesetzes, der Apothekenbetriebsordnung, der Arzneimittelpreisverordnung, des Betäubungsmittelgesetzes und der Betäubungsmittel-Verschreibungsverordnung infolge der SARS-CoV-2-Epidemie (SARS-CoV-2-Arzneimittelversorgungsverordnung) vom 20. April 2020 (BAnz AT 21.04.2020 V1) aufgrund von § 5 Abs. 2 Nr. 4 Buchst. a, b, c, e und f und Nr. 7 IfSG
- Kurzarbeitergeldbezugsdauerverordnung vom 16. April 2020 (BGBl. I S. 801) aufgrund von § 109 Abs. 1 Nr. 2 SGB III
- Verordnung zur Aufrechterhaltung und Sicherung intensivmedizinischer Krankenhauskapazitäten DIVI IntensivRegister-Verordnung vom 8. April 2020 (BAnz AT 09.04.2020 V4) aufgrund von § 5 Abs. 2 Nr. 7 IfSG
- Verordnung zur Beschaffung von Medizinprodukten und persönlicher Schutzausrüstung bei der durch das Coronavirus SARS-CoV-2 verursachten Epidemie vom 8. April 2020 (BAnz AT 09.04.2020 V3) aufgrund von § 5 Abs. 2 Nr. 4 Buchst. a und Abs. 3 Satz 2 IfSG
- Verordnung zur vorübergehenden Befreiung von Inhabern ablaufender Schengen-Visa vom Erfordernis eines Aufenthaltstitels auf Grund der COVID-19-Pandemie (Schengen-Visa-COVID-19-Pandemie-Verordnung – SchengenVisaCOVID-19-V) vom 8. April 2020 (BAnz AT 09.04.2020 V1) aufgrund von § 99 Abs. 1 Nr. 1 i. V. m. Abs. 4 Satz 1 und 2 AufenthG
- Verordnung zu Abweichungen vom Arbeitszeitgesetz infolge der COVID-19-Epidemie (COVID-19-Arbeitszeitverordnung – COVID-19-ArbZV) vom 7. April 2020 (BAnz AT 09.04.2020 V2) aufgrund von § 14 Abs. 4 ArbZG, außer Kraft
- Verordnung zur Abweichung von der Approbationsordnung für Ärzte bei einer epidemischen Lage von nationaler Tragweite vom 30. März 2020 (BAnz AT 31.03.2020 V1) aufgrund von § 5 Abs. 2 Nr. 7 Buchst. b IfSG
- Erste Verordnung zur Änderung der Pflegepersonaluntergrenzen-Verordnung vom 25. März 2020 (BGBl. I S. 596) aufgrund von § 137i Abs. 3 Satz 1 i. V. m. Satz 2 SGB V
- Kurzarbeitergeldverordnung vom 25. März 2020 (BGBl. I S. 595) aufgrund von § 109 Abs. 5 SGB III
- Verordnung über die Ausdehnung der Meldepflicht nach § 6 Absatz 1 Satz 1 Nummer 1 und § 7 Absatz 1 Satz 1 des Infektionsschutzgesetzes auf Infektionen mit dem erstmals im Dezember 2019 in Wuhan/Volksrepublik China aufgetretenen neuartigen Coronavirus („2019-nCoV“) vom 30. Januar 2020 (BAnz AT 31.01.2020 V1), außer Kraft

### Weitere Bekanntmachungen
- Regelung zur vorübergehenden Gewährung von Beihilfen für niedrigverzinsliche Darlehen und Direktbeteiligungen im Rahmen von Konsortialkrediten im Geltungsbereich der Bundesrepublik Deutschland im Zusammenhang mit dem Ausbruch von COVID-19 („Bundesregelung Beihilfen für niedrigverzinsliche Darlehen 2020“) Vom 16. Februar 2021 (BAnz AT 01.03.2021 B3)
- Regelung zur Gewährung von Unterstützung für ungedeckte Fixkosten im Geltungsbereich der Bundesrepublik Deutschland im Zusammenhang mit dem Ausbruch von COVID-19 („Bundesregelung Fixkostenhilfe 2020“) Vom 12. Februar 2021 (BAnz AT 01.03.2021 B2)
- Vierte geänderte Regelung zur vorübergehenden Gewährung geringfügiger Beihilfen im Geltungsbereich der Bundesrepublik Deutschland im Zusammenhang mit dem Ausbruch von COVID-19 („Vierte Geänderte Bundesregelung Kleinbeihilfen 2020“) Vom 12. Februar 2021 (BAnz AT 01.03.2021 B1)
- Beschluss des Gemeinsamen Bundesausschusses zu Richtlinien über veranlasste Leistungen auf Basis des Grundlagenbeschlusses zu räumlich begrenzten und zeitlich befristeten Sonderregelungen: COVID-19-Epidemie – Verlängerung befristeter bundeseinheitlicher Sonderregelungen Vom 21. Januar 2021 (BAnz AT 22.02.2021 B3)
- Richtlinie über eine zusätzliche Einmalzahlung an Personen, die Einmalleistungen nach den WDF-Richtlinien oder den AKG-Härterichtlinien erhalten haben, zur Abmilderung des pandemiebedingten Mehrbedarfs (Corona-Sonderzahlungsrichtlinie) Vom 18. Januar 2021 (BAnz AT 29.01.2021 B1)
- Richtlinie über die vorübergehende Gewährung von Billigkeitsleistungen zum Ausgleich von Einnahmeausfällen in der Reisebusbranche im Zusammenhang mit dem Ausbruch von COVID-19 („Richtlinie Ausgleich für die Einnahmeausfälle für die Reisebusbranche“) Vom 18. Dezember 2020 (BAnz AT 24.12.2020 B4)
- Beschluss des Gemeinsamen Bundesausschusses über eine Änderung der Richtlinie ambulante spezialfachärztliche Versorgung nach § 116b des Fünften Buches Sozialgesetzbuch: Ausnahmeregelungen für die Aufnahme von Leistungen aufgrund der COVID-19-Pandemie Vom 17. Dezember 2020 (BAnz AT 03.02.2021 B4)
- Bekanntmachung eines Beschlusses des Gemeinsamen Bundesausschusses über die 25. Änderung der DMP-Anforderungen-Richtlinie – Verlängerung der Ausnahmeregelungen für Schulungen und Dokumentationen aufgrund der COVID-19-Pandemie Vom 17. Dezember 2020 (BAnz AT 14.01.2021 B4)
- Verordnung zum Anspruch auf Schutzmasken zur Vermeidung einer Infektion mit dem Coronavirus SARS-CoV-2 (Coronavirus-Schutzmasken-Verordnung – SchutzmV) Vom 14. Dezember 2020 (BAnz AT 15.12.2020 V1)
- Bekanntmachung der Richtlinie für die Bundesförderung von Produktionsanlagen von Point-of-Care-Antigentests zum Nachweis von SARS-CoV-2 Vom 10. Dezember 2020 (BAnz AT 15.12.2020 B1)
- Bekanntmachung eines Beschlusses des Gemeinsamen Bundesausschusses über eine Änderung der Arbeitsunfähigkeits-Richtlinie: COVID-19-Epidemie – Verlängerung der bundesweiten Sonderregelung zur telefonischen Feststellung von Arbeitsunfähigkeit Vom 3. Dezember 2020 (BAnz AT 17.12.2020 B9)
- Beschluss des Gemeinsamen Bundesausschusses über eine Änderung der Richtlinie zur datengestützten einrichtungsübergreifenden Qualitätssicherung, der Qualitätssicherungs-Richtlinie Früh- und Reifgeborene, der MD-Qualitätskontroll-Richtlinie, der Regelungen zur Fortbildung im Krankenhaus, der Qualitätsprüfungs-Richtlinie vertragszahnärztliche Versorgung, der Richtlinie zu minimalinvasiven Herzklappeninterventionen, der Qualitätssicherungs-Richtlinie zum Bauchaortenaneurysma, der Richtlinie zur Kinderherzchirurgie und der Richtlinie zur Kinderonkologie: COVID-19: Ausnahmen zu QS-Anforderungen Vom 3. Dezember 2020 (BAnz AT 03.02.2021 B2)
- Bekanntmachung der dritten geänderten Regelung zur vorübergehenden Gewährung geringfügiger Beihilfen im Geltungsbereich der Bundesrepublik Deutschland im Zusammenhang mit dem Ausbruch von COVID-19 („Dritte Geänderte Bundesregelung Kleinbeihilfen 2020“) vom 2. Dezember 2020 (BAnz AT 03.12.2020 B2)
- Bekanntmachung der Richtlinie über die Gewährung von Billigkeitsleistungen an Einrichtungen der Behindertenhilfe, Inklusionsbetriebe, Sozialkaufhäuser und Sozialunternehmen zum Ausgleich von Schäden infolge der Corona-Pandemie Vom 25. November 2020 (BAnz AT 11.12.2020 B3)
- Bekanntmachung der geänderten Regelung zur vorübergehenden Gewährung von Bürgschaften, Rückbürgschaften und Garantien im Geltungsbereich der Bundesrepublik Deutschland im Zusammenhang mit dem Ausbruch von COVID-19 („Bundesregelung Bürgschaften 2020“) vom 25. November 2020 (BAnz AT 07.12.2020 B1)
- Änderung der Bekanntmachung der Regelung zur vorübergehenden Gewährung von Beihilfen im Geltungsbereich der Bundesrepublik Deutschland im Zusammenhang mit dem Ausbruch von COVID-19 („Bundesregelung Forschungs-, Entwicklungs- und Investitionsbeihilfen“) vom 24. November 2020 (BAnz AT 01.12.2020 B5)
- Bekanntmachung eines Beschlusses des Gemeinsamen Bundesausschusses über eine Änderung der Regelungen zu einem gestuften System von Notfallstrukturen in Krankenhäusern gemäß § 136c Absatz 4 des Fünften Buches Sozialgesetzbuch: Ausnahmeregelung zur Aufnahmebereitschaft für beatmungspflichtige Intensivpatienten Vom 20. November 2020 (BAnz AT 24.12.2020 B2)
- Bekanntmachung der Regelung zur Gewährung von Unterstützung für ungedeckte Fixkosten im Geltungsbereich der Bundesrepublik Deutschland im Zusammenhang mit dem Ausbruch von COVID-19 („Bundesregelung Fixkostenhilfe 2020“) Vom 20. November 2020 (BAnz AT 14.12.2020 B2)
- Bekanntmachung eines Beschlusses des Gemeinsamen Bundesausschusses über eine Änderung der Qualitätssicherungs-Richtlinie Früh- und Reifgeborene, der Richtlinie zu minimalinvasiven Herzklappeninterventionen, der Qualitätssicherungs-Richtlinie zum Bauchaortenaneurysma, der Richtlinie zur Kinderherzchirurgie, der Richtlinie zur Kinderonkologie, des Beschlusses über Maßnahmen zur Qualitätssicherung der allogenen Stammzelltransplantation bei Multiplem Myelom und des Beschlusses über Maßnahmen zur Qualitätssicherung der allogenen Stammzelltransplantation mit In-vitro-Aufbereitung des Transplantats bei akuter lymphatischer Leukämie und akuter myeloischer Leukämie bei Erwachsenen: COVID-19 – Ausnahmen von Mindestanforderungen an das Pflegepersonal Vom 20. November 2020 (BAnz AT 16.12.2020 B2)
- Bekanntmachung der Regelung zur vorübergehenden Gewährung von Beihilfen für niedrigverzinsliche Darlehen und Direktbeteiligungen im Rahmen von Konsortialkrediten im Geltungsbereich der Bundesrepublik Deutschland im Zusammenhang mit dem Ausbruch von COVID-19 („Bundesregelung Beihilfen für niedrigverzinsliche Darlehen 2020“) Vom 20. November 2020 (BAnz AT 14.12.2020 B1)
- Bekanntmachung eines Beschlusses des Gemeinsamen Bundesausschusses über eine Änderung der Arbeitsunfähigkeits-Richtlinie: COVID-19-Epidemie – Bundesweite Sonderregelung zur telefonischen Feststellung von Arbeitsunfähigkeit vom 15. Oktober 2020 (BAnz AT 12.11.2020 B3)
- Bekanntmachung eines Beschlusses des Gemeinsamen Bundesausschusses zu Richtlinien über veranlasste Leistungen auf Basis des Grundlagenbeschlusses zu räumlich begrenzten und zeitlich befristeten Sonderregelungen: COVID-19-Epidemie – Befristete bundeseinheitliche Sonderregelungen vom 30. Oktober 2020 (BAnz AT 06.11.2020 B2)
- Bekanntmachung der Begründung zur Verordnung zur Verlängerung von Maßnahmen im Gesellschafts-, Genossenschafts-, Vereins- und Stiftungsrecht zur Bekämpfung der Auswirkungen der COVID-19-Pandemie vom 20. Oktober 2020 (BAnz AT 28.10.2020 B3)
- Bekanntmachung der Richtlinie für die Bundesförderung Corona-gerechte Um- und Aufrüstung von raumlufttechnischen Anlagen in öffentlichen Gebäuden und Versammlungsstätten vom 13. Oktober 2020 (BAnz AT 19.10.2020 B1)
- Bekanntmachung eines Beschlusses des Gemeinsamen Bundesausschusses über eine Änderung der Häusliche Krankenpflege-Richtlinie, der Spezialisierte Ambulante Palliativversorgungs-Richtlinie, der Soziotherapie-Richtlinie, der Hilfsmittel-Richtlinie, der Heilmittel-Richtlinie, der Heilmittel-Richtlinie Zahnärzte, der Krankentransport-Richtlinie sowie der Arbeitsunfähigkeits-Richtlinie: COVID-19-Epidemie – Grundlagenbeschluss zur Ermöglichung befristeter regionaler Ausnahmeregelungen sowie Verlängerung und Anpassung bundesweiter Sonderregelungen zur Genehmigung von Krankentransporten und der Geltungsdauer von Heilmittelverordnungen vom 17. September 2020 (BAnz AT 30.09.2020 B2)
- Bekanntmachung der Regelung zur vorübergehenden Gewährung von Beihilfen für niedrigverzinsliche Darlehen und Direktbeteiligungen im Rahmen von Konsortialkrediten im Geltungsbereich der Bundesrepublik Deutschland im Zusammenhang mit dem Ausbruch von COVID-19 („Bundesregelung Beihilfen für niedrigverzinsliche Darlehen 2020“) vom 4. August 2020 (BAnz AT 19.08.2020 B1)
- Bekanntmachung der zweiten geänderten Regelung zur vorübergehenden Gewährung geringfügiger Beihilfen im Geltungsbereich der Bundesrepublik Deutschland im Zusammenhang mit dem Ausbruch von COVID-19 („Zweite Geänderte Bundesregelung Kleinbeihilfen 2020“) vom 3. August 2020 (BAnz AT 11.08.2020 B1)
- Änderung der Bekanntmachung der Richtlinie über die vorübergehende Gewährung von Billigkeitsleistungen zum Ausgleich von Einnahmeausfällen in der Reisebusbranche im Zusammenhang mit dem Ausbruch von COVID-19 („Richtlinie Ausgleich für die Einnahmeausfälle für die Reisebusbranche“) vom 29. Juli 2020 (BAnz AT 05.08.2020 B5)
- Bekanntmachung eines Beschlusses des Gemeinsamen Bundesausschusses über eine Änderung der Regelungen zur Fortbildung im Krankenhaus (FKH-R): COVID-19 – Verlängerung der Nachweisfrist gemäß § 6 vom 16. Juli 2020 (BAnz AT 11.08.2020 B2)
- Bekanntmachung eines Beschlusses des Gemeinsamen Bundesausschusses über eine Änderung der Richtlinien über die Verordnung von Heilmitteln in der vertragsärztlichen Versorgung, über die Verordnung von Heilmitteln in der vertragszahnärztlichen Versorgung sowie über die Verordnung von Krankenfahrten, Krankentransportleistungen und Rettungsfahrten – Verlängerung und Anpassung von Sonderregelungen aufgrund der COVID-19-Pandemie – vom 29. Juni 2020 (BAnz AT 28.07.2020 B3)
- Bekanntmachung eines Beschlusses des Gemeinsamen Bundesausschusses über eine Änderung der Richtlinie ambulante spezialfachärztliche Versorgung nach § 116b des Fünften Buches Sozialgesetzbuch (SGB V) – Ausnahmeregelungen für die Aufnahme von Leistungen aufgrund der COVID-19-Pandemie vom 5. Juni 2020 (BAnz AT 23.07.2020 B2)
- Bekanntmachung der Richtlinie über die vorübergehende Gewährung von Billigkeitsleistungen zum Ausgleich von Einnahmeausfällen in der Reisebusbranche im Zusammenhang mit dem Ausbruch von COVID-19 („Richtlinie Ausgleich für die Einnahmeausfälle für die Reisebusbranche“) vom 14. Juli 2020 (BAnz AT 17.07.2020 B6)
- Bekanntmachung der Verbindlichen Handlungsleitlinien für die Bundesverwaltung für die Vergabe öffentlicher Aufträge zur Beschleunigung investiver Maßnahmen zur Bewältigung der wirtschaftlichen Folgen der COVID-19-Pandemie vom 8. Juli 2020 (BAnz AT 13.07.2020 B2)
- Bekanntmachung eines Beschlusses des Gemeinsamen Bundesausschusses über eine Änderung der Arzneimittel-Richtlinie (AM-RL): Verlängerung der Sonderregelungen im Zusammenhang mit der COVID-19-Pandemie betreffend die §§ 8, 9 und 11 AM-RL vom 28. Mai 2020 (BAnz AT 29.06.2020 B6)
- Bekanntmachung eines Beschlusses des Gemeinsamen Bundesausschusses über eine Änderung der Richtlinien über die Verordnung von häuslicher Krankenpflege, zur Verordnung von spezialisierter ambulanter Palliativversorgung, über die Durchführung von Soziotherapie in der vertragsärztlichen Versorgung, über die Verordnung von Hilfsmitteln in der vertragsärztlichen Versorgung, über die Verordnung von Heilmitteln in der vertragsärztlichen Versorgung, über die Verordnung von Heilmitteln in der vertragszahnärztlichen Versorgung, über die Verordnung von Krankenfahrten, Krankentransportleistungen und Rettungsfahrten sowie über die Beurteilung der Arbeitsunfähigkeit und die Maßnahmen zur stufenweisen Wiedereingliederung – Verlängerung und Anpassung der Sonderregelungen aufgrund der COVID-19-Pandemie – vom 28. Mai 2020 (BAnz AT 12.06.2020 B3)
- Bekanntmachung eines Beschlusses des Gemeinsamen Bundesausschusses über eine Änderung der Richtlinie Methoden vertragsärztliche Versorgung: Ausnahmeregelung von Vorgaben zur Qualitätssicherung im Zusammenhang mit der COVID-19-Pandemie vom 14. Mai 2020 (BAnz AT 12.06.2020 B2)
- Bekanntmachung eines Beschlusses des Gemeinsamen Bundesausschusses über eine Änderung der Richtlinie über Maßnahmen der Qualitätssicherung in Krankenhäusern (QSKH-RL) – COVID-19: Ausnahmen zu QS-Anforderungen vom 14. Mai 2020 (BAnz AT 03.06.2020 B3)
- Bekanntmachung eines Beschlusses des Gemeinsamen Bundesausschusses über eine Änderung der Richtlinie über die Früherkennung von Krankheiten bei Kindern (Kinder-Richtlinie): Ausnahmeregelung im Zusammenhang mit der COVID-19-Pandemie betreffend die Untersuchungszeiträume der U6 bis U9 vom 14. Mai 2020 (BAnz AT 29.05.2020 B6)
- Aufruf zur Einreichung von Interessenbekundungen zur Einrichtung von Forschungsprojekten im Kontext der Corona-Pandemie im Rahmen der Förderrichtlinie zur „Förderung der Forschung und Lehre im Bereich der Sozialpolitik“ vom 12. Mai 2020 (BAnz AT 19.05.2020 B2)
- Richtlinie für die Bundesförderung von Produktionsanlagen von persönlicher Schutzausrüstung und dem Patientenschutz dienender Medizinprodukte sowie deren Vorprodukte vom 27. April 2020 (BAnz AT 30.04.2020 B3)
- Sonderaufruf „Ersatzmobilität für Personal in Kliniken, Pflegeeinrichtungen und Corona-Testlaboren – COVID-19“ vom 21. April 2020 (BAnz AT 27.04.2020 B6)
- Richtlinie für die Gewährung von Bürgschaften für Liquiditätssicherungsdarlehen der Landwirtschaftlichen Rentenbank vom 16. April 2020 (BAnz AT 05.05.2020 B3)
- Bundesregelung Beihilfen für niedrigverzinsliche Darlehen 2020 vom 16. April 2020 (BAnz AT 24.04.2020 B2)
- Geänderte Bundesregelung Kleinbeihilfen 2020 vom 11. April 2020 (BAnz AT 24.04.2020 B1)
- Anordnungen gemäß § 5 des Infektionsschutzgesetzes nach Feststellung einer epidemischen Lage von nationaler Tragweite durch den Deutschen Bundestag vom 8. April 2020 (BAnz AT 09.04.2020 B7)
- Anordnung des Bundesministeriums für Gesundheit auf Grund von § 5 des Infektionsschutzgesetzes nach Feststellung einer epidemischen Lage von nationaler Tragweite durch den Deutschen Bundestag vom 31. März 2020 (bundesgesundheitsministerium.de)
- Bundesregelung Kleinbeihilfen 2020 vom 26. März 2020 (BAnz AT 31.03.2020 B2)
- Änderung der Geschäftsordnung des Deutschen Bundestages vom 25. März 2020 (BGBl. I S. 764)
- Bundesregelung Bürgschaften 2020 vom 20. März 2020 (BAnz AT 31.03.2020 B1)
- Beschluss des Gemeinsamen Bundesausschusses über eine Änderung der Richtlinie über die Beurteilung der Arbeitsunfähigkeit und die Maßnahmen zur stufenweisen Wiedereingliederung nach § 92 Absatz 1 Satz 2 Nummer 7 des Fünften Buches Sozialgesetzbuch (SGB V) (Arbeitsunfähigkeits-Richtlinie): Ausnahmeregelung zur Feststellung von Arbeitsunfähigkeit aufgrund telefonischer Anamnese vom 20. März 2020 (BAnz AT 23.03.2020 B6); Feststellung von Arbeitsunfähigkeit aufgrund telefonischer Anamnese für einen Zeitraum von bis zu 14 Kalendertagen vom 27. März 2020 (BAnz AT 03.04.2020 B4); Sonderregelungen aufgrund der COVID-19-Pandemie vom 27. März 2020 (BAnz AT 07.04.2020 B3); Anpassung und Verlängerung der Ausnahmeregelung zur telefonischen Feststellung von Arbeitsunfähigkeit vom 21. April 2020 (BAnz AT 28.04.2020 B1); Verlängerung der Ausnahmeregelung zur telefonischen Feststellung von Arbeitsunfähigkeit vom 29. April 2020 (BAnz AT 05.05.2020 B4)
- Beschluss des Gemeinsamen Bundesausschusses über eine Änderung der Qualitätssicherungs-Richtlinie Früh- und Reifgeborene (QFR-RL), der Richtlinie zu minimalinvasiven Herzklappeninterventionen (MHI-RL), der Qualitätssicherungs-Richtlinie zum Bauchaortenaneurysma (QBAA-RL), der Richtlinie zur Kinderherzchirurgie (KiHe-RL), der Richtlinie zur Kinderonkologie (KiOn-RL), des Beschlusses über Maßnahmen zur Qualitätssicherung der allogenen Stammzelltransplantation bei Multiplem Myelom und des Beschlusses über Maßnahmen zur Qualitätssicherung der allogenen Stammzelltransplantation mit In-vitro-Aufbereitung des Transplantats bei akuter lymphatischer Leukämie und akuter myeloischer Leukämie bei Erwachsenen: COVID-19 – Ausnahmen von Mindestanforderungen an das Pflegepersonal vom 20. März 2020 (BAnz AT 23.03.2020 B7)
- Bekanntmachung nach § 79 Absatz 5 des Arzneimittelgesetzes vom 16. März 2020 (BAnz AT 17.03.2020 B4)
- Bekanntmachung nach § 79 Absatz 5 des Arzneimittelgesetzes vom 26. Februar 2020 (BAnz AT 27.02.2020 B4)

## Landesrecht

### Baden-Württemberg

#### Gesetze
- Gesetz zur Feststellung einer Naturkatastrophe vom 19. März 2020 (GBl. S. 125)
- Staatshaushaltsgesetz 2020/21 vom 19. März 2020 (GBl. S. 126)
- Gesetz zur Änderung der Gemeindeordnung, der Landkreisordnung und anderer Gesetze vom 7. Mai 2020 (GBl. S. 259)
- Gesetz über den Erlass infektionsschützender Maßnahmen vom 23. Juli 2020 (GBl. S. 649)

#### Verordnungen
- www.baden-wuerttemberg.de: Die Corona-Verordnungen für Baden-Württemberg

Landesregierung
- Corona-Verordnung (Baden-Württemberg) vom 16. März 2020 (GBl. S. 117) (aufgehoben)
- Corona-Verordnung vom 17. März 2020 (GBl. S.120) (aufgehoben)
  - Verordnung der Landesregierung zur Änderung der Corona-Verordnung vom 20. März 2020 (GBl. S. 133)
  - Zweite Verordnung der Landesregierung zur Änderung der Corona-Verordnung vom 22. März 2020 (GBl. S. 135)
  - Dritte Verordnung der Landesregierung zur Änderung der Corona-Verordnung vom 28. März 2020 (GBl. S. 153)
  - Vierte Verordnung der Landesregierung zur Änderung der Corona-Verordnung vom 9. April 2020 (GBl. S. 181)
  - Fünfte Verordnung der Landesregierung zur Änderung der Corona-Verordnung vom 17. April 2020 (GBl. S.189)
  - Sechste Verordnung der Landesregierung zur Änderung der Corona-Verordnung vom 23. April 2020 (GBl. S. 192)
  - Siebte Verordnung der Landesregierung zur Änderung der Corona-Verordnung vom 2. Mai 2020 (GBl. S. 206)
- Corona-Verordnung vom 9. Mai 2020 (GBl. S. 266) (außer Kraft)
  - Erste Verordnung der Landesregierung zur Änderung der Corona-Verordnung vom 16. Mai 2020 (GBl. S. 289)
  - Zweite Verordnung der Landesregierung zur Änderung der Corona-Verordnung vom 26. Mai 2020 (GBl. S. 325)
  - Dritte Verordnung der Landesregierung zur Änderung der Corona-Verordnung vom 9. Juni 2020 (GBl. S. 374)
  - Vierte Verordnung der Landesregierung zur Änderung der Corona-Verordnung vom 16. Juni 2020 (GBl. S. 406)
- Verordnung der Landesregierung über infektionsschützende Maßnahmen gegen die Ausbreitung des Virus SARS-CoV-2 (Corona-Verordnung – CoronaVO) vom 23. Juni 2020 (GBl. S. 483)
  - Verordnung der Landesregierung zur Änderung der Corona-Verordnung vom 28. Juli 2020 (GBl. S. 661)
  - Zweite Verordnung der Landesregierung zur Änderung der Corona-Verordnung vom 22. September 2020 (GBl. S. 721)
  - Dritte Verordnung der Landesregierung zur Änderung der Corona-Verordnung vom 6. Oktober 2020 (GBl. S. 733)
  - Vierte Verordnung der Landesregierung zur Änderung der Corona-Verordnung vom 9. Oktober 2020 (GBl. S. 787)
  - Fünfte Verordnung der Landesregierung zur Änderung der Corona-Verordnung vom 18. Oktober 2020 (GBl. S. 951)
  - Sechste Verordnung der Landesregierung zur Änderung der Corona-Verordnung vom 1. November 2020 (GBl. S. 959)
  - Siebte Verordnung der Landesregierung zur Änderung der Corona-Verordnung vom 17. November 2020 (GBl. 1052)
- Verordnung der Landesregierung über infektionsschützende Maßnahmen gegen die Ausbreitung des Virus SARS-CoV-2 (Corona-Verordnung – CoronaVO) vom 30. November 2020 (GBl. S. 1067)[3] mit Begründung[4]
  - Verordnung der Landesregierung zur Änderung der Corona-Verordnung vom 11. Dezember 2020 (GBl. S. 1175)[5] mit Begründung[6]
  - Zweite Verordnung der Landesregierung zur Änderung der Corona-Verordnung vom 15. Dezember 2020 (GBl. S. 1177)[7] mit Begründung[8]
  - Dritte Verordnung der Landesregierung zur Änderung der Corona-Verordnung vom 8. Januar 2021 (GBl. S. 17), Notverkündung auf baden-wuerttemberg.de[9] mit Begründung[10]
  - Begründung zur vierten Änderungsverordnung vom 16. Januar 2021 zur fünften Verordnung der Landesregierung über infektionsschützende Maßnahmen gegen die Ausbreitung des Virus SARS-CoV-2 (Corona-Verordnung – CoronaVO) vom 30. November 2020[11]
  - Sechste Verordnung der Landesregierung zur Änderung der Corona-Verordnung vom 30. Januar 2021[12] mit Begründung[13]
  - Siebte Verordnung der Landesregierung zur Änderung der Corona-Verordnung vom 10. Februar 2021 (GBl. S. 205)
  - Achte Verordnung der Landesregierung zur Änderung der Corona-Verordnung vom 13. Februar 2021 (GBl. S. 205)
- Verordnung der Landesregierung über infektionsschützende Maßnahmen gegen die Ausbreitung des Virus SARS-CoV-2 (Corona-Verordnung –CoronaVO) vom 27. März 2021[14]

Sozialministerium
- Corona-Verordnung WfMB vom 18. März 2020 (GBl. S. 127) (gilt bis zum 22. Juli 2020)
  - Verordnung des Sozialministeriums zur Änderung der Corona-Verordnung WfMB vom 9. April 2020 (GBl. S. 184)
  - Zweite Verordnung des Sozialministeriums zur Änderung der Corona-Verordnung WfMB vom 17. April 2020 (GBl. S. 200)
  - Dritte Verordnung des Sozialministeriums zur Änderung der Corona-Verordnung WfMB vom 29. April 2020 (GBl. S. 243)
  - Vierte Verordnung des Sozialministeriums zur Änderung der Corona-Verordnung WfMB vom 22. Mai 2020 (GBl. S. 315)
  - Fünfte Verordnung des Sozialministeriums zur Änderung der Corona-Verordnung WfMB vom 12. Juni 2020 (GBl. S. 399)
- Corona-Verordnung § 71 SGB XI vom 19. März 2020 (GBl. S. 128)
- Corona-Verordnung § 111a SGB V vom 24. März 2020 (GBl. S. 160) (außer Kraft)
  - Verordnung des Sozialministeriums zur Änderung der Corona-Verordnung § 111a SGB V vom 18. April 2020  (GBl S. 201)
- Corona-Verordnung Heimbewohner vom 7. April 2020 (GBl. S. 183) (außer Kraft)
  - Verordnung des Sozialministeriums zur Änderung der Corona-Verordnung Heimbewohner vom 17. April 2020 (GBl. S. 200)
- Corona-Verordnung Einreise vom 10. April 2020 (GBl. S. 185) (außer Kraft)
  - Verordnung des Sozialministeriums zur Änderung der Corona-Verordnung Einreise vom 24. April 2020 (GBl. S.228)
  - Zweite Verordnung des Sozialministeriums zur Änderung der Corona-Verordnung Einreise-Quarantäne vom 2. Mai 2020 (GBl. S. 245)
  - Dritte Verordnung des Sozialministeriums zur Änderung der Corona-Verordnung Einreise-Quarantäne vom 9. Mai 2020 (GBl. S. 280)
  - Vierte Verordnung des Sozialministeriums zur Änderung der Corona-Verordnung Einreise-Quarantäne vom 16. Mai 2020 (GBl. S. 303)
  - Fünfte Verordnung des Sozialministeriums zur Änderung der Corona-Verordnung Einreise-Quarantäne vom 5. Juni 2020 (GBl. S. 387)
- Corona-Verordnung Spitzensport vom 10. April 2020 (GBl. S.184) (außer Kraft)
  - Verordnung des Sozialministeriums zur Änderung der Corona-Verordnung Spitzensport vom 18. April 2020 (GBl S. 201)
  - Zweite Verordnung des Sozialministeriums zur Änderung der Corona-Verordnung Spitzensport vom 2. Mai 2020 (GBl. S. 245)
  - Dritte Verordnung des Sozialministeriums zur Änderung der Corona-Verordnung Spitzensport vom 7. Mai 2020 (GBl. S. 279)
  - Verordnung des Kultusministeriums und des Sozialministeriums zur Änderung der Corona-Verordnung Spitzensport vom 4. Juni 2020 (GBl. S. 385)
- Verordnung des Sozialministeriums zur Änderung der Bestattungsverordnung vom 17. April 2020 (GBl. S. 200)
- Verordnung des Sozialministeriums zur Änderung der Verordnung über Zuständigkeiten nach dem Infektionsschutzgesetz vom 28. April 2020 (GBl. S. 229)
- Corona-Verordnung Datenverarbeitung vom 4. Mai 2020 (GBl. S. 276)
  - Verordnung des Sozialministeriums und des Innenministeriums zur Änderung der Corona-Verordnung Datenverarbeitung vom 26. Juni 2020 (GBl. S. 523)
- Corona-Verordnung Besuchsregelungen vom 14. Mai 2020 (GBl. S. 297) (außer Kraft)
- Corona-Verordnung Tages- und Nachtpflege sowie Unterstützungsangebote vom 22. Mai 2020 (GBl. S. 317) (außer Kraft)
- Verordnung des Sozialministeriums zur Änderung der Verordnung über Zuständigkeiten nach dem Infektionsschutzgesetz vom 28. Mai 2020 (GBl. S. 357)
- Corona-Verordnung Maskenpflicht in Praxen vom 28. Mai 2020 (GBl. S. 377) (außer Kraft)
- Corona-Verordnung Krankenhäuser und Pflegeeinrichtungen vom 28. Mai 2020 (GBl. S. 258) (außer Kraft)
- Verordnung des Sozialministeriums zur Eindämmung von Übertragungen des Corona-Virus (SARS-CoV-2) bei Angeboten der Kinder- und Jugendarbeit sowie Jugendsozialarbeit (Corona-Verordnung Angebote Kinder- und Jugendarbeit sowie Jugendsozialarbeit – CoronaVO Angebote Kinder- und Jugendarbeit sowie Jugendsozialarbeit) vom 29. Mai 2020 (GBl. S. 375) (außer Kraft)
  - Verordnung des Sozialministeriums zur Änderung der Corona-Verordnung Angebote Kinder- und Jugendarbeit sowie Jugendsozialarbeit vom 12. Juni 2020 (GBl. S. 399)
- Corona-Verordnung Veranstaltungen vom 29. Mai 2020 (GBl. S. 378) (außer Kraft)
- Corona-Verordnung Bordgastronomie vom 4. Juni 2020 (GBl. S. 387) (außer Kraft)
- Corona-Verordnung Saunen vom 5. Juni 2020 (GBl. S. 388) (außer Kraft)
- Corona-Verordnung private Veranstaltungen vom 8. Juni 2020 (GBl. S. 391) (außer Kraft)
  - Verordnung des Sozialministeriums zur Änderung der Corona-Verordnung private Veranstaltungen vom 11. Juni 2020 (GBl. S. 398)
- Corona-Verordnung Reisebusse vom 10. Juni 2020 (GBl. S. 395) (außer Kraft)
- Verordnung des Sozialministeriums zu Quarantänemaßnahmen für Ein- und Rückreisende zur Eindämmung des Virus SARS-Cov-2 (Corona-Verordnung Einreise-Quarantäne – CoronaVO EQ) vom 15. Juni 2020 (GBl. S. 410) (außer Kraft)
  - Verordnung des Sozialministeriums zur Änderung der Corona-Verordnung Einreise-Quarantäne vom 29. Juni 2020 (GBl. S. 531)
- Verordnung des Sozialministeriums und des Innenministeriums über die Verarbeitung personenbezogener Daten im Rahmen der Corona-Verordnung Datenverarbeitung durch das Landesgesundheitsamt für die Gesundheitsämter und die Ortspolizeibehörden (Corona-Verordnung Auftragsverarbeitung – CoronaVO Auftragsverarbeitung) vom 16. Juni 2020 (GBl. S. 415)
- Verordnung des Sozialministeriums zur Eindämmung von Übertragungen des Virus SARS-CoV-2 (Coronavirus) in Krankenhäusern, Pflegeeinrichtungen und vergleichbaren Einrichtungen sowie Unterstützungsangeboten im Vor- und Umfeld von Pflege (Corona-Verordnung Krankenhäuser und Pflegeeinrichtungen – CoronaVO Krankenhäuser und Pflegeeinrichtungen) vom 25. Juni 2020 (GBl. S. 517)
- Corona-Verordnung Reisebusse vom 25. Juni 2020 (GBl. S. 521)
- Verordnung des Sozialministeriums zur Eindämmung von Übertragungen des Virus SARS-CoV-2 (Coronavirus) bei Angeboten der Kinder- und Jugendarbeit sowie Jugendsozialarbeit (Corona-Verordnung Angebote Kinder- und Jugendarbeit sowie Jugendsozialarbeit – CoronaVO Angebote Kinder- und Jugendarbeit sowie Jugendsozialarbeit) vom 26. Juni 2020 (GBl. S. 522)
  - Verordnung des Sozialministeriums und des Innenministeriums zur Änderung der Corona-Verordnung Datenverarbeitung vom 26. Juni 2020 (GBl. S. 523)
  - Verordnung des Sozialministeriums und des Wirtschaftsministeriums zur Aufhebung gemeinsamer Corona-Verordnungen vom 26. Juni 2020 (GBl. S. 524)
  - Verordnung des Sozialministeriums und des Verkehrsministeriums zur Aufhebung gemeinsamer Corona-Verordnungen vom 26. Juni 2020 (GBl. S. 524)
  - Verordnung des Sozialministeriums zur Aufhebung von Corona-Verordnungen vom 26. Juni 2020 (GBl. S. 524)
  - Verordnung des Sozialministeriums zur Aufhebung der Corona-Verordnung Veranstaltungen vom 26. Juni 2020 (GBl. S. 525)
  - Verordnung des Sozialministeriums zur Aufhebung der Corona-Verordnung Saunen und der Corona-Verordnung Indoor-Freizeitaktivitäten vom 26. Juni 2020 (GBl. S. 525)
  - Verordnung des Sozialministeriums zur Änderung der Corona-Verordnung Einreise-Quarantäne Vom 29. Juni 2020 (GBl. S. 531)
- Verordnung des Sozialministeriums zur Einschränkung des Betriebs von Werkstätten für behinderte Menschen und anderen Angeboten zur Eindämmung der Infektionen mit SARS-CoV-2 (Corona-Verordnung WfbM – CoronaVO WfbM) vom 9. Juli 2020 (GBl. S. 629)
- Verordnung des Sozialministeriums zu Quarantänemaßnahmen für Ein- und Rückreisende zur Eindämmung des Virus SARS-CoV-2 (Corona-Verordnung Einreise-Quarantäne – CoronaVO EQ) vom 14. Juli 2020 (GBl. S. 642)
  - Verordnung des Sozialministeriums zur Änderung der Corona-Verordnung WfbM vom 14. August 2020 (GBl. S. 672)
  - Verordnung des Sozialministeriums zur Änderung der Corona-Verordnung Angebote Kinder- und Jugendarbeit sowie Jugendsozialarbeit vom 19. August 2020 (GBl. S. 673)
  - Verordnung des Sozialministeriums zur Änderung der Corona-Verordnung Krankenhäuser und Pflegeeinrichtungen vom 19. August 2020 (GBl. S. 673)
  - Zweite Verordnung des Sozialministeriums und des Innenministeriums zur Änderung der Corona-Verordnung Datenverarbeitung vom 20. August 2020 (GBl. S. 674)
- Verordnung des Sozialministeriums zu Quarantänemaßnahmen und Testungen für Ein- und Rückreisende zur Eindämmung des Coronavirus (SARS-CoV-2) (Corona-Verordnung Einreise-Quarantäne und Testung – CoronaVO EQT) vom 24. August 2020 (GBl. S. 676)
  - Zweite Verordnung des Sozialministeriums zur Änderung der Corona-Verordnung Krankenhäuser und Pflegeeinrichtungen vom 31. August 2020 (GBl. S. 687)
- Verordnung des Sozialministeriums zur Eindämmung von Übertragungen von SARS-CoV-2 (Coronavirus) bei Saisonarbeit in der Landwirtschaft (Corona-Verordnung Saisonarbeit Landwirtschaft – CoronaVO Saisonarbeit Landwirtschaft) vom 2. September 2020 (GBl. S. 687)
  - Verordnung des Sozialministeriums zur Änderung der Corona-Verordnung Einreise-Quarantäne und Testung vom 16. Oktober 2020 (GBl. S. 954)
  - Zweite Verordnung des Sozialministeriums zur Änderung der Corona-Verordnung Angebote Kinder- und Jugendarbeit sowie Jugendsozialarbeit vom 2. November 2020 (GBl. S. 965)
- Verordnung des Sozialministeriums zu Quarantänemaßnahmen für Ein- und Rückreisende zur Bekämpfung des Coronavirus SARS-CoV-2 (Corona-Verordnung Einreise-Quarantäne – CoronaVO EQ) vom 6. November 2020 (GBl. S. 1032)
  - Verordnung des Sozialministeriums zur Änderung der Corona-Verordnung Einreise-Quarantäne vom 17. November 2020 (GBl. S. 1059)
- Verordnung des Sozialministeriums zur Absonderung von mit dem Virus SARS-CoV-2 infizierten oder krankheitsverdächtigen Personen und deren Haushaltsangehörigen (Corona-Verordnung Absonderung – CoronaVO Absonderung) vom 23. November 2020 (GBl. S. 1060)
- Verordnung des Sozialministeriums zur Eindämmung von Übertragungen des Virus SARS-CoV-2 (Coronavirus) bei Angeboten der Kinder- und Jugendarbeit sowie Jugendsozialarbeit (Corona-Verordnung Angebote Kinder- und Jugendarbeit sowie Jugendsozialarbeit – CoronaVO Angebote Kinder- und Jugendarbeit sowie Jugendsozialarbeit) vom 1. Dezember 2020 (GBl. S. 1099), Notverkündung auf baden-wuerttemberg.de[15]
- Verordnung des Sozialministeriums zur Absonderung von mit dem Virus SARS-CoV-2 infizierten oder krankheitsverdächtigen Personen und deren Haushaltsangehörigen (Corona-Verordnung Absonderung – CoronaVO Absonderung) vom 1. Dezember 2020 (GBl. S. 1101), Notverkündung auf baden-wuerttemberg.de[16]
- Verordnung des Sozialministeriums zu Quarantänemaßnahmen für Ein- und Rückreisende zur Bekämpfung des Coronavirus SARS-CoV-2 (Corona-Verordnung Einreise-Quarantäne und Testung – CoronaVO EQT) vom 10. Januar 2021,[17] Notverkündung auf baden-wuerttemberg.de[18] mit Begründung[19]
- Verordnung des Sozialministeriums zur Absonderung von mit dem Virus SARS-CoV-2 infizierten oder krankheitsverdächtigen Personen und deren haushaltsangehörigen Personen (Corona-Verordnung Absonderung – CoronaVO Absonderung) vom 10. Januar 2021[20], Notverkündung auf baden-wuerttemberg.de[21] mit Begründung[22]

Kultusministerium
- Corona-Verordnung religiöse Veranstaltungen und Zusammenkünfte vom 21. März 2020 (GBl. S. 197) (aufgehoben)
- Corona-Verordnung religiöse Veranstaltungen und Zusammenkünfte vom 2. April 2020 (GBl. S.198) (aufgehoben)
- Corona-Verordnung Schule vom 29. April 2020 (GBl. S.229) (aufgehoben)
- Corona-Pandemie-Prüfungsverordnung vom 29. April 2020 (GBl. S. 231)
  - Erste Verordnung des Kultusministeriums zur Änderung der Corona-Pandemie-Prüfungsverordnung vom 15. Mai 2020 (GBl. S. 300)
- Corona-Verordnung religiöse Veranstaltungen und Zusammenkünfte vom 3. Mai 2020 (GBl. S. 275)
  - Verordnung des Kultusministeriums zur Änderung der Corona-Verordnung religiöse Veranstaltungen und Zusammenkünfte vom 3. Juni 2020 (GBl S. 381)
  - Zweite Verordnung des Kultusministeriums zur Änderung der Corona-Verordnung religiöse Veranstaltungen und Zusammenkünfte vom 11. Juni 2020 (GBl. S. 398)
- Corona-Verordnung Musik- und Jugendkunstschulen vom 5. Mai 2020 (GBl. S. 278) (außer Kraft)
- Corona-Verordnung Sportstätten vom 10. Mai 2020 (GBl. S. 280) (außer Kraft)
- Corona-Verordnung Sportwettkämpfe vom 14. Mai 2020 (GBl. S. 294) (außer Kraft)
  - Verordnung des Kultusministeriums und des Sozialministeriums zur Änderung der Corona-Verordnung Sportwettkämpfe vom 4. Juni 2020 (GBl. S. 385)
- Corona-Verordnung Schule vom 14. Mai 2020 (GBl. S. 292) (außer Kraft)
- Corona-Verordnung allgemeine Weiterbildung vom 21. Mai 2020 (GBl. S. 309)
- Corona-Verordnung Musik- und Jugendkunstschulen vom 22. Mai 2020 (GBl. S. 314) (außer Kraft)
  - Verordnung des Sozialministeriums und des Kultusministeriums zur Änderung der Corona-Verordnung Musik- und Jugendkunstschulen vom 4. Juni 2020 (GBl. S. 386)
- Corona-Verordnung Sportstätten vom 22. Mai 2020 (GBl. S. 311) (außer Kraft)
- Corona-Verordnung Schule vom 27. Mai 2020 (GBl. S. 353) (außer Kraft)
- Corona-Verordnung Sportstätten vom 4. Juni 2020 (GBl. S. 381) (außer Kraft)
- Corona-Verordnung Sportwettkämpfe vom 10. Juni 2020 (GBl. S. 393) (außer Kraft)
- Verordnung des Kultusministeriums über die Wiederaufnahme des Schulbetriebs (Corona-Verordnung Schule – CoronaVO Schule) vom 16. Juni 2020 (GBl. S. 412) (außer Kraft)
- Verordnung des Kultusministeriums und des Sozialministeriums über den Betrieb von Musikschulen, Kunstschulen und Jugendkunstschulen (Corona-Verordnung Musik-, Kunst- und Jugendkunstschulen – CoronaVO Musik-, Kunst- und Jugendkunstschulen) vom 25. Juni 2020 (GBl. S. 514)
- Verordnung des Kultusministeriums und des Sozialministeriums über die Sportausübung (Corona-Verordnung Sport – CoronaVO Sport) vom 25. Juni 2020 (GBl. S. 515)
- Verordnung des Kultusministeriums und des Sozialministeriums über Bäder und Saunen (Corona-Verordnung Bäder und Saunen – CoronaVO Bäder und Saunen) vom 25. Juni 2020 (GBl. S. 510)
  - Verordnung des Kultusministeriums zur Aufhebung der Corona-Verordnung Weiterbildung vom 26. Juni 2020 (GBl. S. 522)
- Verordnung des Kultusministeriums über die Wiederaufnahme des Schulbetriebs unter Pandemiebedingungen (Corona-Verordnung Schule – CoronaVO Schule) vom 29. Juni 2020 (GBl. S. 526)
- Verordnung über den Betrieb der Kindertageseinrichtungen und Kindertagespflegestellen unter Pandemiebedingungen (Corona-Verordnung Kita – CoronaVO-Kita) vom 29. Juni 2020 (GBl. S. 530)
  - Erste Verordnung des Kultusministeriums zur Änderung der Verordnung über den Betrieb der Kindertageseinrichtungen und Kindertagespflegestellen unter Pandemiebedingungen (Corona-Verordnung Kita – CoronaVO Kita) vom 3. August 2020 (GBl. S. 670)
  - Verordnung des Kultusministeriums und des Sozialministeriums zur Änderung der Corona-Verordnung Bäder und Saunen vom 12. August 2020 (GBl. S. 671)
  - Verordnung des Kultusministeriums und des Sozialministeriums zur Änderung der Corona-Verordnung Sport vom 12. August 2020 (GBl. S. 671)
  - Verordnung des Kultusministeriums und des Sozialministeriums zur Änderung der Corona-Verordnung Musik-, Kunst- und Jugendkunstschulen vom 14. August 2020 (GBl. S. 671)
  - Zweite Verordnung des Kultusministeriums zur Änderung der Verordnung über den Betrieb der Kindertageseinrichtungen und Kindertagespflegestellen unter Pandemiebedingungen (Corona-Verordnung Kita – Corona-VO-Kita) vom 18. August 2020  (GBl. S. 672)
- Verordnung des Kultusministeriums über den Schulbetrieb unter Pandemiebedingungen (Corona-Verordnung Schule – CoronaVO Schule) vom 31. August 2020 (GBl. S. 685)
- Verordnung des Kultusministeriums zur Regelung der Besonderheiten bei der Leistungsfeststellung der Schulen und der Durchführung der schulischen Abschlussprüfungen im Schuljahr 2020/2021, den Versetzungsentscheidungen, den Beratungen schulischer Gremien sowie der Lehrkräfteausbildung und -prüfung (Corona-Pandemie-Prüfungsverordnung 2020/2021) vom 2. September 2020 (GBl. S. 701)
- Verordnung des Kultusministeriums und des Sozialministeriums über den Betrieb von Musikschulen, Kunstschulen und Jugendkunstschulen (Corona-Verordnung Musik-, Kunst- und Jugendkunstschulen – CoronaVO Musik-, Kunst- und Jugendkunstschulen) vom 3. September 2020 (GBl. S. 690)
- Verordnung des Kultusministeriums und des Sozialministeriums über die Sportausübung (Corona-Verordnung Sport – CoronaVO Sport) vom 3. September 2020 (GBl. S. 691)
- Verordnung des Kultusministeriums und des Sozialministeriums über Bäder und Saunen (Corona-Verordnung Bäder und Saunen – CoronaVO Bäder und Saunen) vom 3. September 2020 (GBl. S. 692)
- Verordnung des Kultusministeriums und des Sozialministeriums über die Sportausübung (Corona-Verordnung Sport – CoronaVO Sport) vom 18. September 2020 (GBl. S. 717)
- Verordnung des Kultusministeriums und des Sozialministeriums über die Sportausübung (Corona-Verordnung Sport – CoronaVO Sport) vom 8. Oktober 2020 (GBl. S. 796)
- Verordnung des Kultusministeriums über Veranstaltungen von Religions- und Weltanschauungsgemeinschaften sowie Veranstaltungen bei Todesfällen (Corona-Verordnung religiöse Veranstaltungen und Veranstaltungen bei Todesfällen – CoronaVO religiöse Veranstaltungen und Veranstaltungen bei Todesfällen) vom 15. Oktober 2020 (GBl. S. 952)
  - Erste Verordnung des Kultusministeriums zur Änderung der Verordnung über den Schulbetrieb unter Pandemiebedingungen (Corona-Verordnung Schule – CoronaVO Schule) vom 15. Oktober 2020 (GBl. S. 953)
  - Verordnung des Kultusministeriums zur Änderung der Verordnung über Veranstaltungen von Religions- und Weltanschauungsgemeinschaften sowie Veranstaltungen bei Todesfällen vom 19. Oktober 2020 (GBl. S. 956)
  - Verordnung des Kultusministeriums und des Sozialministeriums zur Änderung der Verordnung über die Sportausübung (Corona-Verordnung Sport – CoronaVO Sport) vom 22. Oktober 2020 (GBl. S. 962)
  - Verordnung des Kultusministeriums und des Sozialministeriums zur Änderung der Verordnung über den Betrieb von Musikschulen, Kunstschulen und Jugendkunstschulen (Corona-Verordnung Musik-, Kunst- und Jugendkunstschulen – CoronaVO Musik-, Kunst- und Jugendkunstschulen) vom 22. Oktober 2020 (GBl. S. 962)
  - Zweite Verordnung des Kultusministeriums zur Änderung der Verordnung über den Schulbetrieb unter Pandemiebedingungen (Corona-Verordnung Schule – CoronaVO Schule) vom 21. Oktober 2020 (GBl. S. 961)
  - Dritte Verordnung des Kultusministeriums zur Änderung der Verordnung über den Betrieb der Kindertageseinrichtungen und Kindertagespflegestellen unter Pandemiebedingungen (Corona-Verordnung Kita – Corona-VO-Kita) vom 2. November 2020 (GBl. S. 965)
  - Verordnung des Kultusministeriums zur Änderung der Corona-Pandemie Prüfungsverordnung 2020/2021 vom 4. November 2020 (GBl. 1031)
  - Vierte Verordnung des Kultusministeriums zur Änderung der Verordnung über den Betrieb der Kindertageseinrichtungen und Kindertagespflegestellen unter Pandemiebedingungen (Corona-Verordnung Kita – CoronaVO Kita) vom 7. Dezember 2020
- Verordnung des Kultusministeriums über den Schulbetrieb unter Pandemiebedingungen (Corona-Verordnung Schule – CoronaVO Schule) vom 7. Dezember 2020

Verkehrsministerium
- Verordnung des Verkehrsministeriums und des Sozialministeriums zur Eindämmung von Übertragungen des Corona-Virus (SARS-CoV-2) in Reisebussen (Corona-Verordnung Reisebusse – CoronaVO Reisebusse) vom 25. Juni 2020 (GBl. S. 521)
  - Verordnung des Verkehrsministeriums und des Sozialministeriums zur Änderung der Corona-Verordnung Reisebusse vom 20. August 2020 (GBl. 675)

Wirtschaftsministerium
- Corona-Soforthilfeunterstützungsverordnung (GBl. S. 197)
  - Verordnung des Wirtschaftsministeriums zur Änderung der Corona-Soforthilfeunterstützungsverordnung vom 8. April 2020 (GBl. S. 199)
- Corona-Verordnung Einzelhandel vom 3. Mai 2020 (GBl. S. 246) (außer Kraft)
  - Verordnung des Wirtschaftsministeriums und des Sozialministeriums zur Änderung der Corona-Verordnung Einzelhandel vom 8. Juni 2020 (GBl. S. 390)
- Corona-Verordnung Fußpflege vom 3. Mai 2020 (GBl. S. 249) (aufgehoben)
- Corona-Verordnung Friseurbetriebe vom 3. Mai 2020 (GBl. S. 247) (aufgehoben)
- Corona-Verordnung Kosmetik und medizinische Fußpflege vom 10. Mai 2020 (GBl. S. 283)
- Corona-Verordnung Vergnügungsstätten vom 10. Mai 2020 (GBl. S. 281) (entfällt zum 1. Juli 2020)
- Corona-Verordnung Gaststätten vom 10. Mai 2020 (GBl. S. 285) (aufgehoben)
- Corona-Verordnung Berufsbildung vom 14. Mai 2020 (GBl. S. 295) (außer Kraft)
  - Verordnung des Wirtschaftsministeriums zur Änderung der Corona-Verordnung Berufsbildung vom 22. Mai 2020 (GBl. S. 313)
- Corona-Verordnung Gaststätten vom 16. Mai 2020 (GBl. S. 301) (außer Kraft)
  - Verordnung des Sozialministeriums und des Wirtschaftsministeriums zur Änderung der Corona-Verordnung Gaststätten vom 28. Mai 2020 (GBl. S. 365)
- Corona-Verordnung Beherbergungsbetriebe vom 23. Mai 2020 (GBl. S. 318) (außer Kraft)
- Corona-Verordnung Indoor-Freizeitaktivitäten vom 28. Mai 2020 (GBl. S. 362) (außer Kraft)
- Corona-Verordnung Freizeitparks vom 28. Mai 2020 (GBl. S. 365) (außer Kraft)
- Verordnung des Wirtschaftsministeriums und des Sozialministeriums zur Eindämmung von Übertragungen des Corona-Virus (SARS-CoV-2) durch Beherbergungsverbote (Corona-Verordnung Beherbergungsverbot – CoronaVO Beherbergungsverbot) vom 25. Juni 2020 (GBl. S. 516) (außer Kraft)
- Verordnung des Wirtschaftsministeriums über die Zuständigkeitserweiterung der Industrie- und Handelskammern im Land Baden-Württemberg für die Unterstützung bei der Administration von Hilfen im Rahmen der Stabilisierungshilfe Corona für das Hotel- und Gaststättengewerbe (Corona-Stabilisierungshilfe-HOGAZuständigkeitsverordnung – CoSHG-ZVO) vom 30. Juni 2020 (GBl. S. 532)
- Verordnung des Wirtschaftsministeriums und des Sozialministeriums zur Eindämmung von Übertragungen des Corona-Virus (SARS-CoV-2) durch Beherbergungsverbote (Corona-Verordnung Beherbergungsverbot – CoronaVO Beherbergungsverbot) vom 15. Juli 2020 (GBl. S. 644)
- Verordnung des Wirtschaftsministeriums und des Sozialministeriums zur Eindämmung von Übertragungen von SARS-CoV-2 (Coronavirus) in Schlachtbetrieben und der Fleischverarbeitung (Corona-Verordnung Schlachtbetriebe und Fleischverarbeitung – CoronaVO Schlachtbetriebe und Fleischverarbeitung) vom 7. Juli 2020 (GBl. S. 627)
- Verordnung des Wirtschaftsministeriums und des Sozialministeriums zur Eindämmung von Übertragungen des Corona-Virus (SARS-CoV-2) auf Messen, Ausstellungen und Kongressen (Corona-Verordnung Messen – CoronaVO Messen) vom 14. Juli 2020 (GBl. S. 641)
  - Verordnung des Wirtschaftsministeriums und des Sozialministeriums zur Änderung der Corona-Verordnung Schlachtbetriebe und Fleischverarbeitung vom 8. August 2020 (GBl. S. 670)
  - Verordnung des Wirtschaftsministeriums und des Sozialministeriums zur Änderung der Corona-Verordnung Beherbergungsverbot vom 18. August 2020 (GBl. S. 673)
  - Verordnung des Wirtschaftsministeriums und des Sozialministeriums zur Änderung der Corona-Verordnung Messen vom 24. August 2020 (GBl. 675)
  - Verordnung des Wirtschaftsministeriums und des Sozialministeriums zur Aufhebung der Corona-Verordnung Beherbergungsverbot vom 20. Oktober 2020 (GBl. S. 956)

Wissenschaftsministerium
- Verordnung des Wissenschaftsministeriums über infektionsschützende Maßnahmen gegen die Ausbreitung des Virus SARS-CoV-2 im Geschäftsbereich des Wissenschaftsministeriums (Corona-Verordnung Studienbetrieb und Kunst – CoronaVO Studienbetrieb und Kunst) vom 16. September 2020 (GBl. S. 715)
  - Verordnung des Wissenschaftsministeriums zur Änderung der Corona-Verordnung Studienbetrieb und Kunst – CoronaVO Studienbetrieb und Kunst vom 18. Oktober 2020 (GBl. S. 955)
  - Verordnung des Wissenschaftsministeriums zur Änderung der Corona-Verordnung Studienbetrieb[23] mit Begründung[24]
- Verordnung des Wissenschaftsministeriums über infektionsschützende Maßnahmen gegen die Ausbreitung des Virus SARS-CoV-2 im Geschäftsbereich des Wissenschaftsministeriums (Corona-Verordnung Studienbetrieb CoronaVO Studienbetrieb) vom 10. Januar 2021,[25] Notverkündung auf baden-wuerttemberg.de[26] mit Begründung[27]

Innenministerium
- Verordnung des Ministeriums für Inneres, Digitalisierung und Migration über infektionsschützende Maßnahmen gegen die Ausbreitung des Virus SARS-CoV-2 in Erstaufnahmeeinrichtungen (Corona-Erstaufnahme-SchutzVerordnung – CoronaErstaufnSchVO) vom 29. Juni 2020 (GBl. S. 526)

#### Weitere Bekanntmachungen
- Gemeinsame Richtlinie des Ministeriums für Wirtschaft, Arbeit und Wohnungsbau und des Ministeriums für Soziales und Integration zur Öffnung von Einrichtungen des Einzelhandels gemäß § 4 Absatz 3 der Corona-Verordnung vom 17. April 2020[28]
- Bußgeldkatalog für Ordnungswidrigkeiten nach dem Infektionsschutzgesetz in Verbindung mit der CoronaVO Einreise (Stand: 17. Juni 2020)[29]
- Bußgeldkatalog für Ordnungswidrigkeiten nach dem Infektionsschutzgesetz im Zusammenhang mit der Corona-VO in der Fassung vom 2. Dezember 2020[30]
- Hotspotstrategie, Erlass vom 4. Dezember 2020[31]
- Bußgeldkatalog für Ordnungswidrigkeiten nach dem Infektionsschutzgesetz im Zusammenhang mit der CoronaVO in der Fassung vom 13.01.2021[32]

### Bayern
Ein Ereignis im Sinne des Art. 1 Abs. 2 BayKSG liegt wieder vor. Mit Ablauf des 16. Juni 2020 wurde das Ende der Katastrophe nach Art. 4 Abs. 1 Satz 1 BayKSG festgestellt. Es wurde aber mit Wirkung zum 9. Dezember 2020 erneut festgestellt.
- Coronavirus in Bayern – Informationen auf einen Blick > Rechtsgrundlagen

#### Gesetze
- Gesetz zur Änderung des Bayerischen Hochschulgesetzes und weiterer Rechtsvorschriften vom 24. Juli 2020 (GVBl. S. 382)
- Bayerisches Infektionsschutzgesetz vom 25. März 2020 (GVBl. S. 174)
- Nachtragshaushaltsgesetz 2019/2020 vom 19. März 2020 (GVBl. S. 153)

#### Verordnungen
- (...)
  - Begründung der Verordnung zur Änderung der Zwölften Bayerischen Infektionsschutzmaßnahmenverordnung und der Einreise-Quarantäneverordnung vom 25. März 2021 (BayMBl. Nr. 225)
  - Verordnung zur Änderung der Zwölften Bayerischen Infektionsschutzmaßnahmenverordnung und der Einreise-Quarantäneverordnung vom 25. März 2021 (BayMBl. Nr. 224)
- Verordnung zur Erweiterung der Meldepflicht auf Schutzimpfungen gegen das Coronavirus SARS-CoV-2 (Coronavirus-Impf-Meldeverordnung – ImpfMeldV) vom 17. März 2021 (BayMBl. Nr. 208)
  - Begründung der Zwölften Bayerischen Infektionsschutzmaßnahmenverordnung (12. BayIfSMV) vom 5. März 2021 (BayMBl. Nr. 172)
- Zwölfte Bayerische Infektionsschutzmaßnahmenverordnung (12. BayIfSMV) vom 5. März 2021 (BayMBl. Nr. 171)
  - Begründung der Verordnung zur Änderung der Einreise-Quarantäneverordnung vom 12. Februar 2021 (BayMBl. Nr. 115)
  - Verordnung zur Änderung der Einreise-Quarantäneverordnung vom 12. Februar 2021 (BayMBl. Nr. 114)
  - Begründung der Verordnung zur Änderung der Elften Bayerischen Infektionsschutzmaßnahmenverordnung vom 12. Februar 2021 (BayMBl. Nr. 113)
  - Verordnung zur Änderung der Elften Bayerischen Infektionsschutzmaßnahmenverordnung vom 12. Februar 2021 (BayMBl. Nr. 112)
  - Begründung der Verordnung zur Änderung der Elften Bayerischen Infektionsschutzmaßnahmenverordnung und der Einreise-Quarantäneverordnung vom 28. Januar 2021 (BayMBl. Nr. 76)
  - Verordnung zur Änderung der Elften Bayerischen Infektionsschutzmaßnahmenverordnung und der Einreise-Quarantäneverordnung vom 28. Januar 2021 (BayMBl. Nr. 75)
  - Begründung der Verordnung zur Änderung der Elften Bayerischen Infektionsschutzmaßnahmenverordnung (11. BayIfSMV) vom 20. Januar 2021 (BayMBl. Nr. 55)
  - Verordnung zur Änderung der Elften Bayerischen Infektionsschutzmaßnahmenverordnung vom 20. Januar 2021 (BayMBl. Nr. 54)
  - Begründung der Verordnung zur Änderung der Elften Bayerischen Infektionsschutzmaßnahmenverordnung (11. BayIfSMV) vom 15. Januar 2021 (BayMBl. Nr. 35)
  - Verordnung zur Änderung der Elften Bayerischen Infektionsschutzmaßnahmenverordnung vom 15. Januar 2021 (BayMBl. Nr. 34)
  - Begründung der Verordnung zur Änderung der Elften Bayerischen Infektionsschutzmaßnahmenverordnung vom 8. Januar 2021 (BayMBl. Nr. 6)
  - Verordnung zur Änderung der Elften Bayerischen Infektionsschutzmaßnahmenverordnung vom 8. Januar 2021 (BayMBl. Nr. 5)
  - Begründung der Verordnung zur Änderung der Einreise-Quarantäneverordnung (EQV) vom 30. Dezember 2020 (BayMBl. Nr. 820)
  - Verordnung zur Änderung der Einreise-Quarantäneverordnung vom 30. Dezember 2020 (BayMBl. Nr. 819)
  - Begründung der Elften Bayerischen Infektionsschutzmaßnahmenverordnung (11. BayIfSMV) vom 15. Dezember 2020 (BayMBl. Nr. 738)
- Elfte Bayerische Infektionsschutzmaßnahmenverordnung (11. BayIfSMV) vom 15. Dezember 2020 (BayMBl. Nr. 737)
  - Begründung der Verordnung zur Änderung der Zehnten Bayerischen Infektionsschutzmaßnahmenverordnung (10. BayIfSMV) vom 10. Dezember 2020 (BayMBl. Nr. 735)
  - Verordnung zur Änderung der Zehnten Bayerischen Infektionsschutzmaßnahmenverordnung vom 10. Dezember 2020 (BayMBl. Nr. 734)
  - Begründung der Zehnten Bayerischen Infektionsschutzmaßnahmenverordnung (10. BayIfSMV) vom 8. Dezember 2020 (BayMBl. Nr. 712)
- Zehnte Bayerische Infektionsschutzmaßnahmenverordnung (10. BayIfSMV) vom 8. Dezember 2020 (BayMBl. Nr. 711)
  - Begründung der Neunten Bayerischen Infektionsschutzmaßnahmenverordnung (9. BayIfSMV) vom 30. November 2020 (BayMBl. Nr. 684)
- Neunte Bayerische Infektionsschutzmaßnahmenverordnung (9. BayIfSMV) vom 30. November 2020 (BayMBl. Nr. 683)
  - Begründung der Verordnung zur Änderung der Einreise-Quarantäneverordnung (EQV) vom 29. November 2020 (BayMBl. Nr. 682)
  - Verordnung zur Änderung der Einreise-Quarantäneverordnung vom 29. November 2020 (BayMBl. Nr. 681)
  - Verordnung zur Änderung der Achten Bayerischen Infektionsschutzmaßnahmenverordnung vom 12. November 2020 (BayMBl. Nr. 639)
- Verordnung über Quarantänemaßnahmen für Einreisende zur Bekämpfung des Coronavirus (Einreise-Quarantäneverordnung – EQV) vom 5. November 2020 (BayMBl. Nr. 630)[36]
- Achte Bayerische Infektionsschutzmaßnahmenverordnung vom 30. Oktober 2020 (BayMBl. Nr. 616)
  - Verordnung zur Änderung der Siebten Bayerischen Infektionsschutzmaßnahmenverordnung und der Einreise-Quarantäneverordnung vom 22. Oktober 2020 (BayMBl. Nr. 601)
  - Verordnung zur Änderung der Siebten Bayerischen Infektionsschutzmaßnahmenverordnung vom 18. Oktober 2020 (BayMBl. Nr. 589)
  - Verordnung zur Änderung der Siebten Bayerischen Infektionsschutzmaßnahmenverordnung und der Einreise-Quarantäneverordnung vom 16. Oktober 2020 (BayMBl. Nr. 588)
- Siebte Bayerische Infektionsschutzmaßnahmenverordnung (7. BayIfSMV) vom 1. Oktober 2020 (BayMBl. Nr. 562)
  - Verordnung zur Änderung der Bayerischen Schulordnung und weiterer Rechtsvorschriften vom 13. August 2020 (GVBl. 2020 S. 535)
  - Verordnung zur Änderung der Sechsten Bayerischen Infektionsschutzmaßnahmenverordnung und der Einreise-Quarantäneverordnung vom 22. September 2020 (BayMBl. Nr. 535)
  - Verordnung zur Änderung der Sechsten Bayerischen Infektionsschutzmaßnahmenverordnung und der Einreise-Quarantäneverordnung vom 17. September 2020 (BayMBl. Nr. 533)
  - Verordnung zur Änderung der Sechsten Bayerischen Infektionsschutzmaßnahmenverordnung und der Einreise-Quarantäneverordnung vom 1. September 2020 (BayMBl. Nr. 494)
  - Verordnung zur Änderung der Sechsten Bayerischen Infektionsschutzmaßnahmenverordnung und der Einreise-Quarantäneverordnung vom 14. August 2020 (BayMBl. Nr. 463)
  - Verordnung zur Änderung der Sechsten Bayerischen Infektionsschutzmaßnahmenverordnung und der Einreise-Quarantäneverordnung vom 28. Juli 2020 (BayMBl. Nr. 430)
  - Verordnung zur Änderung der Einreise-Quarantäneverordnung vom 24. Juli 2020 (BayMBl. Nr. 429)
  - Verordnung zur Änderung der Sechsten Bayerischen Infektionsschutzmaßnahmenverordnung vom 14. Juli 2020  (BayMBl. Nr. 403)
  - Verordnung zur Änderung der Hochschulzulassungsverordnung vom 7. Juli 2020 (GVBl. S. 399)
- Verordnung zur Änderung der Sechsten Bayerischen Infektionsschutzmaßnahmenverordnung und der Einreise-Quarantäneverordnung vom 7. Juli 2020 (BayMBl. Nr. 387)
- Verordnung zur Änderung der Sechsten Bayerischen Infektionsschutzmaßnahmenverordnung vom 30. Juni 2020 (BayMBl. Nr. 374)
- Verordnung zur Änderung der Sechsten Bayerischen Infektionsschutzmaßnahmenverordnung und der Einreise-Quarantäneverordnung vom 24. Juni 2020 (BayMBl. Nr. 362)
- Sechste Bayerische Infektionsschutzmaßnahmenverordnung (6. BayIfSMV) vom 19. Juni 2020 (BayMBl. Nr. 348)
- Verordnung zur Änderung der Fünften Bayerischen Infektionsschutzmaßnahmenverordnung vom 16. Juni 2020 (BayMBl. Nr. 338)
- Verordnung über Quarantänemaßnahmen für Einreisende zur Bekämpfung des Coronavirus (Einreise-Quarantäneverordnung – EQV) vom 15. Juni 2020 (BayMBl. Nr. 335)
- Verordnung zur Änderung der Fünften Bayerischen Infektionsschutzmaßnahmenverordnung vom 12. Juni 2020 (BayMBl. Nr. 334)
- Fünfte Bayerische Infektionsschutzmaßnahmenverordnung vom 29. Mai 2020 (BayMBl. Nr. 304)
  - Verordnung zur Änderung der Vierten Bayerischen Infektionsschutzmaßnahmenverordnung vom 20. Mai 2020 (BayMBl. Nr. 287)
  - Verordnung zur Änderung der Einreise-Quarantäneverordnung vom 15. Mai 2020 (BayMBl. Nr. 273)
  - Verordnung zur Änderung der Vierten Bayerischen Infektionsschutzmaßnahmenverordnung vom 14. Mai 2020 (BayMBl. Nr. 269)
  - Verordnung zur Änderung der Dritten Bayerischen Infektionsschutzmaßnahmenverordnung und der Vierten Bayerischen Infektionsschutzmaßnahmenverordnung vom 7. Mai 2020 (BayMBl. Nr. 247)
  - Verordnung zur Änderung der Zweiten Bayerischen Infektionsschutzmaßnahmenverordnung vom 28. April 2020 (GVBl. S. 254)
- Vierte Bayerische Infektionsschutzmaßnahmenverordnung vom 5. Mai 2020 (BayMBl. Nr. 240, ber. BayMBl. Nr. 245)
- Dritte Bayerische Infektionsschutzmaßnahmenverordnung vom 1. Mai 2020 (BayMBl. Nr. 239)
  - Notbekanntmachung: Verordnung zur Änderung der Zweiten Bayerischen Infektionsschutzmaßnahmenverordnung vom 28. April 2020 (BayMBl. Nr. 225)
  - Verordnung zur Änderung der Zweiten Bayerischen Infektionsschutzmaßnahmenverordnung vom 21. April 2020 (GVBl. S. 222), dazu Notbekanntmachung (BayMBl. Nr. 210)
- Zweite Bayerische Infektionsschutzmaßnahmenverordnung vom 16. April 2020 (GVBl. S. 214), dazu Notbekanntmachung (BayMBl. Nr. 205)[37][38]
- Einreise-Quarantäneverordnung vom 9. April 2020 (GVBl. S. 209), dazu Notbekanntmachung (BayMBl. Nr. 192)
  - Verordnung zur Änderung der Bayerischen Infektionsschutzmaßnahmenverordnung vom 31. März 2020 (GVBl. S. 194), dazu Notbekanntmachung (BayMBl. Nr. 162)
- Bayerische Infektionsschutzmaßnahmenverordnung vom 27. März 2020 (BayMBl. Nr. 158)
- Bayerische Verordnung über eine vorläufige Ausgangsbeschränkung anlässlich der Corona-Pandemie vom 24. März 2020 (BayMBl. Nr. 130)
- Verordnung über die Vorlesungszeit an den Fachhochschulen und über die Unterrichtszeit an den Kunsthochschulen im Sommersemester 2020 vom 12. März 2020 (BayMBl. Nr. 113)
  - Verordnung zur Änderung der Zuständigkeitsverordnung vom 10. März 2020 (BayMBl. Nr. 112)

#### Allgemeinverfügungen
- Vollzug des Infektionsschutzgesetzes (IfSG) – Verlängerung von Maßnahmen anlässlich der Corona-Pandemie vom 25. März 2021 (BayMBl. Nr. 228)
- Vollzug des Infektionsschutzgesetzes (IfSG) und der Einreise-Quarantäneverordnung – Corona-Pandemie: Ausnahme für Schülerinnen und Schüler von der Absonderungspflicht nach der Einreise-Quarantäneverordnung bei Wohnsitz oder Schulort in einem Virusvarianten-Gebiet vom 25. März 2021 (BayMBl. Nr. 227)
- Vollzug der Verordnung zum Anspruch auf Testung in Bezug auf einen direkten Erregernachweis des Coronavirus SARS-CoV-2 (Coronavirus-Testverordnung – TestV) – Beauftragung der Apothekerinnen und Apotheker zur Durchführung von PoC-Antigentests vom 10. März 2021 (BayMBl. Nr. 190)
- Vollzug des Infektionsschutzgesetzes (IfSG) – Allgemeinverfügung zur Änderung der Allgemeinverfügung Quarantäne von Kontaktpersonen der Kategorie 1 und von Verdachtspersonen, Isolation von positiv auf das Coronavirus SARS-CoV-2 getesteten Personen (AV Isolation) vom 25. Februar 2021, Az. GZ6a-G8000-2021/505-8 vom 9. März 2021 (BayMBl. Nr. 176)
- Vollzug des Infektionsschutzgesetzes (IfSG) – Änderung der Allgemeinverfügung über die Anordnung von Maßnahmen zur Beschränkung des Einsatzes von Arbeitnehmerinnen und Arbeitnehmern in landwirtschaftlichen Betrieben zum Zwecke der Bekämpfung des Coronavirus SARS-CoV-2 vom 8. März 2021 (BayMBl. Nr. 175)
- Vollzug des Infektionsschutzgesetzes (IfSG) und der Einreise-Quarantäneverordnung – Corona-Pandemie: Ausnahme für Schülerinnen und Schüler von der Absonderungspflicht nach der Einreise-Quarantäneverordnung bei Wohnsitz oder Schulort in einem Virusvarianten-Gebiet vom 8. März 2021 (BayMBl. Nr. 174)
- Vollzug des Infektionsschutzgesetzes (IfSG) – Allgemeinverfügung zur Änderung der Allgemeinverfügung Testnachweis von Einreisenden aus Risikogebieten vom 15. Januar 2021, Az. G51o-G8000-2020/415-75 vom 23. Februar 2021 (BayMBl. Nr. 135)
- Allgemeinverfügung zur Aussetzung des Sonn- und Feiertagsfahrverbots nach § 30 Abs. 3 der Straßenverkehrs-Ordnung im Freistaat Bayern zur Aufrechterhaltung effizienter Lieferketten vor dem Hintergrund der Verbreitung des Coronavirus SARS-CoV-2 vom 19. Februar 2021 (BayMBl. Nr. 134)
- Vollzug des Infektionsschutzgesetzes (IfSG) – Allgemeinverfügung zur Änderung der Allgemeinverfügung zur Bewältigung erheblicher Patientenzahlen in Krankenhäusern vom 28. Januar 2021, Az. D4-2257-3-43 und G24-K9000-2020/134-208 vom 18. Februar 2021 (BayMBl. Nr. 131)
- Änderung der Gemeinsamen Bekanntmachung über den Vollzug der Elften Bayerischen Infektionsschutzmaßnahmenverordnung (11. BayIfSMV) – Zulassung von Wechselunterricht an Schulen vom 12. Februar 2021 (BayMBl. Nr. 116)
- Vollzug des Infektionsschutzgesetzes (IfSG) – Corona-Pandemie: Verpflichtung der Laborbetreiber in Bayern zur Meldung der Anzahl der untersuchten Abstriche und Proben sowie der Anzahl der positiven und negativen Befunde an das Landesamt für Gesundheit und Lebensmittelsicherheit vom 11. Februar 2021 (BayMBl. Nr. 109)
- Vollzug der Bayerischen Schulordnung (BaySchO) – Allgemeinverfügung zur Änderung der Schulordnungen in Folge der Corona-Pandemie vom 4. Februar 2021 (BayMBl. Nr. 97)
- Vollzug der Elften Bayerischen Infektionsschutzmaßnahmenverordnung (11. BayIfSMV) Zulassung von Wechselunterricht an Schulen vom 29. Januar 2021 (BayMBl. Nr. 80)
- Vollzug der Elften Bayerischen Infektionsschutzmaßnahmenverordnung (11. BayIfSMV) Zulassung von Präsenzunterricht an Bildungseinrichtungen des Handwerks sowie Ausbildungsstätten und Bildungseinrichtungen der beruflichen Aus-, Fort- und Weiterbildung vom 29. Januar 2021 (BayMBl. Nr. 79)
- Vollzug des Bayerischen Katastrophenschutzgesetzes (BayKSG), des Infektionsschutzgesetzes (IfSG), des Bayerischen Krankenhausgesetzes (BayKrG) sowie des Krankenhausfinanzierungsgesetzes (KHG) Notfallplan Corona-Pandemie: Allgemeinverfügung zur Bewältigung erheblicher Patientenzahlen in Krankenhäusern vom 28. Januar 2021 (BayMBl. Nr. 78)
- Vollzug des Bayerischen Land- und Amtsarztgesetzes (BayLArztG) ÖGD-Quote: Feststellung des besonderen öffentlichen Bedarfs im öffentlichen Gesundheitsdienst vom 25. Januar 2021 (BayMBl. Nr. 77)
- Allgemeinverfügung zur Änderung der Allgemeinverfügung Notfallplan Corona-Pandemie: Regelungen für Pflegeeinrichtungen vom 22. Mai 2020, Az. G7VZ-G8000-2020/122-327 und zur Änderung der Allgemeinverfügung Notfallplan Corona-Pandemie: Regelungen für stationäre Einrichtungen für Menschen mit Behinderung vom 22. Mai 2020, Az. G7VZ-G8000-2020/122-328 vom 12. Januar 2021 (BayMBl. Nr. 7)
- Vollzug des Infektionsschutzgesetzes (IfSG) – Corona-Pandemie: Maßnahmen betreffend Werk- und Förderstätten für Menschen mit Behinderung, Frühförderstellen sowie Berufsbildungs- und Berufsförderungswerke vom 7. Januar 2021 (BayMBl. Nr. 2)
- Vollzug des Infektionsschutzgesetzes (IfSG) – Corona-Pandemie: Verpflichtung der Laborbetreiber in Bayern zur Meldung der Anzahl der untersuchten Abstriche und Proben sowie der Anzahl der positiven und negativen Befunde an das Landesamt für Gesundheit und Lebensmittelsicherheit vom 30. Dezember 2020 (BayMBl. Nr. 822)
- Vollzug des Infektionsschutzgesetzes (IfSG) – Verlängerung von Maßnahmen anlässlich der Corona-Pandemie vom 30. Dezember 2020 (BayMBl. Nr. 821)
- SARS-CoV-2-Infektionsschutz Handlungsempfehlungen (Rahmenkonzept) für ein einrichtungsindividuelles Schutz- und Hygienekonzept für Besuche in Krankenhäusern sowie Vorsorge- und Rehabilitationseinrichtungen, in denen eine den Krankenhäusern vergleichbare medizinische Versorgung erfolgt vom 23. Dezember 2020 (BayMBl. Nr. 812)
- Vollzug des Bayerischen Katastrophenschutzgesetzes (BayKSG), des Infektionsschutzgesetzes (IfSG), des Bayerischen Krankenhausgesetzes (BayKrG) sowie des Krankenhausfinanzierungsgesetzes (KHG) Notfallplan Corona-Pandemie: Allgemeinverfügung zur Bewältigung erheblicher Patientenzahlen in Krankenhäusern vom 23. Dezember 2020 (BayMBl. Nr. 811)
- Vollzug der Straßenverkehrs-Ordnung; Corona-Pandemie: Aussetzung des Sonntags- und Feiertagsfahrverbots zur Belieferung von Corona-Impfzentren nach § 30 Abs. 3 Satz 1 der Straßenverkehrs-Ordnung im Freistaat Bayern vom 22. Dezember 2020 (BayMBl. Nr. 807)
- Vollzug des Infektionsschutzgesetzes (IfSG) Corona-Pandemie: Testnachweis von Einreisenden aus Risikogebieten Bekanntmachung des Bayerischen Staatsministeriums für Gesundheit und Pflege (AV Testnachweis von Einreisenden) vom 22. Dezember 2020 (BayMBl. Nr. 774)
- Vollzug des Bayerischen Katastrophenschutzgesetzes (BayKSG): Unterstützung der pflegerischen Versorgung während der Corona-Pandemie vom 21. Dezember 2020 (BayMBl. Nr. 772)
- Vollzug des Infektionsschutzgesetzes (IfSG) Corona-Pandemie: Testpflicht von Einreisenden – Verordnung des Bundesministeriums für Gesundheit zur Testpflicht von Einreisenden aus Risikogebieten vom 4. November 2020, BAnz. AT 06.11.2020 V1 Bekanntmachung des Bayerischen Staatsministeriums für Gesundheit und Pflege (AV Testpflicht von Einreisenden) vom 21. Dezember 2020 (BayMBl. Nr. 771)
- Vollzug des Infektionsschutzgesetzes (IfSG) – Corona-Pandemie: Maßnahmen betreffend Werk- und Förderstätten für Menschen mit Behinderung, Frühförderstellen sowie Berufsbildungs- und Berufsförderungswerke vom 15. Dezember 2020 (BayMBl. Nr. 739)
- Vollzug des Bayerischen Katastrophenschutzgesetzes (BayKSG), des Infektionsschutzgesetzes (IfSG), des Bayerischen Krankenhausgesetzes (BayKrG) sowie des Krankenhausfinanzierungsgesetzes (KHG) Notfallplan Corona-Pandemie: Allgemeinverfügung zur Bewältigung erheblicher Patientenzahlen in Krankenhäusern vom 9. Dezember 2020 (BayMBl. Nr. 733)
- Allgemeinverfügung zur Aussetzung des Sonntagsfahrverbots für Paketdienste nach § 30 Abs. 3 Satz 1 der Straßenverkehrs-Ordnung im Freistaat Bayern vor dem Hintergrund der Verbreitung von COVID-19 (SARS-CoV-2) vom 3. Dezember 2020 (BayMBl. Nr. 708)
- Bekanntmachung zum Vollzug des Infektionsschutzgesetzes (IfSG) – Aufrechterhaltung der Arztversorgung während der Corona-Pandemie vom 2. Dezember 2020 (BayMBl. Nr. 707)
- Vollzug des Infektionsschutzgesetzes (IfSG) – Quarantäne von Kontaktpersonen der Kategorie I und von Verdachtspersonen, Isolation von positiv auf das Coronavirus getesteten Personen (AV Isolation) vom 2. Dezember 2020 (BayMBl. Nr. 705)
- Vollzug des Infektionsschutzgesetzes (IfSG), des Bayerischen Krankenhausgesetzes (BayKrG) sowie des Krankenhausfinanzierungsgesetzes (KHG) – Notfallplan Corona-Pandemie: Allgemeinverfügung zur Bewältigung erheblicher Patientenzahlen in Krankenhäusern vom 23. November 2020 (BayMBl. Nr. 663)
- Vollzug des Infektionsschutzgesetzes (IfSG) – Quarantäne von Kontaktpersonen der Kategorie I und von Verdachtspersonen, Isolation von positiv auf das Coronavirus getesteten Personen (AV Isolation) vom 6. November 2020 (BayMBl. Nr. 631)
- Vollzug des Infektionsschutzgesetzes (IfSG) und des Bayerischen Krankenhausgesetzes (BayKrG) – Notfallplan Corona-Pandemie: Allgemeinverfügung zur Bewältigung erheblicher Patientenzahlen in Krankenhäusern vom 2. November 2020 (BayMBl. Nr. 618)
  - Vollzug des Infektionsschutzgesetzes (IfSG) – Verlängerung von Maßnahmen anlässlich der Corona-Pandemie vom 29. Oktober 2020 (BayMBl. Nr. 614)
  - Vollzug des Infektionsschutzgesetzes (IfSG) – Verlängerung von Maßnahmen anlässlich der Corona-Pandemie vom 28. Oktober 2020 (BayMBl. Nr. 613)
  - Vollzug des Infektionsschutzgesetzes (IfSG) – Allgemeinverfügung zur Änderung der Allgemeinverfügung Notfallplan Corona-Pandemie: Regelungen für Pflegeeinrichtungen vom 22. Mai 2020, Az. G7VZ-G8000-2020/122-327 und zur Änderung der Allgemeinverfügung Notfallplan Corona-Pandemie: Regelungen für stationäre Einrichtungen für Menschen mit Behinderung vom 22. Mai 2020, Az. G7VZ-G8000-2020/122-328 vom 20. Oktober 2020 (BayMBl. Nr. 590)
  - Vollzug des Infektionsschutzgesetzes (IfSG) und Vollzug der Verordnung zur Testpflicht von Einreisenden aus Risikogebieten – Verlängerung von Maßnahmen anlässlich der Corona-Pandemie vom 13. Oktober 2020 (BayMBl. Nr. 576)
  - Vollzug des Infektionsschutzgesetzes (IfSG) und Vollzug der Verordnung zur Testpflicht von Einreisenden aus Risikogebieten ‒ Verlängerung von Maßnahmen anlässlich der Corona-Pandemie vom 29. September 2020 (BayMBl. Nr. 555)
  - Vollzug des Infektionsschutzgesetzes (IfSG) und des Bayerischen Krankenhausgesetzes (BayKrG) – Verlängerung von Maßnahmen anlässlich der Corona-Pandemie vom 28. September 2020 (BayMBl. Nr. 554)
  - Vollzug des Infektionsschutzgesetzes (IfSG) – Verlängerung von Maßnahmen anlässlich der Corona-Pandemie vom 9. September 2020 (BayMBl. Nr. 520)
  - Vollzug des Infektionsschutzgesetzes (IfSG) – Änderung der Allgemeinverfügung über die Anordnung von Maßnahmen zur Beschränkung des Einsatzes von Arbeitnehmerinnen und Arbeitnehmern in landwirtschaftlichen Betrieben zum Zwecke der Bekämpfung des Coronavirus SARS-CoV-2 vom 9. September 2020 (BayMBl. Nr. 519)
- Vollzug der Verordnung über kommunalwirtschaftliche Erleichterungen anlässlich der Corona-Pandemie von 2020 (VVKommwEV) vom 28. August 2020 (BayMBl. Nr. 512)
  - Vollzug des Infektionsschutzgesetzes (IfSG) – Verlängerung von Maßnahmen anlässlich der Corona-Pandemie vom 7. September 2020 (BayMBl. Nr. 506)
  - Vollzug des Infektionsschutzgesetzes (IfSG) – Verlängerung von Maßnahmen anlässlich der Corona-Pandemie vom 28. August 2020 (BayMBl. Nr. 493)
- Vollzug des Infektionsschutzgesetzes (IfSG) – Corona-Pandemie: Anordnung von Maßnahmen zur Beschränkung des Einsatzes von Arbeitnehmerinnen und Arbeitnehmern in landwirtschaftlichen Betrieben zum Zwecke der Bekämpfung des Coronavirus SARS-CoV-2 vom 18. August 2020 (BayMBl. Nr. 465)
- Vollzug des Infektionsschutzgesetzes (IfSG) – Isolation von Kontaktpersonen der Kategorie I, von Verdachtspersonen und von positiv auf das Coronavirus getesteten Personen vom 18. August 2020 (BayMBl. Nr. 464)
- Vollzug des Infektionsschutzgesetzes (IfSG) – Verlängerung von Maßnahmen anlässlich der Corona-Pandemie vom 10. August 2020 (BayMBl. Nr. 453)
- Vollzug des Infektionsschutzgesetzes (IfSG) – Corona-Pandemie: Anordnung von Maßnahmen zur Beschränkung des Einsatzes von Arbeitnehmerinnen und Arbeitnehmern in landwirtschaftlichen Betrieben zum Zwecke der Bekämpfung des Coronavirus SARS-CoV-2 vom 10. August 2020 (BayMBl. Nr. 452)
- Vollzug der Verordnung zur Testpflicht von Einreisenden aus Risikogebieten und des Infektionsschutzgesetzes (IfSG) – Corona-Pandemie: Testpflicht von Einreisenden aus Risikogebieten vom 7. August 2020 (BayMBl. Nr. 451)
- Vollzug des Infektionsschutzgesetzes (IfSG) – Corona-Pandemie: Maßnahmen betreffend Werk- und Förderstätten für Menschen mit Behinderung, Frühförderstellen sowie Berufsbildungs- und Berufsförderungswerke vom 30. Juli 2020 (BayMBl. Nr. 444)
- Vollzug des Infektionsschutzgesetzes (IfSG) – Verlängerung von Maßnahmen anlässlich der Corona-Pandemie vom 29. Juli 2020 (BayMBl. Nr. 443)
- Vollzug des Infektionsschutzgesetzes (IfSG) – Allgemeinverfügung zur Änderung der Allgemeinverfügung Notfallplan Corona-Pandemie: Regelungen für Pflegeeinrichtungen vom 22. Mai 2020, Az. G7VZ-G8000-2020/122-327 und zur Änderung der Allgemeinverfügung Notfallplan Corona-Pandemie: Regelungen für stationäre Einrichtungen für Menschen mit Behinderung vom 22. Mai 2020, Az. G7VZ-G8000-2020/122-328 vom 9. Juli 2020 (BayMBl. Nr. 399)
- Vollzug des Infektionsschutzgesetzes (IfSG) – Allgemeinverfügung zur Änderung der Allgemeinverfügung Notfallplan Corona-Pandemie: Regelungen für Pflegeeinrichtungen vom 22. Mai 2020, Az. G7VZ-G8000-2020/122-327 und zur Änderung der Allgemeinverfügung Notfallplan Corona-Pandemie: Regelungen für stationäre Einrichtungen für Menschen mit Behinderung vom 22. Mai 2020, Az. G7VZ-G8000-2020/122-328 vom 3. Juli 2020 (BayMBl. Nr. 385)
- Vollzug des Infektionsschutzgesetzes (IfSG) – Corona-Pandemie: Maßnahmen betreffend Werk- und Förderstätten für Menschen mit Behinderung, Frühförderstellen sowie Berufsbildungs- und Berufsförderungswerke vom 30. Juni 2020 (BayMBl. Nr. 373)
- Vollzug des Infektionsschutzgesetzes (IfSG) – Allgemeinverfügung zur Änderung der Allgemeinverfügung Notfallplan Corona-Pandemie: Regelungen für stationäre Einrichtungen für Menschen mit Behinderung vom 22. Mai 2020, Az. G7VZ-G8000-2020/122-328 vom 26. Juni 2020 (BayMBl. Nr. 370)
- Vollzug des Infektionsschutzgesetzes (IfSG) – Allgemeinverfügung zur Änderung der Allgemeinverfügung Notfallplan Corona-Pandemie: Regelungen für Pflegeeinrichtungen vom 22. Mai 2020, Az. G7VZ-G8000-2020/122-327 vom 26. Juni 2020 (BayMBl. Nr. 369)
- Vollzug des Infektionsschutzgesetzes (IfSG) – Verlängerung von Maßnahmen anlässlich der Corona-Pandemie vom 25. Juni 2020 (BayMBl. Nr. 364)
- Vollzug des Infektionsschutzgesetzes (IfSG) und des Bayerischen Krankenhausgesetzes (BayKrG) – Notfallplan Corona-Pandemie: Allgemeinverfügung zur Bewältigung erheblicher Patientenzahlen in Krankenhäusern vom 19. Juni 2020 (BayMBl. Nr. 347)
- Vollzug des Infektionsschutzgesetzes (IfSG) – Corona-Pandemie: Hygienekonzept für Kinobetriebe vom 15. Juni 2020 (BayMBl. Nr. 336)
- Vollzug des Infektionsschutzgesetzes (IfSG) – Corona-Pandemie: Maßnahmen betreffend Werk- und Förderstätten für Menschen mit Behinderung, Frühförderstellen sowie Berufsbildungs- und Berufsförderungswerke vom 10. Juni 2020 (BayMBl. Nr. 333)
- Vollzug des Infektionsschutzgesetzes (IfSG) – Verlängerung von Maßnahmen anlässlich der Corona-Pandemie vom 10. Juni 2020 (BayMBl. Nr. 332)
- Vollzug des Infektionsschutzgesetzes (IfSG) Corona-Pandemie: Maßnahmen betreffend Werk- und Förderstätten für Menschen mit Behinderung, Frühförderstellen sowie Berufsbildungs- und Berufsförderungswerke vom 3. Juni 2020 (BayMBl. Nr. 317)
- Vollzug des Infektionsschutzgesetzes (IfSG) – Maßnahmen anlässlich der Corona-Pandemie im Bereich der Schulen und Heilpädagogischen Tagesstätten vom 28. Mai 2020 (BayMBl. Nr. 302)
- Vollzug des Infektionsschutzgesetzes (IfSG) Corona-Pandemie: Maßnahmen betreffend Werk- und Förderstätten für Menschen mit Behinderung, Frühförderstellen sowie Berufsbildungs- und Berufsförderungswerke vom 20. Mai 2020 (BayMBl. Nr. 286)
- Vollzug des Infektionsschutzgesetzes (IfSG) – Maßnahmen anlässlich der Corona-Pandemie im Bereich der Kindertageseinrichtungen und Kindertagespflegestellen vom 19. Mai 2020 (BayMBl. Nr. 275)
- Vollzug des Infektionsschutzgesetzes (IfSG) – Corona-Pandemie: Maßnahmen betreffend Werk- und Förderstätten für Menschen mit Behinderung, Frühförderstellen sowie Berufsbildungs- und Berufsförderungswerke vom 14. Mai 2020 (BayMBl. Nr. 271)
- Vollzug des Infektionsschutzgesetzes (IfSG), des Bayerischen Krankenhausgesetzes (BayKrG) sowie des Bayerischen Katastrophenschutzgesetzes (BayKSG) Notfallplan Corona-Pandemie: Allgemeinverfügung zur Bewältigung erheblicher Patientenzahlen in Krankenhäusern vom 8. Mai 2020 (BayMBl. Nr. 253)
- Vollzug des Infektionsschutzgesetzes (IfSG) – Maßnahmen anlässlich der Corona-Pandemie im Bereich der Schulen und Heilpädagogischen Tagesstätten vom 8. Mai 2020 (BayMBl. Nr. 251)
- Vollzug des Infektionsschutzgesetzes (IfSG) – Maßnahmen anlässlich der Corona-Pandemie im Bereich der Kindertageseinrichtungen und Kindertagespflegestellen vom 8. Mai 2020 (BayMBl. Nr. 250)
- Vollzug des Infektionsschutzgesetzes (IfSG) – Isolation von Kontaktpersonen der Kategorie I und von Verdachtspersonen vom 7. Mai 2020 (BayMBl. Nr. 249)
- Vollzug des Infektionsschutzgesetzes (IfSG) – Verlängerung von Maßnahmen anlässlich der Corona-Pandemie vom 7. Mai 2020 (BayMBl. Nr. 248)
- Vollzug des Infektionsschutzgesetzes (IfSG) – Corona-Pandemie: Maßnahmen betreffend Werk- und Förderstätten für Menschen mit Behinderung sowie Frühförderstellen vom 7. Mai 2020 (BayMBl. Nr. 246)
- Vollzug des Infektionsschutzgesetzes (IfSG) Corona-Pandemie: Maßnahmen betreffend Werk- und Förderstätten für Menschen mit Behinderung sowie Frühförderstellen vom 30. April 2020  (BayMBl. Nr. 237)
- Vollzug des Infektionsschutzgesetzes (IfSG) – Verlängerung von Maßnahmen anlässlich der Corona-Pandemie vom 30. April 2020 (BayMBl. Nr. 236)
- Vollzug des Ladenschlussgesetzes (LadSchlG) – Allgemeinverfügung zur Änderung der Allgemeinverfügung über besondere Ladenschlusszeiten anlässlich der Corona-Pandemie vom 16. April 2020, Az. I6/0113.03-1/645, vom 29. April 2020 (BayMBl. Nr. 235)
- Vollzug des Ladenschlussgesetzes (LadSchlG) – Besondere Ladenschlusszeiten anlässlich der Corona-Pandemie vom 16. April 2020 (BayMBl. Nr. 209)
- Vollzug des Infektionsschutzgesetzes (IfSG) – Verlängerung von Maßnahmen anlässlich der Corona-Pandemie vom 16. April 2020 (BayMBl. Nr. 208)
- Vollzug des Infektionsschutzgesetzes (IfSG) – Maßnahmen anlässlich der Corona-Pandemie vom 16. April 2020 (BayMBl. Nr. 207)
- Vollzug des Infektionsschutzgesetzes (IfSG) – Corona-Pandemie: Maßnahmen betreffend Werk- und Förderstätten für Menschen mit Behinderung sowie Frühförderstellen vom 16. April 2020 (BayMBl. Nr. 206)
- Vollzug des Infektionsschutzgesetzes (IfSG) – Notfallplan Corona-Pandemie: Regelungen für stationäre Einrichtungen für Menschen mit Behinderung vom 3. April 2020 (BayMBl. Nr. 203)
- Vollzug des Krankenhausfinanzierungsgesetzes (KHG) – Genehmigung zusätzlicher intensivmedizinischer Behandlungskapazitäten mit maschineller Beatmungsmöglichkeit in zugelassenen Krankenhäusern vom 9. April 2020 (BayMBl. Nr. 202)
- Vollzug des Infektionsschutzgesetzes (IfSG) Notfallplan – Corona-Pandemie: Regelungen für Pflegeeinrichtungen vom 3. April 2020 (BayMBl. Nr. 187)
- Vollzug des Infektionsschutzgesetzes (IfSG) – Aufhebung überholter Allgemeinverfügungen im Rahmen der Corona-Pandemie vom 3. April 2020 (BayMBl. Nr. 174)
- Vollzug des Ladenschlussgesetzes (LadSchlG) – Allgemeinverfügung zur Änderung der Allgemeinverfügung über besondere Ladenschlusszeiten anlässlich der Corona-Pandemie vom 27. März 2020, Az. I6/0113.03-1/645 vom 2. April 2020 (BayMBl. Nr. 172)
- Vollzug des Infektionsschutzgesetzes (IfSG), des Bayerischen Krankenhausgesetzes (BayKrG) sowie des Bayerischen Katastrophenschutzgesetzes (BayKSG) – Notfallplan Corona-Pandemie: Änderung der Allgemeinverfügung zur Bewältigung erheblicher Patientenzahlen in Krankenhäusern vom 24. März 2020, Az. D4-2484-2-7 und G24-K9000-2020/134 vom 1. April 2020 (BayMBl. Nr. 171)
- Vollzug des Infektionsschutzgesetzes (IfSG) – Maßnahmen anlässlich der Corona-Pandemie vom 21. März 2020 (BayMBl. Nr. 166)
- Vollzug des Infektionsschutzgesetzes (IfSG), des Bayerischen Krankenhausgesetzes (BayKrG) sowie des Bayerischen Katastrophenschutzgesetzes (BayKSG) – Notfallplan Corona-Pandemie: Allgemeinverfügung zur Bewältigung erheblicher Patientenzahlen in Krankenhäusern vom 24. März 2020 (BayMBl. Nr. 164)
- Vollzug des Ladenschlussgesetzes (LadSchlG) – Besondere Ladenschlusszeiten anlässlich der Corona-Pandemie vom 27. März 2020 (BayMBl. Nr. 160)
- Vollzug des Infektionsschutzgesetzes (IfSG) – Maßnahmen anlässlich der Corona-Pandemie im Bereich der Werkstätten für behinderte Menschen, Förderstätten sowie Berufsbildungs- und Berufsförderungswerke vom 20. März 2020 (BayMBl. Nr. 153)
- Vollzug des Infektionsschutzgesetzes (IfSG) – Vorläufige Ausgangsbeschränkung anlässlich der Corona-Pandemie vom 20. März 2020 (BayMBl. Nr. 152)
- Vollzug des Infektionsschutzgesetzes (IfSG) – Corona-Pandemie: Verschiebung elektiver Eingriffe und geplanter Behandlungen in Krankenhäusern vom 19. März 2020 (BayMBl. Nr. 151)
- Vollzug des Infektionsschutzgesetzes (IfSG) – Durchführung der Stichwahlen am 29. März 2020 ausschließlich als Briefwahlen anlässlich der Corona-Pandemie vom 19. März 2020 (BayMBl. Nr. 150) – aufgehoben, da geregelt durch Art. 60a des Gemeinde- und Landkreiswahlgesetzes (vgl. Art. 9a des Bayerischen Infektionsschutzgesetzes)
- Vollzug des Infektionsschutzgesetzes (IfSG) – Maßnahmen anlässlich der Corona-Pandemie im Bereich der Werkstätten für behinderte Menschen, Förderstätten sowie Berufsbildungs- und Berufsförderungswerke vom 17. März 2020 (BayMBl. Nr. 149)
- Vollzug des Infektionsschutzgesetzes (IfSG) – Corona-Pandemie: Allgemeinverfügung zur Änderung der Allgemeinverfügung über Veranstaltungsverbote und Betriebsuntersagungen anlässlich der Corona-Pandemie vom 16. März 2020, Az. 51-G8000-2020/122-67 vom 17. März 2020 (BayMBl. Nr. 148)
- Vollzug des Infektionsschutzgesetzes (IfSG) – Corona-Pandemie: Betretungsverbot für Hochschulen vom 17. März 2020 (BayMBl. Nr. 147) – aufgehoben, da geregelt in § 3 Abs. 2 der Bayerischen Infektionsschutzmaßnahmenverordnung
- Vollzug des Infektionsschutzgesetzes (IfSG) – Corona-Pandemie: Allgemeinverfügung zur Änderung der Allgemeinverfügung über die Einschränkung der Besuchsrechte für Krankenhäuser, Pflege- und Behinderteneinrichtungen vom 13. März 2020, Az. G51b-G8000-2020/122-56 vom 17. März 2020 (BayMBl. Nr. 146) – aufgehoben, da geregelt in § 3 Abs. 1 der Bayerischen Infektionsschutzmaßnahmenverordnung
- Vollzug des Infektionsschutzgesetzes (IfSG) – Meldepflicht für Beatmungsgeräte anlässlich der Corona-Pandemie vom 17. März 2020 (BayMBl. Nr. 145)
- Vollzug des Infektionsschutzgesetzes (IfSG) – Corona-Pandemie: Verpflichtung der Laborbetreiber in Bayern zur Meldung der Anzahl der untersuchten Abstriche und Proben sowie der Anzahl der positiven und negativen Befunde an das Landesamt für Gesundheit und Lebensmittelsicherheit vom 17. März 2020 (BayMBl. Nr. 144)
- Vollzug des Infektionsschutzgesetzes (IfSG) – Vollzug des Ladenschlussgesetzes (LadSchlG) – Veranstaltungsverbote und Betriebsuntersagungen anlässlich der Corona-Pandemie vom 16. März 2020 (BayMBl. Nr. 143) – aufgehoben, da geregelt in § 1 Abs. 1 und § 2 Abs. 1 der Bayerischen Infektionsschutzmaßnahmenverordnung
- Vollzug des Infektionsschutzgesetzes (IfSG) – Corona-Pandemie: Einschränkung der Besuchsrechte für Krankenhäuser, Pflege- und Behinderteneinrichtungen vom 13. März 2020 (BayMBl. Nr. 141)
- Vollzug des Infektionsschutzgesetzes (IfSG) – Maßnahmen anlässlich der Corona-Pandemie vom 13. März 2020 (BayMBl. Nr. 140)
- Allgemeinverfügung des StMGP zum Verbot von Veranstaltungen mit mehr als 1 000 Teilnehmern vom 11. März 2020 (BayMBl. Nr. 139)
- Allgemeinverfügung des StMGP zum Besuch von Schulen, Kindertageseinrichtungen, Kindertagespflegestellen und Heilpädagogischen Tagesstätten vom 6. März 2020 (BayMBl. Nr. 111)

#### Weitere Bekanntmachungen
- Richtlinie zur Erstattung der Einsatzkosten zur Katastrophenbewältigung anlässlich der Corona-Pandemie aus dem Sonderfonds Corona-Pandemie während der mit Wirkung vom 9. Dezember 2020 festgestellten Katastrophe (SARS-CoV-2-Einsatzkostenerstattungsrichtlinie ab Dezember 2020) vom 25. März 2021 (BayMBl. Nr. 244)
- Änderung der Richtlinie zum Förderprogramm Vorübergehende Erhöhung der Beförderungskapazitäten im Schülerverkehr aufgrund der COVID-19-Pandemie vom 9. März 2021 (BayMBl. Nr. 233)
- Änderung der Bekanntmachung über die Richtlinie zur Förderung von Investitionskosten für technische Maßnahmen zum infektionsschutzgerechten Lüften in der Kindertagesbetreuung und in den Heilpädagogischen Tagesstätten der Jugend- und Behindertenhilfe sowie für Ausstattungsgegenstände zur Verbesserung der Hygiene anlässlich der Corona-Pandemie 2020-2021 vom 29. März 2021 (BayMBl. Nr. 231)
- Änderung der Richtlinie zur Förderung von Investitionskosten für technische Maßnahmen zum infektionsschutzgerechten Lüften an Schulen (FILS-R) vom 26. März 2021 (BayMBl. Nr. 230)
- Richtlinie zur Gewährung eines Ersatzes von Elternbeiträgen in der Kindertagesbetreuung aufgrund der Corona-Pandemie 2021 (Beitragsersatz 2021) vom 26. März 2021 (BayMBl. Nr. 229)
- Corona-Pandemie: Geltungsbereich der inzidenzabhängigen Regelungen vom 25. März 2021 (BayMBl. Nr. 226)
- Richtlinien für die Gewährung von Stipendien für auf Grund der Corona-Virus-Pandemie (SARS-CoV-2) in der Anfangsphase ihres Schaffens beeinträchtigte Künstlerinnen und Künstler (Stipendienprogramm des Freistaats Bayern „Junge Kunst und neue Wege“) vom 19. März 2021 (BayMBl. Nr. 210)
- Rahmenhygieneplan zur Umsetzung des Schutz- und Hygienekonzepts für Schulen nach der jeweils geltenden Infektionsschutzmaßnahmenverordnung (Rahmenhygieneplan Schulen) vom 19. März 2021 (BayMBl. Nr. 209)
- SARS-CoV-2-Infektionsschutz: Handlungsempfehlungen (Rahmenkonzept) für ein Besuchskonzept in Alten- und Pflegeheimen und stationären Einrichtungen für Menschen mit Behinderung, die Leistungen der Eingliederungshilfe über Tag und Nacht erbringen vom 17. März 2021 (BayMBl. Nr. 207)
- Bußgeldkatalog „Corona-Pandemie“ vom 17. März 2021 (BayMBl. Nr. 206)
- Richtlinie zur Erstattung der Kosten der zur Bewältigung erheblicher Patientenzahlen in Krankenhäusern bestimmten Abstromeinrichtungen (SARS-CoV-2-Kostenerstattungsrichtlinie: Abstromeinrichtungen) vom 16. März 2021 (BayMBl. Nr. 196)
- Richtlinien für die Gewährung eines fiktiven Unternehmerlohns zur Sicherung des Lebensunterhalts der von der Corona-Virus-Pandemie (SARS-CoV-2) betroffenen soloselbstständigen Künstlerinnen und Künstler sowie Angehörigen kulturnaher Berufe (Soloselbstständigenprogramm für Künstlerinnen und Künstler sowie Angehörige kulturnaher Berufe) vom 11. März 2021 (BayMBl. Nr. 195)
- Änderung der Bekanntmachung über den Rahmenhygieneplan zur Umsetzung des Schutz- und Hygienekonzepts für die Kindertagesbetreuung und Heilpädagogische Tagesstätten nach der jeweils geltenden Infektionsschutzmaßnahmenverordnung (Rahmenhygieneplan Kindertagesbetreuung und HPT) vom 12. März 2021 (BayMBl. Nr. 194)
- Bußgeldkatalog „Einreise-Quarantäneverordnung – EQV“, CoronaEinreiseV, AV Testnachweis von Einreisenden und CoronaSchV vom 12. März 2021 (BayMBl. Nr. 193)
- Änderung der Richtlinie für die Gewährung von außerordentlicher Wirtschaftshilfe des Bundes für Dezember 2020 (Dezemberhilfe) vom 10. März 2021 (BayMBl. Nr. 192)
- Änderung der Richtlinie für die Gewährung von außerordentlicher Wirtschaftshilfe des Bundes für November 2020 (Novemberhilfe) vom 10. März 2021 (BayMBl. Nr. 191)
- Corona-Pandemie: Geltungsbereich der inzidenzabhängigen Regelungen vom 7. März 2021 (BayMBl. Nr. 173)
- Änderung der Bekanntmachung über den Rahmenhygieneplan zur Umsetzung des Schutz- und Hygienekonzepts für die Kindertagesbetreuung und Heilpädagogische Tagesstätten nach der jeweils geltenden Infektionsschutzmaßnahmenverordnung (Rahmenhygieneplan Kindertagesbetreuung und HPT) vom 18. Februar 2021 (BayMBl. Nr. 133)
- Richtlinie für die Gewährung von Überbrückungshilfe des Bundes für kleine und mittelständische Unternehmen – Phase 3 (Überbrückungshilfe III) vom 18. Februar 2021 (BayMBl. Nr. 132)
- SARS-CoV-2-Infektionsschutz: Handlungsempfehlungen (Rahmenkonzept) für ein Besuchskonzept in Alten- und Pflegeheimen und stationären Einrichtungen für Menschen mit Behinderung, die Leistungen der Eingliederungshilfe über Tag und Nacht erbringen vom 17. Februar 2021 (BayMBl. Nr. 130)
- Corona-Pandemie: Geltungsbereich der nächtlichen Ausgangssperre vom 14. Februar 2021 (BayMBl. Nr. 117)
- Richtlinie für die Gewährung einer Bayerischen Lockdown-Hilfe für die bereits vor November 2020 von regionalen Lockdowns betroffenen Landkreise Berchtesgadener Land und Rottal-Inn sowie die Städte Augsburg und Rosenheim (Oktoberhilfe) vom 2. Februar 2021 (BayMBl. Nr. 84)
- Änderung der Richtlinie für die Gewährung von Überbrückungshilfen des Bundes für kleine und mittelständische Unternehmen – Phase 2 (Überbrückungshilfe II) vom 1. Februar 2021 (BayMBl. Nr. 83)
- Änderung der Richtlinie für die Gewährung von außerordentlicher Wirtschaftshilfe des Bundes für Dezember 2020 (Dezemberhilfe) vom 1. Februar 2021 (BayMBl. Nr. 82)
- Änderung der Richtlinie für die Gewährung von außerordentlicher Wirtschaftshilfe des Bundes für November 2020 (Novemberhilfe) vom 1. Februar 2021 (BayMBl. Nr. 81)
- Änderung der Bekanntmachung über den Rahmenhygieneplan-Corona Werk- und Förderstätten für Menschen mit Behinderung vom 8. Januar 2021 (BayMBl. Nr. 4)
- Änderung der Bekanntmachung über den Rahmenhygieneplan-Corona Berufsbildungs- und Berufsförderungswerke sowie vergleichbare Einrichtungen gemäß § 51 SGB IX (BayMBl. Nr. 3)
- Richtlinie zur Erstattung der Kosten der zur Bewältigung der Corona-Pandemie hinzugezogenen koordinierenden Ärzte aus dem Sonderfonds Corona-Pandemie (SARS-CoV-2-Kostenerstattungsrichtlinie – KErstR) vom 30. Dezember 2020 (BayMBl. Nr. 1)
- Änderung der Richtlinien für die Unterstützung der von der Corona-Virus-Pandemie (SARS-CoV-2) geschädigten Unternehmen und Soloselbständigen („Corona-Soforthilfen insbesondere für kleine Unternehmen und Soloselbständige“) vom 22. Dezember 2020 (BayMBl. Nr. 818)
- Änderung der Richtlinien für die Unterstützung der von der Corona-Virus-Pandemie (SARS-CoV-2) geschädigten Unternehmen und Angehörigen Freier Berufe („Soforthilfe Corona“) vom 22. Dezember 2020 (BayMBl. Nr. 817)
- Richtlinie für die Gewährung von außerordentlicher Wirtschaftshilfe des Bundes für Dezember 2020 (Dezemberhilfe) vom 21. Dezember 2020 (BayMBl. Nr. 816)
- Richtlinie zur Gewährung von Billigkeitsleistungen zur Unterstützung der von der Corona-Virus-Pandemie (SARS-CoV-2) betroffenen Vereine der Heimat- und Brauchtumspflege (einschließlich Faschingsvereine) (Hilfsprogramm für Vereine der Heimat- und Brauchtumspflege (einschließlich Faschingsvereine) – HVHBR) vom 28. Dezember 2020 (BayMBl. Nr. 815)
- Richtlinie zur vorübergehenden Gewährung von Staatsbürgschaften im Bereich der gewerblichen Wirtschaft im Zusammenhang mit dem Ausbruch der COVID-19-Pandemie (COVID-19-Bürgschaftsrichtlinie gewerbliche Wirtschaft – COVID-19-BürggWR) vom 16. Dezember 2020 (BayMBl. Nr. 814)
- Richtlinie zur Erstattung der Kosten der zur Bewältigung erheblicher Patientenzahlen in Krankenhäusern eingesetzten Koordinatoren aus dem Sonderfonds Corona-Pandemie (SARS-CoV-2-Kostenerstattungsrichtlinie: Krankenhauskoordinierung) vom 22. Dezember 2020 (BayMBl. Nr. 773)
- Änderung der Bekanntmachung über den Rahmenhygieneplan zur Umsetzung des Schutz- und Hygienekonzepts für Schulen nach der jeweils geltenden Infektionsschutzmaßnahmenverordnung (Rahmenhygieneplan Schulen) vom 21. Dezember 2020 (BayMBl. Nr. 810)
- Änderung der Richtlinie für die Gewährung von außerordentlicher Wirtschaftshilfe des Bundes für November 2020 (Novemberhilfe) vom 21. Dezember 2020 (BayMBl. Nr. 805)
- Änderung der Bekanntmachung über den Rahmenhygieneplan zur Umsetzung des Schutz- und Hygienekonzepts für die Kindertagesbetreuung und Heilpädagogische Tagesstätten nach der jeweils geltenden Infektionsschutzmaßnahmenverordnung (Rahmenhygieneplan Kindertagesbetreuung und HPT) vom 21. Dezember 2020 (BayMBl. Nr. 770)
- Bußgeldkatalog „Corona-Pandemie“ vom 17. Dezember 2020 (BayMBl. Nr. 768)
- Richtlinien für die Gewährung eines fiktiven Unternehmerlohns zur Sicherung des Lebensunterhalts der von der Corona-Virus-Pandemie (SARS-CoV-2) betroffenen soloselbstständigen Künstlerinnen und Künstler sowie Angehörigen kulturnaher Berufe (Soloselbstständigenprogramm für Künstlerinnen und Künstler) vom 16. Dezember 2020 (BayMBl. Nr. 769)
- Richtlinie zur Gewährung eines Ausgleichs für die coronabedingten Mindereinnahmen bei der Umlage der gesondert berechenbaren Investitionsaufwendungen in der Tagespflege (Richtlinie Corona-Tagespflege-Investitionsumlage – CoTapfInvestR) vom 2. Dezember 2020 (BayMBl. Nr. 775)
- Richtlinie für die Unterstützung der von der Corona-Virus-Pandemie (COVID-19) geschädigten Kinos in Bayern („Kino-Anlaufhilfe II“) vom 30. November 2020 (BayMBl. Nr. 754)
- Änderung der Bekanntmachung über den Rahmenhygieneplan zur Umsetzung des Schutz- und Hygienekonzepts für die Kindertagesbetreuung und Heilpädagogische Tagesstätten nach der jeweils geltenden Infektionsschutzmaßnahmenverordnung (Rahmenhygieneplan Kindertagesbetreuung und HPT) vom 1. Dezember 2020 (BayMBl. Nr. 706)
- Rahmenhygieneplan zur Umsetzung des Schutz- und Hygienekonzepts für die Kindertagesbetreuung und Heilpädagogische Tagesstätten nach der jeweils geltenden Infektionsschutzmaßnahmenverordnung (Rahmenhygieneplan Kindertagesbetreuung und HPT) vom 17. November 2020 (BayMBl. Nr. 662)
  - Änderung der Bekanntmachung über den Rahmenhygieneplan zur Umsetzung des Schutz- und Hygienekonzepts für Schulen nach der jeweils geltenden Infektionsschutzmaßnahmenverordnung (Rahmenhygieneplan Schulen) vom 13. November 2020 (BayMBl. Nr. 640)
- Richtlinien für die Unterstützung der von der Corona-Virus-Pandemie (SARS-CoV-2) beeinträchtigten kulturellen Spielstätten und Kulturveranstalter („Spielstätten- und Veranstalterprogramm“) vom 11. November 2020 (BayMBl. Nr. 638)
- Rahmenhygieneplan zur Umsetzung des Schutz- und Hygienekonzepts für die Kindertagesbetreuung und Heilpädagogische Tagesstätten nach der jeweils geltenden Infektionsschutzmaßnahmenverordnung (Rahmenhygieneplan Kindertagesbetreuung und HPT) vom 11. November 2020 (BayMBl. Nr. 637)
  - Berichtigung der Bekanntmachung zur Richtlinie zur Förderung von Investitionskosten für technische Maßnahmen zum infektionsschutzgerechten Lüften in der Kindertagesbetreuung und in den Heilpädagogischen Tagesstätten der Jugend- und Behindertenhilfe sowie für Ausstattungsgegenstände zur Verbesserung der Hygiene anlässlich der Corona-Pandemie 2020–2021 vom 4. November 2020 (BayMBl. Nr. 629)
- Bayerische Vollzugsrichtlinie zum Gesetz zum Ausgleich von Gewerbesteuermindereinnahmen der Gemeinden in Folge der COVID-19-Pandemie durch Bund und Länder (Gewerbesteuerausgleichsvollzugsrichtlinie – GewStAVollzR) vom 30. Oktober 2020 (BayMBl. Nr. 624)
- Bußgeldkatalog „Corona-Pandemie“ vom 2. November 2020 (BayMBl. Nr. 617)
- Richtlinie zur Förderung von Investitionskosten für technische Maßnahmen zum infektionsschutzgerechten Lüften in Schulen (FILS-R) vom 20. Oktober 2020 (BayMBl. Nr. 600)
- Bekanntmachung „Corona-Pandemie: Hygienekonzept Gastronomie“ vom 20. Oktober 2020 (BayMBl. Nr. 599)
  - Änderung der Bekanntmachung „Corona-Pandemie: Hygienekonzept Beherbergung“ vom 20. Oktober 2020 (BayMBl. Nr. 598)
  - Änderung der Bekanntmachung Corona-Pandemie: Rahmenhygienekonzept Sport vom 13. Oktober 2020 (BayMBl. Nr. 585)
- Richtlinie zur Erstattung der Kosten für den Betrieb der lokalen SARS-CoV-2-Testzentren (SARS-CoV-2-Testzentrenkostenerstattungsrichtlinie) vom 9. Oktober 2020 (BayMBl. Nr. 584)
  - Änderung der Bekanntmachung „Corona-Pandemie: Inländische Risikogebiete“ vom 13. Oktober 2020 (BayMBl. Nr. 575)
- Corona-Pandemie: Inländische Risikogebiete vom 9. Oktober 2020 (BayMBl. Nr. 574)
- Corona-Pandemie: Inländische Risikogebiete vom 7. Oktober 2020 (BayMBl. Nr. 573)
  - Änderung der Bekanntmachung „Corona-Pandemie: Hygienekonzept Gastronomie“ vom 6. Oktober 2020 (BayMBl. Nr. 572)
  - Änderung der Richtlinie für die Gewährung von Überbrückungshilfe des Bundes für kleine und mittelständische Unternehmen vom 5. Oktober 2020 (BayMBl. Nr. 570)
  - Berichtigung vom 6. Oktober 2020 [Von diesem Dokument berichtigt: Rahmenhygieneplan zur Umsetzung des Schutz- und Hygienekonzepts für Schulen nach der jeweils geltenden Infektionsschutzmaßnahmenverordnung (Rahmenhygieneplan Schulen)] (BayMBl. Nr. 565)
- Rahmenhygieneplan zur Umsetzung des Schutz- und Hygienekonzepts für Schulen nach der jeweils geltenden Infektionsschutzmaßnahmenverordnung (Rahmenhygieneplan Schulen) vom 2. Oktober 2020 (BayMBl. Nr. 564)
- Bußgeldkatalog „Corona-Pandemie“ vom 2. Oktober 2020 (BayMBl. Nr. 563)
- Corona-Pandemie: Rahmenhygienekonzept Asylunterkünfte vom 23. September 2020 (BayMBl. Nr. 553)
  - Änderung der Bekanntmachung „Corona-Pandemie: Hygienekonzept Gastronomie“ vom 18. September 2020 (BayMBl. Nr. 551)
- Corona-Pandemie: Rahmenhygienekonzept Sport vom 18. September 2020 (BayMBl. Nr. 534)
  - Änderung der Richtlinien für die Unterstützung der von der Corona-Virus-Pandemie (SARS-CoV-2) beeinträchtigten kulturellen Spielstätten („Spielstättenprogramm“) vom 15. September 2020 (BayMBl. 532)
- Änderung der Bekanntmachung „Corona-Pandemie: Hygienekonzept Messen, Kongresse, Ausstellungen“ vom 16. September 2020 (BayMBl. Nr. 531)
- Änderung der Richtlinie für die Gewährung von Überbrückungshilfe des Bundes für kleine und mittelständische Unternehmen vom 14. September 2020 (BayMBl. Nr. 531)
- Richtlinie zum Förderprogramm – Vorübergehende Erhöhung der Beförderungskapazitäten im Schülerverkehr aufgrund der COVID-19-Pandemie vom 2. September 2020 (BayMBl. Nr. 529)
- Richtlinien über die Gewährung von Leistungen zum Ausgleich von Schäden im öffentlichen Personennahverkehr im Zusammenhang mit dem Ausbruch von COVID-19 im Freistaat Bayern (Richtlinien Corona-Beihilfen ÖPNV Bayern) vom 20. August 2020 (BayMBl. Nr. 517)
- Bußgeldkatalog „Einreise-Quarantäneverordnung – EQV“ und Testpflicht Einreisende aus Risikogebieten vom 24. August 2020 (BayMBl. Nr. 481)
- Bußgeldkatalog „Corona-Pandemie“ vom 24. August 2020 (BayMBl. Nr. 480)
  - Änderung der Bekanntmachung „Corona-Pandemie: Hygienekonzept zur Wiedereröffnung von Kureinrichtungen zur Verabreichung ortsgebundener Heilmittel, Hallen- und Freibädern sowie Wellnesseinrichtungen in Thermen und Hotels“ vom 17. August 2020 (BayMBl. Nr. 479)
  - Änderung der Bekanntmachung „Corona-Pandemie: Hygienekonzept Beherbergung“ vom 11. August 2020 (BayMBl. Nr. 455)
  - Änderung der Bekanntmachung „Corona-Pandemie: Hygienekonzept Gastronomie“ vom 11. August 2020 (BayMBl. Nr. 454)
- Corona-Pandemie: Rahmenhygienekonzept für Märkte ohne Volksfestcharakter vom 23. Juli 2020 (BayMBl. Nr. 446)
- Bußgeldkatalog „Corona-Pandemie“ vom 30. Juli 2020 (BayMBl. Nr. 445)
  - Änderung der Richtlinie für die Gewährung von Überbrückungshilfen des Bundes für kleine und mittelständische Unternehmen vom 23. Juli 2020 (BayMBl. Nr. 432)
- Richtlinie zur Erstattung der Einsatzkosten zur Katastrophenbewältigung anlässlich der Corona-Pandemie aus dem Sonderfonds Corona-Pandemie (SARS-CoV-2-Einsatzkostenerstattungsrichtlinie) (BayMBl. Nr. 428)
  - Änderung der Bekanntmachung „Corona-Pandemie: Hygienekonzept Gastronomie“ vom 17. Juli 2020 (BayMBl. Nr. 420)
- Corona-Pandemie: Hygienekonzept Messen, Kongresse, Ausstellungen vom 17. Juli 2020 (BayMBl. Nr. 419)
- Corona-Pandemie: Rahmenhygienekonzept Sport vom 10. Juli 2020 (BayMBl. Nr. 402)
- Änderung der Bekanntmachung „Corona-Pandemie: Hygienekonzept Touristische Dienstleister“ vom 8. Juli 2020 (BayMBl. Nr. 401)
- Corona-Pandemie: Hygienekonzept für Kinobetriebe vom 9. Juli 2020 (BayMBl. Nr. 400)
- Corona-Pandemie: Hygienekonzept für Chorgesang im Bereich der Laienmusik vom 6. Juli 2020 (BayMBl. Nr. 398)
- Richtlinie für die Gewährung von Überbrückungshilfen des Bundes für kleine und mittelständische Unternehmen vom 7. Juli 2020 (BayMBl. Nr. 397)
- Corona-Pandemie: Hygienekonzept Kulturelle Veranstaltungen und Proben vom 2. Juli 2020 (BayMBl. Nr. 386)
- Richtlinie für die Gewährung von Unterstützungsmaßnahmen des Freistaats Bayern für die von den Beschränkungen aufgrund der SARS-CoV-2 Pandemie betroffenen Einrichtungen der Erwachsenenbildung und freiberuflichen Dozenten (m/w/d) im Zuständigkeitsbereich des Bayerischen Staatsministeriums für Unterricht und Kultus vom 1. Juli 2020 (BayMBl. Nr. 384)
- Richtlinie zum Sonderförderprogramm „Nachrüstung von Infektionsschutztrennwänden in ÖPNV-Bussen“ vom 12. Juni 2020 (BayMBl. Nr. 380)
- Richtlinien für die Unterstützung der von der Corona-Virus-Pandemie (SARS-CoV-2) beeinträchtigten kulturellen Spielstätten („Spielstättenprogramm“) vom 26. Juni 2020 (BayMBl. Nr. 375)
- SARS-CoV-2-Infektionsschutz: Handlungsempfehlungen (Rahmenkonzept) für ein einrichtungsindividuelles Schutz- und Hygienekonzept für Besuche in Krankenhäusern sowie Vorsorge- und Rehabilitationseinrichtungen, in denen eine den Krankenhäusern vergleichbare medizinische Versorgung erfolgt vom 26. Juni 2020 (BayMBl. Nr. 372)
- SARS-CoV-2-Infektionsschutz: Handlungsempfehlung (Rahmenkonzept) für ein Besuchskonzept in Alten- und Pflegeheimen und stationären Einrichtungen für Menschen mit Behinderungen, die Leistungen der Eingliederungshilfe über Tag und Nacht erbringen vom 26. Juni 2020 (BayMBl. Nr. 371)
- Richtlinie für die Unterstützung der von der Corona-Virus-Pandemie (COVID-19) geschädigten Kinos in Bayern („Kino-Anlaufhilfe“) vom 24. Juni 2020 (BayMBl. Nr. 365)
- Änderung der Bekanntmachung „Corona-Pandemie: Hygienekonzept Touristische Dienstleister“ vom 22. Juni 2020 (BayMBl. Nr. 367)
- Bußgeldkatalog „Corona-Pandemie“ vom 22. Juni 2020 (BayMBl. Nr. 349)
- Corona-Pandemie: Rahmenhygienekonzept Sport vom 20. Juni 2020 (BayMBl. Nr. 363)
- Änderung der Bekanntmachung „Corona-Pandemie: Hygienekonzept Beherbergung“ vom 19. Juni 2020 (BayMBl. Nr. 368)
- Corona-Pandemie: Hygienekonzept zur Wiedereröffnung von Kureinrichtungen zur Verabreichung ortsgebundener Heilmittel, Hallen- und Freibädern sowie Wellnesseinrichtungen in Thermen und Hotels vom 19. Juni 2020 (BayMBl. Nr. 366)
- Corona-Pandemie: Feststellung des Endes der Katastrophe in Bayern vom 16. Juni 2020 (BayMBl. Nr. 337)
- Richtlinie über die Gewährung einer Sonderzahlung für besondere Aufwände im Rahmen der stationären Behandlung von COVID-19-Erkrankten vom 3. Juni 2020 (BayMBl. Nr. 320)
- Richtlinie über die Gewährung von Vorhaltepauschalen für Einrichtungen der Vorsorge und Rehabilitation mit Verträgen mit der Gesetzlichen Krankenversicherung im Zuge der Corona-Pandemie vom 3. Juni 2020 (BayMBl. Nr. 319)
- Richtlinie über die Gewährung von Vorhaltepauschalen für Privatkliniken nach § 30 Gewerbeordnung (GewO) ohne Zulassungen oder Verträge im Bereich der Sozialversicherungen für die Freihaltung von Kapazitäten zur Bekämpfung der Corona-Pandemie vom 3. Juni 2020 (BayMBl. Nr. 318)
- Richtlinie zur Gewährung eines Ersatzes von Elternbeiträgen in der Kindertagesbetreuung aufgrund der Betretungsverbote (Beitragsersatz) vom 2. Juni 2020 (BayMBl. Nr. 316)
- Richtlinien für die Gewährung von finanziellen Hilfen für die von der Corona-Virus-Pandemie (SARS-CoV-2) betroffenen freischaffenden Künstlerinnen und Künstler („Künstlerhilfsprogramm“) vom 27. Mai 2020 (BayMBl. Nr. 301)
- Änderung der Richtlinien für die Unterstützung der von der Corona-Virus-Pandemie (SARS-CoV-2) geschädigten Unternehmen und Angehörigen Freier Berufe („Soforthilfe Corona“) vom 26. Mai 2020 (BayMBl. Nr. 300)
  - Änderung der Bekanntmachung „Corona-Pandemie: Hygienekonzept Gastronomie“ vom 25. Mai 2020 (BayMBl. Nr. 291)
- Richtlinie zur Gewährung einer Verpflegungspauschale für Krankenhäuser und vergleichbare Einrichtungen vom 19. Mai 2020 (BayMBl. Nr. 274)
  - Änderung der Corona-Pflegebonusrichtlinie vom 15. Mai 2020 (BayMBl. Nr. 272)
- Corona-Pandemie: Hygienekonzept Gastronomie vom 14. Mai 2020 (BayMBl. Nr. 270)
- Bußgeldkatalog „Corona-Pandemie“ vom 8. Mai 2020 (BayMBl. Nr. 252)
- Corona-Pflegebonusrichtlinie vom 30. April 2020 (BayMBl. Nr. 238)
  - Änderung der Geschäftsordnung für den Bayerischen Landtag (GVBl. S. 223)
  - Änderung der Richtlinien für die Unterstützung der von der Corona-Virus-Pandemie (SARS-CoV-2) geschädigten Unternehmen und Angehörigen Freier Berufe („Soforthilfe Corona“) vom 16. April 2020 (BayMBl. Nr. 204)
- Bußgeldkatalog „Einreise-Quarantäneverordnung – EQV“ vom 9. April 2020 (BayMBl. Nr. 193)
- Richtlinien für die die Gewährung von Überbrückungshilfen des Bundes für die von der Corona-Virus-Pandemie (SARS-CoV-2) geschädigten Unternehmen und Soloselbstständigen – („Corona-Soforthilfen insbesondere für kleine Unternehmen und Soloselbständige“) vom 3. April 2020 (BayMBl. Nr. 175)
- Bußgeldkatalog „Corona-Pandemie“ vom 2. April 2020 (BayMBl. Nr. 173)
- Änderung der Richtlinien für die Unterstützung der von der Corona-Virus-Pandemie (SARS-CoV-2) geschädigten Unternehmen und Angehörigen Freier Berufe („Soforthilfe Corona“) vom 1. April 2020 (BayMBl. Nr. 170)
- Bußgeldkatalog „Corona-Pandemie“ vom 27. März 2020 (BayMBl. Nr. 159)
- Notfallplan Corona-Pandemie: Aufrechterhaltung der Arztversorgung während des festgestellten Katastrophenfalls vom 26. März 2020 (BayMBl. Nr. 157)
- Richtlinien für die Unterstützung der von der Corona-Virus-Pandemie (SARS-CoV-2) geschädigten Unternehmen und Angehörigen Freier Berufe („Soforthilfe Corona“) vom 17. März 2020 (BayMBl. Nr. 156)
- Corona-Pandemie: Feststellung des Katastrophenfalls vom 16. März 2020 (BayMBl. Nr. 115)
- Änderung der Veröffentlichungsbekanntmachung vom 10. März 2020 (BayMBl. Nr. 114)

### Berlin
- berlin.de/corona/ > Verordnung

#### Gesetze
- Gesetz zur Abmilderung der Folgen der COVID-19-Pandemie im Bereich des Hochschulrechts vom 28. September 2020 (GVBl. 758)
- Fünftes Gesetz zur Änderung der Bauordnung für Berlin vom 14. Mai 2020 (GVBl. S. 322)

#### Verordnungen
siehe auch: SARS-CoV-2-Verordnungen in Berlin im Jahr 2020 mit einigen Gerichtsunterteilen
- Verordnung zur Änderung der Pflegemaßnahmen-Covid-19-Verordnung Vom 29. Januar 2021 (GVBl. S. 70)
- Dritte Verordnung zur Änderung der Krankenhaus-Covid-19-Verordnung Vom 26. Januar 2021 (GVBl. S. 66)
- Verordnung zu Anforderungen an das Schutz- und Hygienekonzept in Leistungsangeboten der Eingliederungshilfe während der Covid-19-Pandemie (Eingliederungshilfe-Covid-19-Verordnung) Vom 21. Januar 2021 (GVBl. S. 54)
- Vierte Verordnung zur Änderung der SARS-CoV-2-Infektionsschutzmaßnahmenverordnung Vom 20. Januar 2021[39]
- Dritte Verordnung zur Änderung der SARS-CoV-2-Infektionsschutzmaßnahmenverordnung Vom 12. Januar 2021 (GVBl. S. 26)
- Verordnung zur Anpassung von Bestimmungen für die beruflichen Schulen in Berlin zur Bewältigung der Folgen der COVID-19-Pandemie im Schuljahr 2020/2021 (Berufliche-Schulen-COVID-19-Verordnung 2020/2021) Vom 7. Januar 2021 (GVBl. S. 6)
- Zweite Verordnung zur Änderung der SARS-CoV-2-Infektionsschutzmaßnahmenverordnung Vom 6. Januar 2021 (GVBl. S. 4)
- Zweite Verordnung zur Änderung der Krankenhaus-Covid-19-Verordnung Vom 5. Januar 2021 (GVBl. S. 3)
- Erste Verordnung zur Änderung der SARS-CoV-2-Infektionsschutzmaßnahmenverordnung Vom 22. Dezember 2020 (GVBl. S. 1573)[40]
- Erste Verordnung zur Änderung der Schul-Hygiene-Covid-19-Verordnung Vom 18. Dezember 2020 (GVBl. S. 1516)
- Verordnung zu Regelungen in Einrichtungen zur Pflege von pflegebedürftigen Menschen während der Covid-19-Pandemie (Pflegemaßnahmen-Covid-19-Verordnung) Vom 16. Dezember 2020 (GVBl. S. 1498)[41] mit Begründung[42]
- Verordnung zur Neufassung der Berliner Vorschriften zum Schutz vor Infektionen mit dem Coronavirus SARS-CoV-2 Vom 14. Dezember 2020 (GVBl. S. 1463)[43]
  - darin: SARS-CoV-2-Infektionsschutzmaßnahmenverordnung – InfSchMV Vom 14. Dezember 2020, dazugehörige Begründung[44]
- Verordnung zur Anpassung von Regelungen für die Primarstufe und die Sekundarstufe I und II zur Bewältigung der Folgen der COVID-19-Pandemie im Schuljahr 2020/2021 (Schulstufen-COVID-19-Verordnung 2020/2021 – SchulstufCOV-19-VO 2020/2021) Vom 14. Dezember 2020 (GVBl. S. 1459)
- Verordnung zur individuellen Regelstudienzeit auf Grund der COVID-19-Pandemie Vom 11. Dezember 2020 (GVBl. 2021 S. 2)
- Dreizehnte Verordnung zur Änderung der SARS-CoV-2-Infektionsschutzverordnung Vom 26. November 2020 (GVBl. S. 922)
- Verordnung zur Sicherstellung der Staatsprüfung für Lehrämter während der COVID-19-Pandemie (SonderVSLVO-COV-19) Vom 25. November 2020 (GVBl. S. 930)
- Verordnung über die Anforderungen an ein Schutz- und Hygienekonzept an Schulen während der Covid-19-Pandemie (Schul-Hygiene-Covid-19-Verordnung – SchulHygCoV-19-VO) Vom 24. November 2020 (GVBl. S. 894)
- Zwölfte Verordnung zur Änderung der SARS-CoV-2-Infektionsschutzverordnung Vom 17. November 2020 (GVBl. S. 886)
- Erste Verordnung zur Änderung der Krankenhaus-Covid-19-Verordnung Vom 12. November 2020 (GVBl. S. 881)
- Verordnung zu Anforderungen an das Schutz- und Hygienekonzept in Einrichtungen zur Pflege von pflegebedürftigen Menschen während der Covid-19-Pandemie (Pflege-Covid-19-Verordnung) Vom 10. November 2020 (GVBl. S. 869)
- Elfte Verordnung zur Änderung der SARS-CoV-2-Infektionsschutzverordnung Vom 3. November 2020 (GVBl. S. 854)
- Verordnung zu Regelungen in zugelassenen Krankenhäusern während der Covid-19-Pandemie (Krankenhaus-Covid-19-Verordnung) Vom 3. November 2020 (GVBl. S. 858)
- Zehnte Verordnung zur Änderung der SARS-CoV-2-Infektionsschutzverordnung Vom 29. Oktober 2020 (GVBl. S. 842)
- Neunte Verordnung zur Änderung der SARS-CoV-2-Infektionsschutzverordnung Vom 27. Oktober 2020 (GVBl. S. 836)
- Erste Verordnung zur Änderung der Krankenhaus-Covid-19-Verordnung Vom 27. Oktober 2020 (GVBl. S. 838)
- Achte Verordnung zur Änderung der SARS-CoV-2-Infektionsschutzverordnung Vom 20. Oktober 2020 (GVBl. S. 782)
- Verordnung zu Regelungen in zugelassenen Krankenhäusern während der Covid-19-Pandemie (Krankenhaus-Covid-19-Verordnung) Vom 13. Oktober 2020 (GVBl. S. 777)
- Siebente Verordnung zur Änderung der SARS-CoV-2-Infektionsschutzverordnung Vom 6. Oktober 2020 (GVBl. S. 762)
- Sechste Verordnung zur Änderung der SARS-CoV-2-Infektionsschutzverordnung Vom 29. September 2020 (GVBl. S. 749)
- Fünfte Verordnung zur Änderung der SARS-CoV-2-Infektionsschutzverordnung Vom 1. September 2020 (GVBl. S. 667)
- Vierte Verordnung zur Änderung der SARS-CoV-2-Infektionsschutzverordnung Vom 11. August 2020 (GVBl. S. 663)
- Dritte Verordnung zur Änderung der SARS-CoV-2-Infektionsschutzverordnung Vom 4. August 2020 (GVBl. S. 658)
- Zweite Verordnung zur Änderung der SARS-CoV-2-Infektionsschutzverordnung Vom 21. Juli 2020 (GVBl. S. 625)
- Erste Verordnung zur Änderung der SARS-CoV-2-Infektionsschutzverordnung Vom 26. Juni 2020 (GVBl. S. 570)
- Verordnung zur Anpassung der Fristen für die Hochschulzulassung auf Grund der Auswirkungen der COVID-19-Pandemie Vom 24. Juni 2020 (GVBl.  598)
- SARS-CoV-2-Infektionsschutzverordnung Vom 23. Juni 2020 (GVBl. S. 526)
- Achte Verordnung zur Änderung der SARS-CoV-2-Eindämmungsmaßnahmenverordnung Vom 19. Mai 2020 (GVBl. S. 345)
- Siebte Verordnung zur Änderung der SARS-CoV-2-Eindämmungsmaßnahmenverordnung Vom 7. Mai 2020 (GVBl. S. 316)
- Zweite Verordnung zur Änderung der Verordnung über das Verbot von Großveranstaltungen vor dem Hintergrund der SARS-CoV-2-Pandemie Vom 7. Mai 2020 (GVBl. S. 315)
- Sechste Verordnung zur Änderung der SARS-CoV-2-Eindämmungsmaßnahmenverordnung Vom 7. Mai 2020 (GVBl. S. 307)
- Verordnung über Sonderbestimmungen für die Staatsprüfung für Lehrämter Vom 29. April 2020 (GVBl. S. 298), darin
  - Verordnung zur ordnungsgemäßen Sicherstellung der Staatsprüfung für die Lehrämter während der COVID-19-Pandemie
- Erste Verordnung zur Änderung der Großveranstaltungsverbotsverordnung Vom 28. April 2020 (GVBl. S. 294)
- Fünfte Verordnung zur Änderung der SARS-CoV-2-Eindämmungsmaßnahmenverordnung Vom 28. April 2020 (GVBl. S. 287)
- Großveranstaltungsverbotsverordnung Vom 21. April 2020 (GVBl. S. 270)
- Vierte Verordnung zur Änderung der SARS-CoV-2-Eindämmungsmaßnahmenverordnung Vom 21. April 2020 (GVBl. S. 263)
- Dritte Verordnung zur Änderung der SARS-CoV-2-Eindämmungsmaßnahmenverordnung Vom 16. April 2020 (GVBl. S. 259)
- Zweite Verordnung zur Änderung der SARS-CoV-2-Eindämmungsmaßnahmenverordnung Vom 9. April 2020 (GVBl. S. 240)
- Verordnung zur Änderung der SARS-CoV-2-Eindämmungsmaßnahmenverordnung Vom 2. April 2020 (GVBl. S. 234)
- SARS-CoV-2-Eindämmungsmaßnahmenverordnung Vom 22. März 2020 (GVBl. S. 220)
- Zweite Verordnung zur Änderung der SARS-CoV-2-Eindämmungsmaßnahmenverordnung Vom 21. März 2020 (GVBl. S. 219)
- Erste Verordnung zur Änderung der SARS-CoV-2-Eindämmungsmaßnahmenverordnung Vom 19. März 2020 (GVBl. S. 218)
- SARS-CoV-2-Eindämmungsmaßnahmenverordnung Vom 17. März 2020 (GVBl. S. 213)
- SARS-CoV-2-Eindämmungsverordnung Vom 14. März 2020 (GVBl. S. 210)

#### Allgemeinverfügungen
- Allgemeinverfügung über das Offenhalten von Verkaufsstellen an Sonn- und Feiertagen anlässlich der Corona-Pandemie Vom 19. März 2020 (ABl. S. 2001)
- Allgemeinverfügung für Ausnahmegenehmigungen im Arbeitszeitrecht aus Anlass der Ausbreitung des Infektionserregers SARS-CoV-2 (Corona) Vom 17. März 2020 (ABl. S. 1999)
- Allgemeinverfügung zur Einzeleinfuhr von Remdesivir im Rahmen von individuellen Heilversuchen von schwer erkrankten COVID-19-Patientinnen und -Patienten Vom 18. März 2020 (Abl. S. 1907)
- Allgemeinverfügung Vom 12. März 2020 (ABl. S. 1647)

#### Weitere Normen
- Allgemeine Anweisung über den Bußgeldkatalog zur Ahndung von Verstößen im Bereich des Infektionsschutzgesetzes (IfSG) in Verbindung mit der SARS-CoV-2-Infektionsschutzmaßnahmenverordnung in Berlin Vom 16. Januar 2021[45]
- Bußgeldkatalog zur Ahndung von Verstößen im Bereich des Infektionsschutzgesetzes (IfSG) in Verbindung mit der SARS-CoV-2-Infektionsschutzmaßnahmenverordnung in Berlin Vom 16. Dezember 2020[46]
- Allgemeine Anweisung über den Bußgeldkatalog zur Ahndung von Verstößen im Bereich des Infektionsschutzgesetzes (IfSG) in Verbindung mit der SARS-CoV-2-Infektionsschutzverordnung in Berlin Vom 17. November 2020[47]

### Brandenburg
- Koordinierungszentrum Krisenmanagement in Brandenburg > Verordnungen

#### Gesetze
- Brandenburgisches kommunales Notlagegesetz vom 15. April 2020 (GVBl. I Nr. 14) (geändert 25. September 2020; außer Kraft getreten am 30. Juni 2021)
- Erstes Gesetz zur Änderung des Brandenburgischen kommunalen Notlagegesetzes vom 25. September 2020 (GVBl. I Nr. 27)
- Gesetz zur Umsetzung des Kommunalen Rettungsschirms im kommunalen Finanzausgleich und weitere Änderungen vom 18. Dezember 2020 (GVBl. I Nr. 36)
- Brandenburgisches Gesetz zur Sicherstellung ordnungsgemäßer Planungsverfahren für Straßen während der COVID-19-Pandemie (Brandenburgisches Straßenplanungssicherstellungsgesetz –BbgStrPlanSiG) vom 4. März 2021 (GVBl. I 32. Jg. Nr. 8)
- Gesetz zur Änderung der Kommunalverfassung und weiterer Vorschriften vom 23. Juni 2021 (GVBl. I 32. Jg. Nr. 21)
- Sechstes Gesetz zur Änderung des Brandenburgischen Kommunalwahlgesetzes vom 8. Dezember 2021 (GVBl. I 32. Jg. Nr. 28)
- Bekanntmachung des Beschlusses des Landtages Brandenburg zur Feststellung der Anwendbarkeit des § 28a Absatz 1 bis 6 des Infektionsschutzgesetzes für das Land Brandenburg nach § 28a Absatz 8 Satz 1 des Infektionsschutzgesetzes  vom 13. Dezember 2021 (GVBl. I 32. Jg. Nr. 31)
- Gesetz zur Anpassung des Kommunalen Rettungsschirms im kommunalen Finanzausgleich und weitere Änderungen vom 17. Dezember 2021 (GVBl. I 32. Jg. Nr. 36)
- Gesetz zur Gewährung einer einmaligen Sonderzahlung aus Anlass der COVID-19-Pandemie an Besoldungsempfängerinnen und Besoldungsempfänger und weitere Änderungen vom 20. Januar 2022 (GVBl. I 33. Jg. Nr. 2)

#### Verordnungen

##### 2020
- SARS-CoV-2-Eindämmungsverordnung vom 17. März 2020 (GVBl. II Nr. 10) (aufgehoben)
- SARS-CoV-2-Eindämmungsverordnung vom 22. März 2020 (GVBl. II Nr. 11)[48][49] (ausgelaufen)
- Verordnung zur Sicherung der Arbeitsfähigkeit der Standesämter im Land Brandenburg vom 30. März 2020 (GVBl. II Nr. 15)
- Verordnung zur Änderung der SARS-CoV-2-Eindämmungsverordnung vom 31. März 2020 (GVBl. II Nr. 13) (ausgelaufen)
- SARS-CoV-2-Quarantäneverordnung vom 9. April 2020 (GVBl. II Nr. 17) (ersetzt 22. Mai)
- Brandenburgische kommunale Notlagenverordnung vom 17. April 2020 (GVBl. II Nr. 19) (geändert 19. Juni und 28. September 2020; außer Kraft getreten am 30. Juni 2021)
- Erste Verordnung zur Änderung der SARS-CoV-2-Quarantäneverordnung vom 17. April 2020 (GVBl. II Nr. 20) (ersetzt 22. Mai)
- SARS-CoV-2-Eindämmungsverordnung vom 17. April 2020 (GVBl. II Nr. 21) (gültig ab 20. April 2020, geändert, ausgelaufen)
- Verordnung zur Änderung der SARS-CoV-2-Eindämmungsverordnung vom 24. April 2020 (GVBl. II Nr. 25) (ausgelaufen)
- Zweite Verordnung zur Änderung der Infektionsschutzzuständigkeitsverordnung vom 7. Mai 2020 (GVBl. II Nr. 31)
- Zweite Verordnung zur Änderung der SARS-CoV-2-Quarantäneverordnung vom 8. Mai 2020 (GVBl. II Nr. 28) (ersetzt am 22. Mai)
- Verordnung über das Verbot von Großveranstaltungen vor dem Hintergrund der SARS-CoV-2-Pandemie in Brandenburg (Großveranstaltungsverbotsverordnung –GroßveranstVerbV) vom 8. Mai 2020 (GVBl. II Nr. 29) (geändert am 27. Mai, 12. Juni, 7. Juli, 11. August, 3. September und 22. September 2020; ersetzt durch die Eindämmungsverordnung vom 30. Oktober 2020)
- SARS-CoV-2-Eindämmungsverordnung vom 8. Mai 2020 (GVBl. II Nr. 30) (gültig ab 9. Mai 2020, geändert am 19. und am 27. Mai, ersetzt ab 15.  Juni durch Umgangsverordnung vom 12. Juni 2020)
- Verordnung zur Anpassung schulrechtlicher und lehrerbildungsrechtlicher Vorschriften unter den Bedingungen der Maßnahmen zur Eindämmung des Coronavirus SARS-CoV-2 und COVID-19(SARS-CoV-2-Anpassungsverordnung –SARS-CoV-2-AV) vom 8. Mai 2020 (GVBl. II Nr. 32)
- Dritte Verordnung zur Änderung der SARS-CoV-2-Quarantäneverordnung vom 19. Mai 2020 (GVBl. II Nr. 38) (ersetzt 22. Mai)
- Verordnung zur Änderung der SARS-CoV-2-Eindämmungsverordnung vom 19. Mai 2020 (GVBl. II Nr. 39) (bis 15. Juni)
- SARS-CoV-2-Quarantäneverordnung vom 22. Mai 2020 (GVBl. II Nr. 40) (ersetzt am 12. Juni)
- Verordnung zur Änderung der Großveranstaltungsverbotsverordnung vom 27. Mai 2020 (GVBl. II Nr. 42)
- Zweite Verordnung zur Änderung der SARS-CoV-2-Eindämmungsverordnung vom 27. Mai 2020 (GVBl. II Nr. 43) (bis 14. Juni)
- Fünfte Verordnung zur Änderung der Kita-Personalverordnung vom 8. Juni 2020 (GVBl. II Nr. 47)
- Verordnung über den Umgang mit dem SARS-CoV-2-Virus und COVID-19 in Brandenburg(SARS-CoV-2-Umgangsverordnung –SARS-CoV-2-UmgV) vom 12. Juni 2020 (GVBl. II Nr. 49) (geändert am 26. Juni, 11. August, 3. September, 8. Oktober und 20. Oktober 2020; ersetzt durch die Eindämmungsverordnung vom 30. Oktober 2020)
- Zweite Verordnung zur Änderung der Großveranstaltungsverbotsverordnung vom 12. Juni 2020 (GVBl. II Nr. 50)
- Verordnung zu Quarantänemaßnahmen für Ein-und Rückreisende zur Bekämpfung des SARS-CoV-2-Virus und COVID-19 in Brandenburg(SARS-CoV-2-Quarantäneverordnung –SARS-CoV-2-QuarV) vom 12. Juni 2020 (GVBl. II Nr. 51) (geändert am 11. August, 3. September, 7. Oktober und 23. Oktober 2020; ab 9. November 2020 ersetzt durch Quarantäneverordnung vom 4. November 2020)
- Verordnung zur Änderung der Brandenburgischen kommunalen Notlagenverordnung vom 19. Juni 2020 (GVBl. II Nr. 53)
- Verordnung zur Änderung der SARS-CoV-2-Umgangsverordnung vom 26. Juni 2020 (GVBl. II Nr. 54)
- Dritte Verordnung zur Änderung der Großveranstaltungsverbotsverordnung vom 7. Juli 2020 (GVBl. II Nr. 56)
- Dritte Verordnung zur Änderung der Verbraucherinsolvenzfinanzierungsverordnung vom 7. Juli 2020 (GVBl. II Nr. 59)
- Zweite Verordnung zur Änderung der SARS-CoV-2-Umgangsverordnung vom 11. August 2020 (GVBl. II Nr. 64)
- Verordnung zur Änderung der SARS-CoV-2-Quarantäneverordnung vom 11. August 2020 (GVBl. II Nr. 65)
- Vierte Verordnung zur Änderung der Großveranstaltungsverbotsverordnung vom 11. August 2020 (GVBl. II Nr. 66)
- Dritte Verordnung zur Änderung der SARS-CoV-2-Umgangsverordnung vom 3. September 2020 (GVBl. II Nr. 72)
- Zweite Verordnung zur Änderung der SARS-CoV-2-Quarantäneverordnung vom 3. September 2020 (GVBl. II Nr. 73)
- Fünfte Verordnung zur Änderung der Großveranstaltungsverbotsverordnung vom 3. September 2020 (GVBl. II Nr. 74)
- Sechste Verordnung zur Änderung der Großveranstaltungsverbotsverordnung vom 22. September 2020 (GVBl. II Nr. 84)
- Zweite Verordnung zur Änderung der Brandenburgischen kommunalen Notlagenverordnung vom 28. September 2020 (GVBl. II Nr. 89)
- Vierte Verordnung zur Änderung der SARS-CoV-2-Umgangsverordnung vom 8. Oktober 2020 (GVBl. II Nr. 94)
- Dritte Verordnung zur Änderung der SARS-CoV-2-Quarantäneverordnung vom 7. Oktober 2020 (GVBl. II Nr. 95)
- Verordnung zur Bewältigung der SARS-CoV-2-Pandemie im Hochschulbereich (Hochschulpandemieverordnung -HPandV) vom 13. Oktober 2020 (GVBl. II Nr. 97) (geändert am 28. Januar und 30. April 2021 sowie am 1. März 2022)
- Fünfte Verordnung zur Änderung der SARS-CoV-2-Umgangsverordnung vom 20. Oktober 2020 (GVBl. II Nr. 99)
- Vierte Verordnung zur Änderung der SARS-CoV-2-Quarantäneverordnung vom 23. Oktober 2020 (GVBl. II Nr. 100)
- Vierte Verordnung zur Änderung der Verbraucherinsolvenzfinanzierungsverordnung vom 26. Oktober 2020 (GVBl. II Nr. 101)
- Verordnung über befristete Eindämmungsmaßnahmen aufgrund des SARS-CoV-2-Virus und COVID-19 im Land Brandenburg (SARS-CoV-2-Eindämmungsverordnung – SARS-CoV-2-EindV) vom 30. Oktober 2020 (GVBl. II Nr. 103) (am 30.11. ausgelaufen)
- Verordnung zu Quarantänemaßnahmen für Ein-und Rückreisende zur Bekämpfung des SARS-CoV-2-Virus und COVID-19 in Brandenburg (SARS-CoV-2-Quarantäneverordnung – SARS-CoV-2-QuarV) vom 4. November 2020 (GVBl. II Nr. 104) (geändert am 13. November, 10. Dezember 2020 und 15. Dezember 2020; außer Kraft getreten am 14. Januar 2021)
  - mit Begründung[50]
- Verordnung zur Änderung der SARS-CoV-2-Quarantäneverordnung vom 13. November 2020 (GVBl. II Nr. 105)
  - mit Begründung[51]
- Verordnung zur Ergänzung schulrechtlicher Vorschriften zur Sicherstellung des Bildungs-und Erziehungsauftrags in den schulischen Bildungsgängen bei besonderen Einschränkungen (Bildungsgänge-Ergänzungsverordnung – BiGEV) vom 20. November 2020 (geändert am 31. Mai 2021) (GVBl. II Nr. 107) (geändert am 31.Mai 2021 und am 9. März 2022)
- Zweite Verordnung über befristete Eindämmungsmaßnahmen aufgrund des SARS-CoV-2-Virus und COVID-19 im Land Brandenburg (Zweite SARS-CoV-2-Eindämmungsverordnung – 2. SARS-CoV-2-EindV) vom 30. November 2020 (GVBl. II Nr. 110)
  - mit Anlage: Bußgeldkatalog für Ordnungswidrigkeiten nach dem Infektionsschutzgesetz im Zusammenhang mit dieser Verordnung (außer Kraft getreten am 16. Dezember 2020)
- Zweite Verordnung zur Änderung der SARS-CoV-2-Quarantäneverordnung vom 10. Dezember 2020 (GVBl. II Nr. 116)
  - mit Begründung[52]
- Gesetz zur Beteiligung des Landtages bei Maßnahmen nach dem Infektionsschutzgesetz (Infektionsschutzbeteiligungsgesetz -IfSBG) vom 15. Dezember 2020 (GVBl. I Nr. 33)
- Dritte Verordnung über befristete Eindämmungsmaßnahmen aufgrund des SARS-CoV-2-Virus und COVID-19 im Land Brandenburg (Dritte SARS-CoV-2-Eindämmungsverordnung – 3. SARS-CoV-2-EindV) vom 15. Dezember 2020 (GVBl. II Nr. 119, ursprünglich ohne Begründung verkündet) (geändert am 18. Dezember 2020; außer Kraft getreten 9. Januar 2021)
  - mit Begründung[53]
  - mit Anlage: Bußgeldkatalog für Ordnungswidrigkeiten nach dem Infektionsschutzgesetz im Zusammenhang mit dieser Verordnung (GVBl. II Nr. 119-Anlage-)
- Dritte Verordnung zur Änderung der SARS-CoV-2-Quarantäneverordnung vom 15. Dezember 2020 (GVBl. II Nr. 120)
  - mit Begründung[54]
- Verordnung zur Änderung der Dritten SARS-CoV-2-Eindämmungsverordnung vom 18. Dezember 2020 (GVBl. II 31.Jg. Nr. 124)
  - mit Begründung[55]

##### 2021
- Fünfte Verordnung zur Änderung der Verbraucherinsolvenzfinanzierungsverordnung vom 6. Januar 2021 (GVBl. II 32. Jg. Nr. 2)
- Vierte Verordnung über befristete Eindämmungsmaßnahmen aufgrund des SARS-CoV-2-Virus und COVID-19 im Land Brandenburg (Vierte SARS-CoV-2-Eindämmungsverordnung –4. SARS-CoV-2-EindV) vom 8. Januar 2021 (GVBl. II 32. Jg. Nr. 3) (aufgehoben am 22. Januar 2021)
  - mit Begründung (GVBl. II 32. Jg. Nr. 3 S. 20 ff.)[56]
  - und Bußgeldkatalog für Ordnungswidrigkeiten nach dem Infektionsschutzgesetz im Zusammenhang mit dieser Verordnung (GVBl. II 32. Jg. Nr. 3 S. 32 ff.)[57]
- Verordnung zu Quarantänemaßnahmen für Ein-und Rückreisende zur Bekämpfung des SARS-CoV-2-Virus und COVID-19 in Brandenburg (SARS-CoV-2-Quarantäneverordnung – SARS-CoV-2-QuarV) vom 13. Januar 2021 (GVBl. II 32. Jg. Nr. 4) (geändert am 27. Januar 2021; außer Kraft gesetzt am 4. Februar 2021)
- Fünfte Verordnung über befristete Eindämmungsmaßnahmen aufgrund des SARS-CoV-2-Virus und COVID-19 im Land Brandenburg(Fünfte SARS-CoV-2-Eindämmungsverordnung –5. SARS-CoV-2-EindV) vom 22. Januar 2021 (GVBl. II 32. Jg. Nr. 7) (außer Kraft seit 15. Februar 2021)
- Verordnung zur Änderung der SARS-CoV-2-Quarantäneverordnung vom 27. Januar 2021 (GVBl. II 32. Jg. Nr. 10) mit Begründung (GVBl. II 32. Jg. Nr. 10 Anlage Allgemeine Begründung) (außer Kraft seit 4. Februar 2021)
- Erste Verordnung zur Änderung der Hochschulpandemieverordnung vom 28. Januar 2021 (GVBl. II 32. Jg. Nr. 12)
- Verordnung zu Quarantänemaßnahmen für Ein-und Rückreisende zur Bekämpfung des SARS-CoV-2-Virus und COVID-19 in Brandenburg(SARS-CoV-2-Quarantäneverordnung –SARS-CoV-2-QuarV) vom 3. Februar 2021 (GVBl. II 32. Jg. Nr. 14) (geändert am 2. März, 9. März, 30. März, 15. April und 27. April 2021, aufgehoben am 18. Mai 2021 und ersetzt durch die Coronavirus-Einreiseverordnung des Bundes)
- Sechste Verordnung über befristete Eindämmungsmaßnahmen aufgrund desSARS-CoV-2-Virus und COVID-19 im Land Brandenburg(Sechste SARS-CoV-2-Eindämmungsverordnung –6. SARS-CoV-2-EindV) vom 12. Februar 2021 (GVBl. II 32. Jg. Nr. 16) (geändert am 26. Februar 2021; außer Kraft am 8. März 2021)
- Verordnung zur elektronischen öffentlichen Bekanntgabe von Allgemeinverfügungen nach dem Infektionsschutzgesetz(Infektionsschutzgesetz-Bekanntgabeverordnung–IfSGBekV) vom 12. Februar 2021 (GVBl. II 32. Jg. Nr. 17)
- Verordnung zur Änderung der Sechsten SARS-CoV-2-Eindämmungsverordnung vom 26. Februar 2021 (GVBl. II 32. Jg. Nr. 20)
- Verordnung zur Änderung der SARS-CoV-2-Quarantäneverordnung vom 2. März 2021 (GVBl. II 32. Jg. Nr. 23)
- Siebte Verordnung über befristete Eindämmungsmaßnahmen aufgrund des SARS-CoV-2-Virus und COVID-19 im Land Brandenburg(Siebte SARS-CoV-2-Eindämmungsverordnung –7. SARS-CoV-2-EindV) vom 7. März 2021 (GVBl. II 32. Jg. Nr. 24) (geändert am 19. März, 30. März, 8. April, 15. April, 18. April, 23. April, 11. Mai, 25. Mai und 1.Juni 2021; außer Kraft ab 16. Juni 2021)
- Zweite Verordnung zur Änderung der SARS-CoV-2-Quarantäneverordnung vom 9. März 2021 (GVBl. II 32. Jg. Nr. 25)
- Verordnung zur Änderung der Siebten SARS-CoV-2-Eindämmungsverordnung vom 19. März 2021 (GVBl. II 32. Jg. Nr. 28)
- Zweite Verordnung zur Änderung der Siebten SARS-CoV-2-Eindämmungsverordnung vom 30. März 2021 (GVBl. II 32. Jg. Nr. 31)
- Dritte Verordnung zur Änderung der SARS-CoV-2-Quarantäneverordnung vom 30. März 2021 (GVBl. II 32. Jg. Nr. 32)
- Dritte Verordnung zur Änderung der Siebten SARS-CoV-2-Eindämmungsverordnung vom 8. April 2021 (GVBl. II 32. Jg. Nr. 34)
- Sechste Verordnung zur Änderung der Verbraucherinsolvenzfinanzierungsverordnung vom 9. April 2021 (GVBl. II 32. Jg. Nr. 36)
- Vierte Verordnung zur Änderung der Siebten SARS-CoV-2-Eindämmungsverordnung vom 15. April 2021 (GVBl. II 32. Jg. Nr. 37)
- Vierte Verordnung zur Änderung der SARS-CoV-2-Quarantäneverordnung vom 15. April 2021 (GVBl. II 32. Jg. Nr. 38)
- Fünfte Verordnung zur Änderung der Siebten SARS-CoV-2-Eindämmungsverordnung vom 18. April 2021 (GVBl. II 32. Jg. Nr. 39)
- Sechste Verordnung zur Änderung der Siebten SARS-CoV-2-Eindämmungsverordnung vom 23. April 2021 (GVBl. II 32. Jg. Nr. 41)
- Fünfte Verordnung zur Änderung der SARS-CoV-2-Quarantäneverordnung vom 27. April 2021 (GVBl. II 32. Jg. Nr. 42)
- Dritte Verordnung zur Änderung der Infektionsschutzzuständigkeitsverordnung vom 27. April 2021 (GVBl. II 32. Jg. Nr. 43)
- Zweite Verordnung zur Änderung der Hochschulpandemieverordnung vom 30. April 2021 (GVBl. II 32. Jg. Nr. 48)
- Siebte Verordnung zur Änderung der Siebten SARS-CoV-2-Eindämmungsverordnung vom 11.Mai 2021 (GVBl. II 32. Jg. Nr. 49)
- Verordnung zur Aufhebung der SARS-CoV-2-Quarantäneverordnung vom 18. Mai 2021 (GVBl. II 32. Jg. Nr. 51)
- Achte Verordnung zur Änderung der Siebten SARS-CoV-2-Eindämmungsverordnung vom 25. Mai 2021 (GVBl. II 32. Jg. Nr. 54)
- Erste Verordnung zur Änderung der Bildungsgänge-Ergänzungsverordnung vom 31. Mai 2021 (GVBl. II 32. Jg. Nr. 56)
- Neunte Verordnung zur Änderung der Siebten SARS-CoV-2-Eindämmungsverordnung vom 1. Juni 2021 (GVBl. II 32. Jg. Nr. 57)
- Verordnung über den Umgang mit dem SARS-CoV-2-Virus und COVID-19 in Brandenburg(SARS-CoV-2-Umgangsverordnung –SARS-CoV-2-UmgV) vom 15. Juni 2021 (GVBl. II 32. Jg. Nr. 62) (geändert am 9. Juli 2021; außer Kraft getreten am 31. Juli 2021)
- Verordnung zur Änderung der SARS-CoV-2-Umgangsverordnung vom 9. Juli 2021 (GVBl. II 32. Jg. Nr. 65)
- Zweite Verordnung über den Umgang mit dem SARS-CoV-2-Virus und COVID-19 in Brandenburg(Zweite SARS-CoV-2-Umgangsverordnung –2. SARS-CoV-2-UmgV) vom 29. Juli 2021 (GVBl. II 32. Jg. Nr. 75) (geändert am 24.August 2021; außer Kraft getreten am 15. September 2021)
- Verordnung zur Änderung der Zweiten SARS-CoV-2-Umgangsverordnung vom 24.August 2021 (GVBl. II 32. Jg. Nr. 77)
- Dritte Verordnung über den Umgang mit dem SARS-CoV-2-Virus und COVID-19 in Brandenburg (Dritte SARS-CoV-2-Umgangsverordnung – 3. SARS-CoV-2-UmgV) vom 15. September 2021 (GVBl. II 32. Jg. Nr. 83) (geändert am 5. Oktober und am 2. November 2021; außer Kraft am 15. November 2021)
- Verordnung zur Änderung der Dritten SARS-CoV-2-Umgangsverordnung vom 5. Oktober 2021 (GVBl. II 32. Jg. Nr. 85)
- Zweite Verordnung zur Änderung der Dritten SARS-CoV-2-Umgangsverordnung vom 5. Oktober 2021 (GVBl. II 32. Jg. Nr. 87)
- Verordnung über befristete Eindämmungsmaßnahmen aufgrund des SARS-CoV-2-Virus und COVID-19 im Land Brandenburg (SARS-CoV-2-Eindämmungsverordnung – SARS-CoV-2-EindV) vom 12. November 2021 (GVBl. II 32. Jg. Nr. 91; außer Kraft seit 24. November 2021)
- Zweite Verordnung über befristete Eindämmungsmaßnahmen aufgrund des SARS-CoV-2-Virus und COVID-19 im Land Brandenburg (Zweite SARS-CoV-2-Eindämmungsverordnung – 2. SARS-CoV-2-EindV) vom 23. November 2021 (GVBl. II 32. Jg. Nr. 93) (geändert am 14. und 22. Dezember 2021 sowie am 14. Januar, 1. Februar und 8. Februar 2022; außer Kraft am 22. Februar 2022)
- Verordnung zur Änderung der Zweiten SARS-CoV-2-Eindämmungsverordnung vom 14. Dezember 2021 (GVBl. II 32. Jg. Nr. 100)
- Zweite Verordnung zur Änderung der Zweiten SARS-CoV-2-Eindämmungsverordnung vom 22. Dezember 2021 (GVBl. II 32. Jg. Nr. 106)

##### 2022
- Dritte Verordnung zur Änderung der Zweiten SARS-CoV-2-Eindämmungsverordnung vom 14. Januar 2022 (GVBl. II 33. Jg. Nr. 3)
- Vierte Verordnung zur Änderung der Infektionsschutzzuständigkeitsverordnung vom 21. Januar 2022 (GVBl. II 33. Jg. Nr. 8)
- Vierte Verordnung zur Änderung der Zweiten SARS-CoV-2-Eindämmungsverordnung vom 1. Februar 2022 (GVBl. II 33. Jg. Nr. 15)
- Fünfte Verordnung zur Änderung der Zweiten SARS-CoV-2-Eindämmungsverordnung vom 8. Februar 2022 (GVBl. II 33. Jg. Nr. 16)
- Dritte Verordnung über befristete Eindämmungsmaßnahmen aufgrund des SARS-CoV-2-Virus und COVID-19 im Land Brandenburg (Dritte SARS-CoV-2-Eindämmungsverordnung – 3. SARS-CoV-2-EindV) vom 22. Februar 2022 (GVBl. II 33. Jg. Nr. 20. Außer Kraft am 18. März 2022)
- Dritte Verordnung zur Änderung der Hochschulpandemieverordnung vom 1. März 2022 (GVBl. II 33. Jg. Nr. 23)
- Zweite Verordnung zur Änderung der Bildungsgänge-Ergänzungsverordnung vom 9. März 2022 (GVBl. II 33. Jg. Nr. 27)
- Verordnung über befristete Infektionsschutzmaßnahmen aufgrund des SARS-CoV-2-Virus und COVID-19 im Land Brandenburg (SARS-CoV-2-Infektionsschutzmaßnahmenverordnung – SARS-CoV-2-IfSMV) vom 17. März 2022 (GVBl. II 33. Jg. Nr. 28; außer Kraft seit 3. April 2022)
- Verordnung über befristete Basismaßnahmen zum Infektionsschutz aufgrund des SARS-CoV-2-Virus und COVID-19 im Land Brandenburg (SARS-CoV-2-Infektionsschutz-Basismaßnahmenverordnung – SARS-CoV-2-IfSBM) vom 31. März 2022 (GVBl. II 33. Jg. Nr. 30, geändert am 28. April, 24. Mai, 22. Juni, 19.Juli, 12. August, 8. und 21. September 2022; außer Kraft getreten am 30. September 2022)
- Verordnung zur Änderung der SARS-CoV-2-Infektionsschutz-Basismaßnahmenverordnung vom 28. April 2022 (GVBl. II 33. Jg. Nr. 33)
- Zweite Verordnung zur Änderung der SARS-CoV-2-Infektionsschutz-Basismaßnahmenverordnung vom 24. Mai 2022 (GVBl. II 33. Jg. Nr. 36)
- Dritte Verordnung zur Änderung der SARS-CoV-2-Infektionsschutz-Basismaßnahmenverordnung vom 22. Juni 2022 (GVBl. II 33. Jg. Nr. 40)
- Vierte Verordnung zur Änderung der SARS-CoV-2-Infektionsschutz-Basismaßnahmenverordnung vom 19. Juli 2022 (GVBl. II 33. Jg. Nr. 48)
- Fünfte Verordnung zur Änderung der SARS-CoV-2-Infektionsschutz-Basismaßnahmenverordnung vom 12. August 2022 (GVBl. II 33. Jg. Nr. 52)
- Sechste Verordnung zur Änderung der SARS-CoV-2-Infektionsschutz-Basismaßnahmenverordnung vom 8. September 2022 (GVBl. II 33. Jg. Nr. 62)
- Siebte Verordnung zur Änderung der SARS-CoV-2-Infektionsschutz-Basismaßnahmenverordnung vom 21. September 2022 (GVBl. II 33. Jg. Nr. 63)
- Verordnung über befristete Maßnahmen zum Infektionsschutz aufgrund des SARS-CoV-2-Virus und COVID-19 im Land Brandenburg (SARS-CoV-2-Infektionsschutzverordnung – SARS-CoV-2-IfSV) vom 27. September 2022 (GVBl. II 33. Jg. Nr. 65, geändert am 26.Oktober, 23. November und 20. Dezember 2022)
- Verordnung zur Änderung der SARS-CoV-2-Infektionsschutzverordnung vom 26. Oktober 2022 (GVBl. II 33. Jg. Nr. 70)
- Zweite Verordnung zur Änderung der SARS-CoV-2-Infektionsschutzverordnung vom 23. November 2022 (GVBl. II 33. Jg. Nr. 73)
- Dritte Verordnung zur Änderung der SARS-CoV-2-Infektionsschutzverordnung vom 20. Dezember 2022 (GVBl. II 33. Jg. Nr. 80)

#### Allgemeinverfügungen
- Allgemeinverfügung des Ministeriums für Soziales, Gesundheit, Integration und Verbraucherschutz zur Beschäftigung von Arbeitnehmerinnen und Arbeitnehmern an Sonn- und Feiertagen sowie zur Verlängerung der täglichen Arbeitszeiten aus Anlass der Ausbreitung des Coronavirus (SARS-CoV-2) in Deutschland vom 17. März 2020 (Amtsblatt für Brandenburg Nr. 11S, S.256/2-256/3) (bis 30. Mai 2020)
- Durchführung des Arzneimittelgesetzes (AMG) – Gestattung gemäß § 79 Absatz 5 AMG zum Abweichen von den Regelungen des § 10 Absatz 1 AMG – Allgemeinverfügung vom 28. Mai 2020 (Amtsblatt für Brandenburg Nr. 22S2 vom 5.Juni 2020, S.512/10)

#### Sonstige Veröffentlichungen
- Richtlinie des Ministeriums für Wirtschaft, Arbeit und Energie des Landes Brandenburgzur Gewährung einer Soforthilfe für von der Coronakrise 2020 besonders geschädigte gewerbliche Unternehmen und Angehörige Freier Berufe vom 24. März 2020  (Amtsblatt für Brandenburg Nr. 12S, S.276/2-276/3) (gültig bis 31. Dezember 2020)
- Richtlinie des Ministeriums für Bildung, Jugend und Sport über die Gewährung von Zuwendungen zum Ausgleich von entgangenen Elternbeiträgen in der Kindertagesbetreuung in Folge der prioritär umzusetzenden Maßnahmen zur Eindämmung des neuartigen Coronavirus SARS-CoV-2 (COVID-19) in Brandenburg (RL Kita-Elternbeitrag Corona) vom 30. März 2020 (Amtsblatt des Ministeriums für Bildung, Jugend und Sport Nr. 13 S.134-136)
- Allgemeine Verwaltungsvorschrift zur Ahndung von Verstößen im Bereich des Infektionsschutzgesetzes (IfSG) in Verbindung mit der Verordnung über Maßnahmen zur Eindämmung des neuartigen Coronavirus SARS-CoV-2 und COVID-19 in Brandenburg (SARS-CoV-2-EindV) vom 31. März 2020 (Amtsblatt für Brandenburg Nr. 13S, S.288-1) (sog. „Bußgeldkatalog“) (ausgelaufen)
- Verwaltungsvereinbarung zwischen dem Bund und dem Land Brandenburg über die Soforthilfen des Bundes für die Gewährung von Überbrückungshilfen als Billigkeitsleistungen für „Corona-Soforthilfen insbesondere für kleine Unternehmen und Soloselbständige“ vom 31. März 2020 (Amtsblatt für Brandenburg Nr. 14S, S.312/2-312/3)
- Richtlinie des Ministeriums für Wirtschaft, Arbeit und Energie des Landes Brandenburgzur Gewährung einer Soforthilfe für von der Corona-Krise 2020 unter Berücksichtigung der Vollzugshinweise für die Soforthilfen des Bundes für die Gewährung von Überbrückungshilfen als Billigkeitsleistungen für von der Corona-Krise in ihrer Existenz bedrohte kleine Unternehmen und Soloselbständige vom 31. März 2020 (Amtsblatt für Brandenburg Nr. 14S, S.312/3-312/5)
- Bußgeldkatalog zur Ahndung von Verstößen im Bereich des Infektionsschutzgesetzes (IfSG) in Verbindung mit der Verordnung zu Quarantänemaßnahmen für Ein- und Rückreisende zur Bekämpfung des neuartigen Coronavirus SARS-CoV-2 und COVID-19 in Brandenburg vom 10. April 2020 (Amtsblatt für Brandenburg Nr. 14S, S.312) (ersetzt ab 19. Mai)
- Allgemeine Verwaltungsvorschrift zur Ahndung von Verstößen im Bereich des Infektionsschutzgesetzes in Verbindung mit der Verordnung über Maßnahmen zur Eindämmung des neuartigen Coronavirus SARS-CoV-2 und COVID-19 in Brandenburg (SARS-CoV-2-EindV) vom 17. April 2020 (Amtsblatt für Brandenburg Nr. 15S, S.332/1-332/4) (sog. „Bußgeldkatalog“) (ausgelaufen)
- Allgemeine Verwaltungsvorschrift zur Ahndung von Verstößen im Bereich des Infektionsschutzgesetzes in Verbindung mit der Verordnung über Maßnahmen zur Eindämmung des neuartigen Coronavirus SARS-CoV-2 und COVID-19 in Brandenburg (SARS-CoV-2-EindV) vom 9. Mai 2020 (Amtsblatt für Brandenburg Nr. 18S, S.441/1-441/4) (sog. „Bußgeldkatalog“) (überholt 27. Mai 2020)
- Bußgeldkatalog zur Ahndung von Verstößen im Bereich des Infektionsschutzgesetzes (IfSG) in Verbindung mit der Verordnung zu Quarantänemaßnahmen für Ein- und Rückreisende zur Bekämpfung des neuartigen Coronavirus SARS-CoV-2 und COVID-19 in Brandenburg vom 19. Mai 2020 (Amtsblatt für Brandenburg Nr. 20S, S.480/9)
- Allgemeine Verwaltungsvorschrift zur Ahndung von Verstößen im Bereich des Infektionsschutzgesetzes in Verbindung mit der Verordnung über Maßnahmen zur Eindämmung des neuartigen Coronavirus SARS-CoV-2 und COVID-19 in Brandenburg (SARS-CoV-2-EindV) vom 27. Mai 2020 (Amtsblatt für Brandenburg Nr. 21S, S.441/1-441/4) (sog. „Bußgeldkatalog“) (bis 14. Juni)
- Änderung der Geschäftsordnung des Landtages Brandenburg vom 18. November 2020 (GVBl. I Nr. 32) (erneut geändert am 15. Dezember 2020 und am 23. Juni 2021)
- Zweite Änderung der Geschäftsordnung des Landtages Brandenburg vom 15. Dezember 2020 (GVBl. I Nr. 34)
- Bekanntmachung der Dritten Änderung der Geschäftsordnung des Landtages Brandenburg vom 23.Juni 2021 (GVBl. I Nr. 24)

### Bremen
- bremen.de/corona mit aktueller Rechtsverordnung

#### Gesetze
- Gesetz zur Anpassung bildungsrechtlicher Regelungen an die Auswirkungen der Coronavirus-Pandemie vom 19. Mai 2020 (Brem.GBl. S. 339)
- Gesetz zur Änderung hochschulrechtlicher Bestimmungen im Zusammenhang mit den Anforderungen aus der Corona-Krise vom 14. Juli 2020 (Brem.GBl. S. 712)
- Bremisches Ausführungsgesetz zu § 30 Absatz 2 des Infektionsschutzgesetzes vom 13. Oktober 2020 (Brem.GBl. S. 1169)
- Bremisches Gesetz zur Stärkung der Beteiligung der Bürgerschaft (Landtag) bei dem Erlass von Verordnungen zum Schutz vor Neuinfektionen mit dem Coronavirus SARS-CoV-2 auf Grundlage von § 32 des Infektionsschutzgesetzes (Corona-Verordnung-Beteiligungsgesetz) vom 22. Dezember 2020 (Brem.GBl. S. 1720)

#### Verordnungen
- Verordnung zum Schutz vor Neuinfektionen mit dem Coronavirus SARS-CoV-2 vom 3. April 2020 (Brem.GBl. S. 168) [in Kraft 4.–19. April 2020]
  - Verordnung zur Änderung der Verordnung zum Schutz vor Neuinfektionen mit dem Coronavirus SARS-CoV-2 vom 9. April 2020 (Brem.GBl. S. 198)
- Verordnung zum Schutz vor Neuinfektionen mit dem Coronavirus SARS-CoV-2 (Corona-Verordnung) vom 17. April 2020 (Brem.GBl. S. 205) [in Kraft 20. April–5. Mai 2020]
  - Verordnung zur Änderung der Verordnung zum Schutz vor Neuinfektionen mit dem Coronavirus SARS-CoV-2 (Corona-Verordnung) vom 21. April 2020 (Brem.GBl. S. 224)
  - Zweite Verordnung zur Änderung der Verordnung zum Schutz vor Neuinfektionen mit dem Coronavirus SARS-CoV-2 vom 24. April 2020 (Brem.GBl. S. 226)
  - Dritte Verordnung zur Änderung der Verordnung zum Schutz vor Neuinfektionen mit dem Coronavirus SARS-CoV-2 vom 28. April 2020 (Brem.GBl. S. 241)
- Zweite Verordnung zum Schutz vor Neuinfektionen mit dem Coronavirus SARS-CoV-2 (Zweite Corona-Verordnung) vom 6. Mai 2020 (Brem.GBl. S. 244)
- Dritte Verordnung zum Schutz vor Neuinfektionen mit dem Coronavirus SARS-CoV-2 (Dritte Corona-Verordnung) vom 12. Mai 2020 (Brem.GBl. S. 269)
  - Verordnung zur Änderung der Verordnung über die zuständigen Behörden nach dem Infektionsschutzgesetz vom 12. Mai 2020 (Brem.GBl. S. 292)
  - Verordnung zur Änderung der Dritten Verordnung zum Schutz vor Neuinfektionen mit dem Coronavirus SARS-CoV-2 (Dritte Corona-Verordnung) vom 13. Mai 2020 (Brem.GBl. S. 293)
- Vierte Verordnung zum Schutz vor Neuinfektionen mit dem Coronavirus SARS-CoV-2 (Vierte Corona-Verordnung) vom 19. Mai 2020 (Brem.GBl. S. 314)
- Fünfte Verordnung zum Schutz vor Neuinfektionen mit dem Coronavirus SARS-CoV-2 (Fünfte Corona-Verordnung) vom 26. Mai 2020 (Brem.GBl. S. 346)
- Sechste Verordnung zum Schutz vor Neuinfektionen mit dem Coronavirus SARS-CoV-2 (Sechste Corona-Verordnung) vom 2. Juni 2020 (Brem.GBl. S. 374)
- Siebente Verordnung zum Schutz vor Neuinfektionen mit dem Coronavirus SARS-CoV-2 (Siebente Corona-Verordnung) vom 9. Juni 2020 (Brem.GBl. S. 405)
- Achte Verordnung zum Schutz vor Neuinfektionen mit dem Coronavirus SARS-CoV-2 (Achte Corona-Verordnung) vom 16. Juni 2020 (Brem.GBl. S. 436)
- Neunte Verordnung zum Schutz vor Neuinfektionen mit dem Coronavirus SARS-CoV-2 (Neunte Corona-Verordnung) vom 24. Juni 2020 (Brem.GBl. S. 470)
- Zehnte Verordnung zum Schutz vor Neuinfektionen mit dem Coronavirus SARS-CoV-2 (Zehnte Corona-Verordnung) vom 1. Juli 2020 (Brem.GBl. S. 504)
- Elfte Verordnung zum Schutz vor Neuinfektionen mit dem Coronavirus SARS-CoV-2 (Elfte Corona-Verordnung) vom 14. Juli 2020 (Brem.GBl. S. 552)
- Zwölfte Verordnung zum Schutz vor Neuinfektionen mit dem Coronavirus SARS-CoV-2 (Zwölfte Corona-Verordnung) vom 21. Juli 2020 (Brem.GBl. S. 691)
  - Verordnung zur Änderung der Zwölften Verordnung zum Schutz vor Neuinfektionen mit dem Coronavirus SARS-CoV-2 (Zwölfte Corona-Verordnung) (Brem.GBl. S. 796)
- Dreizehnte Verordnung zum Schutz vor Neuinfektionen mit dem Coronavirus SARS-CoV-2 (Dreizehnte Corona-Verordnung) vom 5. August 2020 (Brem.GBl. S. 798)
  - Bekanntmachung einer Entscheidung des Oberverwaltungsgerichts der Freien Hansestadt Bremen im Wege des einstweiligen Rechtsschutzes über das Verbot zur Öffnung von Shisha-Bars auf Grund der Zwölften Corona-Verordnung vom 18. August 2020 (Brem.GBl. S. 818)
- Vierzehnte Verordnung zum Schutz vor Neuinfektionen mit dem Coronavirus SARS-CoV-2 (Vierzehnte Corona-Verordnung) vom 25. August 2020 (Brem.GBl. S. 819)
  - Verordnung zur Änderung der Vierzehnten Verordnung zum Schutz vor Neuinfektionen mit dem Coronavirus SARS-CoV-2 (Brem.GBl. S. 840)
  - Zweite Verordnung zur Änderung der Vierzehnten Verordnung zum Schutz vor Neuinfektionen mit dem Coronavirus SARS-CoV-2 (Brem.GBl. S. 879)
- Fünfzehnte Verordnung zum Schutz vor Neuinfektionen mit dem Coronavirus SARS-CoV-2 (Fünfzehnte Corona-Verordnung) vom 2. September 2020 (Brem.GBl. S. 881)
- Sechzehnte Verordnung zum Schutz vor Neuinfektionen mit dem Coronavirus SARS-CoV-2 (Sechzehnte Corona-Verordnung) vom 8. September 2020 (Brem.GBl. S. 903)
- Siebzehnte Verordnung zum Schutz vor Neuinfektionen mit dem Coronavirus SARS-CoV-2 (Siebzehnte Corona-Verordnung) vom  15. September 2020 (Brem.GBl. S. 925)
- Verordnung zur weiteren Verlängerung der zulässigen Befristungsdauer nach § 117 Absatz 1 Satz 4, § 118 Absatz 1 Satz 3 und § 118a Absatz 1 Satz 3 des Bremischen Beamtengesetzes aus Anlass der COVID-19-Pandemie (Befristungsdauer-Verlängerungs-Verordnung) vom 24. September 2020 (Brem.GBl. S. 945)
  - Verordnung zur Änderung der Siebzehnten Verordnung zum Schutz vor Neuinfektionen mit dem Coronavirus SARS-CoV-2 vom 1. Oktober 2020 (Brem.GBl. S. 954)
- Achtzehnte Verordnung zum Schutz vor Neuinfektionen mit dem Coronavirus SARS-CoV-2 (Achtzehnte Corona-Verordnung) vom 6. Oktober 2020 (Brem.GBl. S. 1086)
  - Verordnung zur Änderung der Achtzehnten Verordnung zum Schutz vor Neuinfektionen mit dem Coronavirus SARS-CoV-2 vom 12. Oktober 2020 (Brem.GBl. S. 1111)
  - Dritte Verordnung zur Änderung der Achtzehnten Verordnung zum Schutz vor Neuinfektionen mit dem Coronavirus SARS-CoV-2 vom 16. Oktober 2020 (Brem.GBl. S. 1164)
- Neunzehnte Verordnung zum Schutz vor Neuinfektionen mit dem Coronavirus SARS-CoV-2 (Neunzehnte Corona-Verordnung) vom 31. Oktober 2020 (Brem.GBl. S. 1237)
  - Berichtigung der Neunzehnten Verordnung zum Schutz vor Neuinfektionen mit dem Coronavirus SARS-CoV-2 (Neunzehnte Corona-Verordnung) vom 31. Oktober 2020 (Brem.GBl. S. 1264)
  - Verordnung zur Änderung der Neunzehnten Corona-Verordnung vom 2. November 2020 (Brem.GBl. S. 1265)
- Zwanzigste Verordnung zum Schutz vor Neuinfektionen mit dem Coronavirus SARS-CoV-2 (Zwanzigste Corona-Verordnung) vom 10. November 2020 (Brem.GBl. S. 1278)
- Einundzwanzigste Verordnung zum Schutz vor Neuinfektionen mit dem Coronavirus SARS-CoV-2 (Einundzwanzigste Corona-Verordnung) vom 17. November 2020 (Brem.GBl. S. 1307)
  - Berichtigung der Einundzwanzigsten Verordnung zum Schutz vor Neuinfektionen mit dem Coronavirus SARS-CoV-2 (Einundzwanzigste Corona-Verordnung) vom 18. November 2020 (Brem.GBl. S. 1336)
- Zweiundzwanzigste Verordnung zum Schutz vor Neuinfektionen mit dem Coronavirus SARS-CoV-2 vom 30. November 2020 (Zweiundzwanzigste Corona-Verordnung) (Brem.GBl. S. 1340) mit Begründung[58]
  - Verordnung zur Änderung der Zweiundzwanzigsten Verordnung zum Schutz vor Neuinfektionen mit dem Coronavirus SARS-CoV-2 vom 11. Dezember 2020 (Brem.GBl. S. 1628) mit Begründung[59]
- Dreiundzwanzigste Verordnung zum Schutz vor Neuinfektionen mit dem Coronavirus SARS-CoV-2 (Dreiundzwanzigste Corona-Verordnung) vom 15. Dezember 2020 (Brem.GBl. S. 1634) mit Begründung[60]
  - Verordnung zur Änderung der Dreiundzwanzigsten Verordnung zum Schutz vor Neuinfektionen mit dem Coronavirus SARS-CoV-2 vom 22. Dezember 2020 (Brem.GBl. S. 1682) mit Begründung[61]
  - Zweite Verordnung zur Änderung der Dreiundzwanzigsten Verordnung zum Schutz vor Neuinfektionen mit dem Coronavirus SARS-CoV-2 vom 23. Dezember 2020 (Brem.GBl. S. 1685) mit Begründung[62]
  - Dritte Verordnung zur Änderung der Dreiundzwanzigsten Verordnung zum Schutz vor Neuinfektionen mit dem Coronavirus SARS-CoV-2 vom 8. Januar 2021 (Brem.GBl. S. 12) mit Begründung[63]
  - Vierte Verordnung zur Änderung der Dreiundzwanzigsten Verordnung zum Schutz vor Neuinfektionen mit dem Coronavirus SARS-CoV-2 vom 15. Januar 2021 (Brem.GBl. S. 18)
  - Fünfte Verordnung zur Änderung der Dreiundzwanzigsten Verordnung zum Schutz vor Neuinfektionen mit dem Coronavirus SARS-CoV-2 vom 21. Januar 2021 (Brem.GBl. S. 27)
  - Sechste Verordnung zur Änderung der Dreiundzwanzigsten Verordnung zum Schutz vor Neuinfektionen mit dem Coronavirus SARS-CoV-2 vom 27. Januar 2021 (Brem.GBl. S. 36)

#### Allgemeinverfügungen
- Allgemeinverfügung zum Verbot des Abbrennens von Feuerwerk – Androhung von Zwangsmitteln Verkündungsdatum 31. Dezember 2020
- Allgemeinverfügung zum Verbot des Außer-Haus-Verkaufs alkoholischer Getränke vom 16.12.2020, Verkündungsdatum: 17. Dezember 2020
- Allgemeinverfügung zur Ausweitung der Mund-Nasen-Bedeckungspflicht auf stark frequentierten Plätzen vom 10.12.2020, Verkündungsdatum: 16. Dezember 2020
- Allgemeinverfügung zur Ausweitung der Mund-Nasen-Bedeckungspflicht auf stark frequentierten Plätzen vom 18.11.2020, Verkündungsdatum: 19. November 2020
- Allgemeinverfügung zum Verbot des Außer-Haus-Verkaufs alkoholischer Getränke vom 27.11.2020, Verkündungsdatum: 30. November 2020

#### Sonstige Erlasse (insbesondere Bußgeldkataloge)
- Erlass der Senatorin für Gesundheit, Frauen und Verbraucherschutz über die Ahndung von Ordnungswidrigkeiten nach dem Infektionsschutzgesetz im Zusammenhang mit der Verordnung zum Schutz vor Neuinfektionen mit dem Coronavirus SARS-CoV-2 vom 3. April 2020 (Brem.ABl. S. 282)
- Erlass der Senatorin für Gesundheit, Frauen und Verbraucherschutz über die Ahndung von Ordnungswidrigkeiten nach dem Infektionsschutzgesetz im Zusammenhang mit der Verordnung zum Schutz vor Neuinfektionen mit dem Coronavirus SARS-CoV-2 vom 22. Juli 2020 (mit Bußgeldkatalog) (Brem.ABl. S. 653)
- Erlass der Senatorin für Gesundheit, Frauen und Verbraucherschutz über die Ahndung von Ordnungswidrigkeiten nach dem Infektionsschutzgesetz im Zusammenhang mit der Verordnung zum Schutz vor Neuinfektionen mit dem Coronavirus SARS-CoV-2 vom 28. August 2020 (mit Bußgeldkatalog) (Brem.ABl. S. 869)

### Hamburg
- hamburg.de/coronavirus > Verordnungen und Allgemeinverfügungen

#### Gesetze
- Gesetz zum Erlass des Covid-19-Notsituationsgesetzes sowie zur Aufhebung haushaltsrechtlicher Vorschriften vom 2. April 2020 (HmbGVBl. S. 200)
  - Gesetz zur Anpassung personalvertretungsrechtlicher Regelungen aus Anlass der Ausbreitung des Coronavirus SARS-CoV-2 vom 28. Mai 2020 (HmbGVBl. S. 314)
  - Gesetz zur Änderung des Covid-19-Notsituationsgesetzes vom 6. Oktober 2020 (HmbGVBl. S. 509)
- Gesetz zur Änderung des Gesetzes zur Bewältigung der Auswirkungen der COVID-19-Pandemie im Hochschulbereich vom 9. Februar 2022 (HmbGVBl. S. 103)

#### Verordnungen
- Verordnung zur Eindämmung der Ausbreitung des Coronavirus SARS-CoV-2 in der Freien und Hansestadt Hamburg (Hamburgische SARS-CoV-2-Eindämmungsverordnung – HmbSARS-CoV-2-EindämmungsVO) vom 2. April 2020 (HmbGVBl. S. 181)
  - Verordnung zur Änderung der Hamburgischen SARS-CoV-2-Eindämmungsverordnung vom 9. April 2020 (HmbGVBl. S. 205)
- Verordnung über allgemeinbildende schulische Abschlussprüfungen im zweiten Halbjahr des Schuljahres 2019/2020 infolge der Einschränkungen durch die Ausbreitung des Coronavirus SARS-CoV-2 vom 16. April 2020 (HmbGVBl. S. 214)
- Verordnung zur Anpassung der Prüfungsregelungen in beruflichen Bildungsgängen aus Anlass der Ausbreitung des Coronavirus SARS-CoV-2 vom 16. April 2020 (HmbGVBl. S. 216)
  - Zweite Verordnung zur Änderung der Hamburgischen SARS-CoV-2-Eindämmungsverordnung vom 17. April 2020 (HmbGVBl. S. 217)
  - Dritte Verordnung zur Änderung der Hamburgischen SARS-CoV-2-Eindämmungsverordnung vom 24. April 2020 (HmbGVBl. S. 232)
  - Vierte Verordnung zur Änderung der Hamburgischen SARS-CoV-2-Eindämmungsverordnung vom 5. Mai 2020 (HmbGVBl. S. 243)
  - Fünfte Verordnung zur Änderung der Hamburgischen SARS-CoV-2-Eindämmungsverordnung vom 12. Mai 2020 (HmbGVBl. S. 256)
  - Sechste Verordnung zur Änderung der Hamburgischen SARS-CoV-2-Eindämmungsverordnung vom 18. Mai 2020 (HmbGVBl. S. 281)
  - Siebente Verordnung zur Änderung der Hamburgischen SARS-CoV-2-Eindämmungsverordnung vom 8. Juni 2020 (HmbGVBl. S. 319)
- Verordnung zur Änderung der schulischen Prüfungs- und Zeugnisregelungen infolge der Ausbreitung des Coronavirus SARS-CoV-2 vom 11. Juni 2020 (HmbGVBl. S. 323)
  - Achte Verordnung zur Änderung der Hamburgischen SARS-CoV-2-Eindämmungsverordnung vom 15. Juni 2020 (HmbGVBl. S. 325)
- Verordnung zur Anpassung der Zulassungsbestimmungen der teilqualifizierenden Berufsfachschule Berufsqualifizierung infolge der Auswirkungen des Coronavirus SARS-CoV-2 auf den Ausbildungsmarkt vom 18. Juni 2020 (HmbGVBl. S. 338)
  - Verordnung zur Eindämmung der Ausbreitung des Coronavirus SARS-CoV-2 in der Freien und Hansestadt  Hamburg vom 30. Juni 2020 (HmbGVBl. S. 365)
  - Neunte Verordnung zur Änderung der Hamburgischen SARS-CoV-2-Eindämmungsverordnung vom 13. Juli 2020 (HmbGVBl. S. 404)
  - Zehnte Verordnung zur Änderung der Hamburgischen SARS-CoV-2-Eindämmungsverordnung vom 24. Juli 2020 (HmbGVBl. S. 411)
  - Elfte Verordnung zur Änderung der Hamburgischen SARS-CoV-2-Eindämmungsverordnung vom 7. August 2020 (HmbGVBl. S. 415)
  - Zwölfte Verordnung zur Änderung der Hamburgischen SARS-CoV-2-Eindämmungsverordnung vom 25. August 2020 (HmbGVBl. S. 417)
  - Dreizehnte Verordnung zur Änderung der Hamburgischen SARS-CoV-2-Eindämmungsverordnung vom 8. September 2020 (HmbGVBl. S. 425)
  - Vierzehnte Verordnung zur Änderung der Hamburgischen SARS-CoV-2-Eindämmungsverordnung vom 22. September 2020 (HmbGVBl. S. 477)
  - Fünfzehnte Verordnung zur Änderung der Hamburgischen SARS-CoV-2-Eindämmungsverordnung vom 2. Oktober 2020 (HmbGVBl. S. 503)
  - Sechzehnte Verordnung zur Änderung der Hamburgischen SARS-CoV-2-Eindämmungsverordnung vom 10. Oktober 2020 (HmbGVBl. S. 513)
  - Siebzehnte Verordnung zur Änderung der Hamburgischen SARS-CoV-2-Eindämmungsverordnung vom 16. Oktober 2020 (HmbGVBl. S. 521)
- Verordnung zur Verlängerung von Maßnahmen zur Bewältigung der Auswirkungen der COVID-19-Pandemie im Hochschulbereich vom 13. Oktober 2020 (HmbGVBl. S. 533)
  - Achtzehnte Verordnung zur Änderung der Hamburgischen SARS-CoV-2-Eindämmungsverordnung vom 23. Oktober 2020 (HmbGVBl. S. 543)
  - Neunzehnte Verordnung zur Änderung der Hamburgischen SARS-CoV-2-Eindämmungsverordnung vom 30. Oktober 2020 (HmbGVBl. S. 547)
  - Zwanzigste Verordnung zur Änderung der Hamburgischen SARS-CoV-2-Eindämmungsverordnung vom 6. November 2020 (HmbGVBl. S. 569)
  - Einundzwanzigste Verordnung zur Änderung der Hamburgischen SARS-CoV-2-Eindämmungsverordnung vom 13. November 2020 (HmbGVBl. S. 572)
  - Zweiundzwanzigste Verordnung zur Änderung der Hamburgischen SARS-CoV-2-Eindämmungsverordnung vom 20. November 2020 (HmbGVBl. S. 581)
  - Dreiundzwanzigste Verordnung zur Änderung der Hamburgischen SARS-CoV-2-Eindämmungsverordnung vom 27. November 2020 (HmbGVBl. S. 595)
  - Vierundzwanzigste Verordnung zur Änderung der Hamburgischen SARS-CoV-2-Eindämmungsverordnung vom 8. Dezember 2020 (HmbGVBl. S. 637)
  - Fünfundzwanzigste Verordnung zur Änderung der Hamburgischen SARS-CoV-2-Eindämmungsverordnung vom 14. Dezember 2020 (HmbGVBl. S. 659) mit Begründung (HmbGVBl. S. 662)
  - Sechsundzwanzigste Verordnung zur Änderung der Hamburgischen SARS-CoV-2-Eindämmungsverordnung vom 22. Dezember 2020 (HmbGVBl. S. 707) mit Begründung (HmbGVBl. S. 709)
- Verordnung zum Erlass und zur Änderung besonderer dienstrechtlicher Regelungen aus Anlass der SARS-CoV-2-Pandemie sowie zur Änderung der Hamburgischen Mehrarbeitsvergütungsverordnung vom 29. Dezember 2020 (HmbGVBl. S. 721)
  - Verordnung zur Änderung der Verordnung zur Verlängerung von Maßnahmen zur Bewältigung der Auswirkungen der COVID-19-Pandemie im Hochschulbereich vom 29. Dezember 2020 (HmbGVBl. S. 6)
  - Siebenundzwanzigste Verordnung zur Änderung der Hamburgischen SARS-CoV-2-Eindämmungsverordnung vom 7. Januar 2021 (HmbGVBl. S. 1) mit Begründung (HmbGVBl. S. 3)
- Verordnung zur Weiterübertragung bestimmter Ermächtigungen zum Erlass von Rechtsverordnungen nach dem Infektionsschutzgesetz (Weiterübertragungsverordnung-Infektionsschutzgesetz) vom 8. Januar 2021 (HmbGVBl. S. 9)
  - Achtundzwanzigste Verordnung zur Änderung der Hamburgischen SARS-CoV-2-Eindämmungsverordnung vom 8. Januar 2021 (HmbGVBl. S. 10)
  - Neunundzwanzigste Verordnung zur Änderung der Hamburgischen SARS-CoV-2-Eindämmungsverordnung vom 19. Januar 2021 (HmbGVBl. S. 19)
  - Dreißigste Verordnung zur Änderung der Hamburgischen SARS-CoV-2-Eindämmungsverordnung vom 21. Januar 2021 (HmbGVBl. S. 25)
  - Einunddreißigste Verordnung zur Änderung der Hamburgischen SARS-CoV-2-Eindämmungsverordnung vom 11. Februar 2021 (HmbGVBl. S. 55)
  - Zweiunddreißigste Verordnung zur Änderung der Hamburgischen SARS-CoV-2-Eindämmungsverordnung vom 19. Februar 2021 (HmbGVBl. S. 71)
  - Dreiunddreißigste Verordnung zur Änderung der Hamburgischen SARS-CoV-2-Eindämmungsverordnung vom 26. Februar 2021 (HmbGVBl. S. 107)
  - Vierunddreißigste Verordnung zur Änderung der Hamburgischen SARS-CoV-2-Eindämmungsverordnung vom 7. März 2021 (HmbGVBl. S. 121)
  - Fünfunddreißigste Verordnung zur Änderung der Hamburgischen SARS-CoV-2-Eindämmungsverordnung vom 12. März 2021 (HmbGVBl. S. 137)
  - Sechsunddreißigste Verordnung zur Änderung der Hamburgischen SARS-CoV-2-Eindämmungsverordnung vom 19. März 2021 (HmbGVBl. S. 145)
  - Siebenunddreißigste Verordnung zur Änderung der Hamburgischen SARS-CoV-2-Eindämmungsverordnung vom 26. März 2021 (HmbGVBl. S. 161)
  - Achtunddreißigste Verordnung zur Änderung der Hamburgischen SARS-CoV-2-Eindämmungsverordnung vom 1. April 2021 (HmbGVBl. S. 173)
  - Neununddreißigste Verordnung zur Änderung der Hamburgischen SARS-CoV-2-Eindämmungsverordnung vom 16. April 2021 (HmbGVBl. S. 193)
  - Verordnung zur Eindämmung der Ausbreitung des Coronavirus SARS-CoV-2 in der Freien und Hansestadt  Hamburg vom 23. April 2021 (HmbGVBl. S. 205)
  - Vierzigste Verordnung zur Änderung der Hamburgischen SARS-CoV-2-Eindämmungsverordnung vom 11. Mai 2021 (HmbGVBl. S. 295)
  - Einundvierzigste Verordnung zur Änderung der Hamburgischen SARS-CoV-2-Eindämmungsverordnung vom 20. Mai 2021 (HmbGVBl. S. 323)
  - Zweiundvierzigste Verordnung zur Änderung der Hamburgischen SARS-CoV-2-Eindämmungsverordnung vom 31. Mai 2021 (HmbGVBl. S. 349)
  - Dreiundvierzigste Verordnung zur Änderung der Hamburgischen SARS-CoV-2-Eindämmungsverordnung vom 3. Juni 2021 (HmbGVBl. S. 367)
  - Vierundvierzigste Verordnung zur Änderung der Hamburgischen SARS-CoV-2-Eindämmungsverordnung vom 10. Juni 2021 (HmbGVBl. S. 412)
  - Fünfundvierzigste Verordnung zur Änderung der Hamburgischen SARS-CoV-2-Eindämmungsverordnung vom 17. Juni 2021 (HmbGVBl. S. 459)
  - Sechsundvierzigste Verordnung zur Änderung der Hamburgischen SARS-CoV-2-Eindämmungsverordnung vom 21. Juni 2021 (HmbGVBl. S. 471)
  - Siebenundvierzigste Verordnung zur Änderung der Hamburgischen SARS-CoV-2-Eindämmungsverordnung vom 1. Juli 2021 (HmbGVBl. S. 485)
  - Achtundvierzigste Verordnung zur Änderung der Hamburgischen SARS-CoV-2-Eindämmungsverordnung vom 27. Juli 2021 (HmbGVBl. S. 543)
  - Neunundvierzigste Verordnung zur Änderung der Hamburgischen SARS-CoV-2-Eindämmungsverordnung vom 20. August 2021 (HmbGVBl. S. 567)
  - Fünfzigste Verordnung zur Änderung der Hamburgischen SARS-CoV-2-Eindämmungsverordnung vom 27. August 2021 (HmbGVBl. S. 573)
  - Einundfünfzigste Verordnung zur Änderung der Hamburgischen SARS-CoV-2-Eindämmungsverordnung vom 17. September 2021 (HmbGVBl. S. 625)
  - Zweiundfünfzigste Verordnung zur Änderung der Hamburgischen SARS-CoV-2-Eindämmungsverordnung vom 24. September 2021 (HmbGVBl. S. 649)
  - Dreiundfünfzigste  Verordnung zur Änderung der Hamburgischen SARS-CoV-2-Eindämmungsverordnung vom 22. Oktober 2021 (HmbGVBl. S. 707)
  - Vierundfünfzigste Verordnung zur Änderung der Hamburgischen SARS-CoV-2-Eindämmungsverordnung vom 19. November 2021 (HmbGVBl. S. 763)
  - Fünfundfünfzigste Verordnung zur Änderung der Hamburgischen SARS-CoV-2-Eindämmungsverordnung vom 26. November 2021 (HmbGVBl. S. 789)
  - Sechsundfünfzigste Verordnung zur Änderung der Hamburgischen SARS-CoV-2-Eindämmungsverordnung vom 3. Dezember 2021 (HmbGVBl. S. 813)
  - Siebenundfünfzigste Verordnung zur Änderung der Hamburgischen SARS-CoV-2-Eindämmungsverordnung vom 14. Dezember 2021 (HmbGVBl. S. 844)
  - Achtundfünfzigste Verordnung zur Änderung der Hamburgischen SARS-CoV-2-Eindämmungsverordnung vom 16. Dezember 2021 (HmbGVBl. S. 851)
  - Neunundfünfzigste Verordnung zur Änderung der Hamburgischen SARS-CoV-2-Eindämmungsverordnung vom 23. Dezember 2021 (HmbGVBl. S. 924)
  - Sechzigste Verordnung zur Änderung der Hamburgischen SARS-CoV-2-Eindämmungsverordnung vom 30. Dezember 2021 (HmbGVBl. S. 965)
  - Einundsechzigste Verordnung zur Änderung der Hamburgischen SARS-CoV-2-Eindämmungsverordnung vom 7. Januar 2022 (HmbGVBl. S. 3)
  - Zweiundsechzigste  Verordnung zur Änderung der Hamburgischen SARS-CoV-2-Eindämmungsverordnung vom 14. Januar 2022 (HmbGVBl. S. 29)
  - Dreiundsechzigste Verordnung zur Änderung der Hamburgischen SARS-CoV-2-Eindämmungsverordnung vom 18. Januar 2022 (HmbGVBl. S. 43)
  - Vierundsechzigste Verordnung zur Änderung der Hamburgischen SARS-CoV-2-Eindämmungsverordnung vom 28. Januar 2022 (HmbGVBl. S. 61)
  - Fünfundsechzigste Verordnung zur Änderung der Hamburgischen SARS-CoV-2-Eindämmungsverordnung vom 4. Februar 2022 (HmbGVBl. S. 79)
  - Sechsundsechzigste Verordnung zur Änderung der Hamburgischen SARS-CoV-2-Eindämmungsverordnung vom 11. Februar 2022 (HmbGVBl. S. 91)
  - Siebenundsechzigste Verordnung zur Änderung der Hamburgischen SARS-CoV-2-Eindämmungsverordnung vom 18. Februar 2022 (HmbGVBl. S. 107)
  - Achtundsechzigste Verordnung zur Änderung der Hamburgischen SARS-CoV-2-Eindämmungsverordnung vom 24. Februar 2022 (HmbGVBl. S. 127)
  - Neunundsechzigste Verordnung zur Änderung der Hamburgischen SARS-CoV-2-Eindämmungsverordnung vom 3. März 2022 (HmbGVBl. S. 140)
  - Siebzigste Verordnung zur Änderung der Hamburgischen SARS-CoV-2-Eindämmungsverordnung vom 17. März 2022 (HmbGVBl. S. 173)
- Verordnung zur Eindämmung der Ausbreitung des Coronavirus SARS-CoV-2 in der Freien und Hansestadt Hamburg vom 1. April 2022 (HmbGVBl. S. 197)
  - Einundsiebzigste Verordnung zur Änderung der Hamburgischen SARS-CoV-2-Eindämmungsverordnung vom 29. April 2022 (HmbGVBl. S. 272)
  - Zweiundsiebzigste  Verordnung zur Änderung der Hamburgischen SARS-CoV-2-Eindämmungsverordnung vom 4. Mai 2022 (HmbGVBl. S. 285)
  - Dreiundsiebzigste  Verordnung zur Änderung der Hamburgischen SARS-CoV-2-Eindämmungsverordnung vom 25. Mai 2022 (HmbGVBl. S. 333)
  - Vierundsiebzigste  Verordnung zur Änderung der Hamburgischen SARS-CoV-2-Eindämmungsverordnung vom 21. Juni 2022 (HmbGVBl. S. 365)
  - Fünfundsiebzigste  Verordnung zur Änderung der Hamburgischen SARS-CoV-2-Eindämmungsverordnung vom 19. Juli 2022 (HmbGVBl. S. 413)
- Verordnung über die örtliche Zuständigkeit der Amtsgerichte in Bußgeldsachen nach der Hamburgischen SARS-CoV-2-Eindämmungsverordnung vom 29. Juli 2022 (HmbGVBl. S. 422)

#### Allgemeinverfügungen
- Vollzug der Verordnung über die Zulassung von Personen zum Straßenverkehr (Fahrerlaubnis-Verordnung – FeV) vom 22. April 2020
- Allgemeinverfügung der Behörde für Inneres und Sport zur Aussetzung des Sonn- und Feiertagsfahrverbotes (§ 30 Absatz 3 Straßenverkehrs-Ordnung (StVO)) nach § 46 Absatz 2 StVO in Hamburg vom 18. Dezember 2020
- Vollzug der Verordnung über die Zulassung von Personen zum Straßenverkehr (Fahrerlaubnis-Verordnung – FeV) vom 22. April 2020
- Allgemeinverfügung der Behörde für Inneres und Sport zur Aussetzung des Sonn- und Feiertagsfahrverbotes (§ 30 Absatz 3 Straßenverkehrs-Ordnung (StVO)) nach § 46 Absatz 2 StVO in Hamburg vom 30. Juni 2021

#### Sonstige Normen
- Bußgeldkatalog zur SARS-CoV-2-Eindämmungsverordnung

in insgesamt 40 veröffentlichten Fassungen, zur Historie vgl. Hamburgische SARS-CoV-2-Eindämmungsverordnung#Bußgeldkataloge

### Hessen
- corona.hessen.de > Verordnungen und Allgemeinverfügungen

#### Verordnungen
- Verordnung zur Bekämpfung des Corona-Virus vom 13. März 2020 (GVBl. S. 150) [Quarantäne für Heimkehrer][64]
- Zweite Verordnung zur Bekämpfung des Corona-Virus vom 13. März 2020 (GVBl. S. 153) [Besuchsverbote, Schulbesuch][65]
  - Verordnung zur Änderung der Verordnung zur Bekämpfung des Corona-Virus sowie der Zweiten Verordnung zur Bekämpfung des CoronaVirus vom 14. März 2020 (GVBl. S. 156)
  - Zweite Verordnung zur Änderung der Verordnung zur Bekämpfung des Corona-Virus vom 16. März 2020 (GVBl. S. 169)
  - Zweite Verordnung zur Änderung der Zweiten Verordnung zur Bekämpfung des Corona-Virus vom 16. März 2020 (GVBl. S. 170)
- Dritte Verordnung zur Bekämpfung des Corona-Virus vom 14. März 2020 (GVBl. S. 161) [Kontaktbeschränkungen] [in Kraft 14. März–8. Mai 2020]
- Vierte Verordnung zur Bekämpfung des Corona-Virus vom 17. März 2020 (GVBl. S. 167) [Betriebsschließungen] [in Kraft 18. März–8. Mai 2020]
- Fünfte Verordnung zur Bekämpfung des Corona-Virus vom 16. März 2020 (GVBl. S. 166) [medizinische Eingriffe, Beatmungsgeräte, Leichenschau]
  - Verordnung zur Anpassung der Verordnungen zur Bekämpfung des Corona-Virus vom 20. März 2020 (GVBl. S. 178)
  - Zweite Verordnung zur Anpassung der Verordnungen zur Bekämpfung des Corona-Virus vom 23. März 2020 (GVBl. S. 190)
  - Verordnung über die Meldepflicht für Beatmungsgeräte und zur Anpassung weiterer Verordnungen zur Bekämpfung des Corona-Virus (Dritte Verordnung zur Anpassung der Verordnungen zur Bekämpfung des CoronaVirus) vom 27. März 2020 (GVBl. S. 206)
  - Vierte Verordnung zur Anpassung der Verordnungen zur Bekämpfung des Corona-Virus vom 30. März 2020 (GVBl. S. 214)
  - Verordnung zum Umgang mit und zur Einführung einer Meldepflicht von persönlicher Schutzausrüstung sowie zur Anpassung weiterer Verordnungen zur Bekämpfung des Corona-Virus vom 2. April 2020 (GVBl. S. 238); darin:
- Sechste Verordnung zur Bekämpfung des Corona-Virus vom 2. April 2020 (GVBl. S. 238) [Meldepflicht für Schutzausrüstung]
  - Fünfte Verordnung zur Anpassung der Verordnungen zur Bekämpfung des Corona-Virus vom 8. April 2020 (GVBl. S. 246)
  - Sechste Verordnung zur Anpassung der Verordnungen zur Bekämpfung des Corona-Virus vom 16. April 2020 (GVBl. S. 262)
  - Siebente Verordnung zur Anpassung der Verordnungen zur Bekämpfung des Corona-Virus vom 21. April 2020 (GVBl. S. 270) [Mund-Nasen-Bedeckung]
  - Dritte Verordnung zur Änderung der Zweiten Verordnung zur Bekämpfung des Corona-Virus vom 23. April 2020 (GVBl. S. 278)
  - Achte Verordnung zur Anpassung der Verordnungen zur Bekämpfung des Corona-Virus vom 27. April 2020 (GVBl. S. 282) [Gottesdienste und Seniorenheime]
  - Neunte Verordnung zur Anpassung der Verordnungen zur Bekämpfung des Corona-Virus vom 1. Mai 2020 (GVBl. S. 290) [Friseursalons, Spielplätze, Kultureinrichtungen, Operationen]
  - Zehnte Verordnung zur Anpassung der Verordnungen zur Bekämpfung des Corona-Virus vom 7. Mai 2020 (GVBl. S. 298) [Lockerungen]
- Verordnung zur Beschränkung von sozialen Kontakten und des Betriebes von Einrichtungen und von Angeboten aufgrund der Corona-Pandemie (Corona-Kontakt- und Betriebsbeschränkungsverordnung) vom 7. Mai 2020 (GVBl. S. 302)[66]
  - Verordnung zur Änderung der Corona-Kontakt- und Betriebsbeschränkungsverordnung vom 12. Mai 2020 (GVBl. S. 311)
- Verordnung über die Bestimmung von Zuständigkeiten nach dem Infektionsschutzgesetz vom 12. Mai 2020 (GVBl. S. 314)
  - Elfte Verordnung zur Anpassung der Verordnungen zur Bekämpfung des Corona-Virus vom 18. Mai 2020 (GVBl. S. 334) [Quarantäne]
  - Zwölfte Verordnung zur Anpassung der Verordnungen zur Bekämpfung des Corona-Virus vom 25. Mai 2020 (GVBl. S. 342) [Weitere Anpassungen]
  - Dreizehnte Verordnung zur Anpassung der Verordnungen zur Bekämpfung des Corona-Virus vom 9. Juni 2020 (GVBl. S. 380) [Weitere Lockerungen]
  - Dritte Verordnung zur Änderung der Verordnung zur Bekämpfung des Corona-Virus vom 12. Juni 2020  (GVBl. S. 390) [Quarantäne]
  - Vierzehnte Verordnung zur Anpassung der Verordnungen zur Bekämpfung des Corona-Virus vom 15. Juni 2020 (GVBl. S. 394)
  - Dritte Verordnung zur Änderung der Corona-Kontakt- und Betriebsbeschränkungsverordnung vom 25. Juni 2020 (GVBl. S. 426) [Beherbergungsverbot]
  - Fünfzehnte Verordnung zur Anpassung der Verordnungen zur Bekämpfung des Corona-Virus vom 1. Juli 2020 (GVBl. S. 473)
  - Sechzehnte Verordnung zur Anpassung der Verordnungen zur Bekämpfung des Corona-Virus vom 20. Juli 2020 (GVBl. S. 502)
  - Siebzehnte Verordnung zur Anpassung der Verordnungen zur Bekämpfung des Corona-Virus vom 11. August 2020 (GVBl. S. 538)
  - Achtzehnte Verordnung zur Anpassung der Verordnungen zur Bekämpfung des Corona-Virus vom 15. September 2020 (GVBl. S. 583)
  - Vierte Verordnung zur Änderung der Corona-Kontakt- und Betriebsbeschränkungsverordnung vom 29. September 2020 (GVBl. S. 590)
  - Neunzehnte Verordnung zur Anpassung der Verordnungen zur Bekämpfung des Corona-Virus vom 12. Oktober 2020 (GVBl. S. 718)
  - Verordnung zur Änderung der Verordnung über die Bestimmung von Zuständigkeiten nach dem Infektionsschutzgesetz und der Pflegeunterstützungsverordnung vom 12. Oktober 2020 (GVBl. S. 721)
  - Zwanzigste Verordnung zur Anpassung der Verordnungen zur Bekämpfung des Corona-Virus vom 19. Oktober 2020 (GVBl. S. 726)
  - Einundzwanzigste Verordnung zur Anpassung der Verordnungen zur Bekämpfung des Corona-Virus vom 29. Oktober 2020 (GVBl. S. 734)
  - Fünfte Verordnung zur Änderung der Corona-Kontakt- und Betriebsbeschränkungsverordnung vom 2. November 2020 (GVBl. S. 742)
  - Zweite Verordnung zur Änderung der Verordnung über die Bestimmung von Zuständigkeiten nach dem Infektionsschutzgesetz vom 2. November 2020 (GVBl. S. 747)
  - Sechste Verordnung zur Änderung der Corona-Kontakt- und Betriebsbeschränkungsverordnung vom 6. November 2020 (GVBl. S. 746)
  - Zweiundzwanzigste Verordnung zur Anpassung der Verordnungen zur Bekämpfung des Corona-Virus vom 26. November 2020 (GVBl. S. 826) mit Begründung (GVBl. S. 843)
- Verordnung zur Bekämpfung des Corona-Virus (Corona-Quarantäneverordnung) vom 26. November 2020 (neu erlassen in GVBl. S. 826)[67]
- Zweite Verordnung zur Bekämpfung des Corona-Virus (Corona-Einrichtungsschutzverordnung) vom 26. November 2020 [neu erlassen durch Art. 2 der Zweiundzwanzigsten Verordnung zur Anpassung der Verordnungen zur Bekämpfung des Corona-Virus vom 26. November 2020 (GVBl. S. 826, 832)][68]
- Verordnung zur Beschränkung von sozialen Kontakten und des Betriebes von Einrichtungen und von Angeboten aufgrund der Corona-Pandemie (Corona-Kontakt- und Betriebsbeschränkungsverordnung) vom 26. November 2020 [neu erlassen durch Art. 3 der Zweiundzwanzigsten Verordnung zur Anpassung der Verordnungen zur Bekämpfung des Corona-Virus vom 26. November 2020 (GVBl. S. 826, 837)][69]
  - Dreiundzwanzigste Verordnung zur Anpassung der Verordnungen zur Bekämpfung des Corona-Virus vom 14. Dezember 2020 (GVBl. S. 866) mit Begründung (GVBl. S. 869)
  - Siebte Verordnung zur Änderung der Corona-Kontakt- und Betriebsbeschränkungsverordnung vom 21. Dezember 2020 (GVBl. S. 953)[70] mit Begründung (GVBl. S. 954)[71]
  - Vierundzwanzigste Verordnung zur Anpassung der Verordnungen zur Bekämpfung des Corona-Virus vom 7. Januar 2021 (GVBl. S. 2)[72][73][74] mit Begründung (GVBl. S. 4)
  - Fünfundzwanzigste Verordnung zur Anpassung der Verordnungen zur Bekämpfung des Corona-Virus vom 20. Januar 2021 (GVBl. S. 26) mit Begründung[75]
  - Sechsundzwanzigste Verordnung zur Anpassung der Verordnungen zur Bekämpfung des Corona-Virus vom 1. Februar 2021 (GVBl. S. 38) mit Begründung (GVBl. S. 39)
  - Siebenundzwanzigste Verordnung zur Anpassung der Verordnungen zur Bekämpfung des Corona-Virus vom 11. Februar 2021 (GVBl. S. 74) mit Begründung (GVBl. S. 79)[76]
  - Achtundzwanzigste Verordnung zur Anpassung der Verordnungen zur Bekämpfung des Corona-Virus vom 4. März 2021 (GVBl. S. 142) mit Begründung (GVBl. S. 146)
  - Neunundzwanzigste Verordnung zur Anpassung der Verordnungen zur Bekämpfung des Corona-Virus vom 15. März 2021 (GVBl. S. 154) mit Begründung (GVBl. S. 156)
  - Dreißigste Verordnung zur Anpassung der Verordnungen zur Bekämpfung des Corona-Virus vom 24. März 2021 (GVBl. S. 186) mit Begründung  (GVBl. S. 187)
  - Zweite Verordnung zur Änderung der Verordnung zur Bestimmung von Zuständigkeiten auf dem Gebiet des Infektionsschutzes zur Bekämpfung des Corona-Virus und der Pflegeunterstützungsverordnung vom 8. April 2021 (GVBl. S. 206)
  - Einunddreißigste Verordnung zur Anpassung der Verordnungen zur Bekämpfung des Corona-Virus vom 12. April 2021 (GVBl. S. 207) mit Begründung (GVBl. S. 209)
  - Zweiunddreißigste Verordnung zur Anpassung der Verordnungen zur Bekämpfung des Corona-Virus vom 23. April 2021 (GVBl. S. 214) mit Begründung (GVBl. S. 219)
  - Vierte Verordnung zur Änderung der Verordnung zur Bestimmung von Zuständigkeiten auf dem Gebiet des Infektionsschutzes zur Bekämpfung des Corona-Virus vom 23. April 2021 (GVBl. S. 223)
  - Dreiunddreißigste Verordnung zur Anpassung der Verordnungen zur Bekämpfung des Corona-Virus vom 5. Mai 2021 (GVBl. S. 236) mit Begründung (GVBl. S. 238)
  - Vierunddreißigste Verordnung zur Anpassung der Verordnungen zur Bekämpfung des Corona-Virus vom 10. Mai 2021 (GVBl. S. 242) mit Begründung (GVBl. S. 247)
  - Fünfunddreißigste Verordnung zur Anpassung der Verordnungen zur Bekämpfung des Corona-Virus vom 12. Mai 2021 (GVBl. S. 254) mit Begründung (GVBl. S. 261)
  - Sechsunddreißigste Verordnung zur Anpassung der Verordnungen zur Bekämpfung des Corona-Virus vom 26. Mai 2021 (GVBl. S. 272) mit Begründung  (GVBl. S. 274)
- Verordnung zum Schutz der Bevölkerung vor Infektionen mit dem Coronavirus SARS-CoV 2 vom 22. Juni 2021 (GVBl. S. 282)

#### Sonstige Regelungen, Auslegungshinweise usw.
- Anwendungshinweise / Richtlinien für den Vollzug der Ge- und Verbote aus den Corona-Verordnungen Stand: 17. Mai 2021 (mit Regelsätzen für Bußgelder bei Verstößen)
- Auslegungshinweise zur Verordnung zur Beschränkung sozialer Kontakte und des Betriebs von Einrichtungen und Angeboten aufgrund der Corona-Pandemie (Corona-Kontakt-und Betriebsbeschränkungsverordnung) Stand: 29. März 2021
- Auslegungshinweise zur Verordnung zur Beschränkung sozialer Kontakte und des Betriebs von Einrichtungen und Angeboten aufgrund der Corona-Pandemie (Corona-Kontakt- und Betriebsbeschränkungsverordnung) Stand: 19. Februar 2021
- Anwendungshinweise / Richtlinien für den Vollzug der Ge- und Verbote aus den Corona-Verordnungen (Stand 14. Februar 2021)
- Informationen zur Mund-Nasen-Bedeckung
- Auslegungshinweise zur Verordnung zur Beschränkung sozialer Kontakte und des Betriebs von Einrichtungen und Angeboten aufgrund der Corona-Pandemie (Corona-Kontakt- und Betriebsbeschränkungsverordnung) Stand: 1. Dezember 2020
- Anwendungshinweise / Richtlinien für den Vollzug der Ge- und Verbote aus den Corona-Verordnungen, Hessisches Ministerium für Soziales und Integration; Hessisches Ministerium des Innern und für Sport. (Inklusive Regelsätze bei Verstößen/Bußgeldkatalog) Stand: 2. November 2020
- Auslegungshinweise zur Verordnung zur Beschränkung sozialer Kontakte und des Betriebs von Einrichtungen und Angeboten aufgrund der Corona-Pandemie (Corona-Kontakt- und Betriebsbeschränkungsverordnung), Hessisches Ministerium für Soziales und Integration; Hessisches Ministerium des Innern und für Sport. Stand: 16. Dezember 2020
- Anwendungshinweise / Richtlinien für den Vollzug der Ge- und Verbote aus den Corona-Verordnungen, Hessisches Ministerium für Soziales und Integration; Hessisches Ministerium des Innern und für Sport. (Inklusive Regelsätze bei Verstößen/Bußgeldkatalog) Stand: 16. Dezember 2020
- Auslegungshinweise zur Verordnung zur Beschränkung sozialer Kontakte und des Betriebs von Einrichtungen und Angeboten aufgrund der Corona-Pandemie (Corona-Kontakt- und Betriebsbeschränkungsverordnung), Hessisches Ministerium für Wirtschaft, Energie, Verkehr und Wohnen; Hessisches Ministerium für Soziales und Integration. Stand: 21. Dezember 2020
- Auslegungshinweise zur Verordnung zur Beschränkung sozialer Kontakte und des Betriebs von Einrichtungen und Angeboten aufgrund der Corona-Pandemie (Corona-Kontakt- und Betriebsbeschränkungsverordnung), Hessisches Ministerium für Wirtschaft, Energie, Verkehr und Wohnen; Hessisches Ministerium für Soziales und Integration. Stand: 11. Januar 2021

### Mecklenburg-Vorpommern
- regierung-mv.de/corona/ > Verordnungen und Dokumente
  - > Ministerium für Wirtschaft, Arbeit und Gesundheit > Wichtige Informationen zum Coronavirus

#### Gesetze
- Haushaltsbegleitgesetz zum Nachtragshaushaltsgesetz 2020 vom 1. April 2020 (GVOBl. M-V S. 140), enthält:
  - Gesetz über die Errichtung eines Sondervermögens „MV-Schutzfonds“ (GVOBl. M-V S. 140)
  - Gesetz über den Tilgungsplan für Kredite auf Grundlage der Kreditermächtigung gemäß § 2 Absatz 2a Haushaltsgesetz 2020/2021 (GVOBl. M-V S. 140)

#### Verordnungen
- Verordnung der Landesregierung über Maßnahmen zur Bekämpfung der Ausbreitung des neuartigen Coronavirus SARS-CoV-2 in Mecklenburg-Vorpommern vom 17. März 2020 (GVOBl. M-V S. 82), geändert durch:
  - Zweite Verordnung der Landesregierung über Maßnahmen zur Bekämpfung der Ausbreitung des neuartigen Coronavirus SARS-CoV-2 in Mecklenburg-Vorpommern vom 21. März 2020 (GVOBl. M-V S. 86)
  - Dritte Verordnung der Landesregierung über Maßnahmen zur Bekämpfung der Ausbreitung des neuartigen Coronavirus SARS-CoV-2 in Mecklenburg-Vorpommern vom 23. März 2020 (GVOBl. M-V S. 90)
- Verordnung der Landesregierung über Maßnahmen zur Bekämpfung der Ausbreitung des neuartigen Coronavirus SARS-CoV-2 in Mecklenburg-Vorpommern vom 3. April 2020 (GVOBl. M-V S. 130, ber. S. 148), geändert durch:
  - Erste Verordnung der Landesregierung zur Änderung der Verordnung über Maßnahmen zur Bekämpfung der Ausbreitung des neuartigen Coronavirus SARS-CoV-2 in Mecklenburg-Vorpommern vom 8. April 2020 (GVOBl. M-V S. 146)
  - Zweite Verordnung der Landesregierung zur Änderung der Verordnung über Maßnahmen zur Bekämpfung der Ausbreitung des neuartigen Coronavirus SARS-CoV-2 in Mecklenburg-Vorpommern vom 16. April 2020 (GVOBl. M-V S. 154)
- Verordnung der Landesregierung zu Quarantänemaßnahmen für Ein- und Rückreisende zur Bekämpfung des neuartigen Coronavirus SARS-CoV-2 in Mecklenburg-Vorpommern vom 9. April 2020 (GVOBl. M-V S. 150)
- Verordnung der Landesregierung MV gegen das neuartige Coronavirus vom 17. April 2020 (GVOBl. M-V S. 158), enthält:
  - Verordnung der Landesregierung zum Schutz gegen das neuartige Coronavirus in Mecklenburg-Vorpommern (GVOBl. M-V S. 158), geändert durch:
    - Erste Verordnung der Landesregierung zur Änderung der Corona-Schutz-VO MV vom 22. April 2020 (GVOBl. M-V S. 194)
    - Zweite Verordnung der Landesregierung zur Änderung der Corona-Schutz-VO MV vom 23. April 2020 (GVOBl. M-V S. 199)
    - Dritte Verordnung der Landesregierung zur Änderung der Corona-Schutz-VO MV vom 29. April 2020 (GVOBl. M-V S. 204, ber. S. 210)
    - Vierte Verordnung der Landesregierung zur Änderung der Corona-Schutz-VO MV vom 30. April 2020 (GVOBl. M-V S. 214)
    - Fünfte Verordnung der Landesregierung zur Änderung der Corona-Schutz-VO MV vom 6. Mai 2020 (GVOBl. M-V S. 218)
- Verordnung zur Änderung der Lehrervorbereitungsdienstverordnung und der Lehrerprüfungsverordnung infolge des neuartigen Coronavirus SARS-CoV-2 vom 7. Mai 2020 (GVOBl. M-V S. 222)
- Verordnung der Landesregierung MV zum Übergang nach den Corona-Schutz-Maßnahmen vom 8. Mai 2020 (GVOBl. M-V S. 230), enthält:
  - Verordnung der Landesregierung zum dauerhaften Schutz gegen das neuartige Coronavirus in Mecklenburg-Vorpommern (GVOBl. M-V S. 230), geändert durch:
    - Erste Verordnung der Landesregierung zur Änderung der Verordnung zum dauerhaften Schutz gegen das neuartige Coronavirus in Mecklenburg-Vorpommern (GVOBl. M-V S. 254)
- Corona-Landesverordnung Mecklenburg-Vorpommern (Corona-LVO M-V) vom 28. November 2020 (GVOBl. M-V S. 1158) mit Begründung[77]
- Zweite Verordnung der Landesregierung zu Quarantänemaßnahmen für Ein- und Rückreisende zur Bekämpfung des neuartigen Coronavirus SARS-CoV-2 in Mecklenburg-Vorpommern (2. SARS-CoV-2-Quarantäneverordnung – 2. SARS-CoV-2-QuarV) vom 28. November 2020 (GVOBl. M-V S. 1249) mit Begründung[78]
- Verordnung zum Besuch von Kindertageseinrichtungen zur Eindämmung der Atemwegserkrankung COVID-19/Übertragung von SARS-CoV-2 (Corona-Kindertagesförderungsverordnung - Corona-KiföVO M-V) vom 2. Dezember 2020 (GVOBl. M-V S. 1303)
- Verordnung zum Umgang mit dem Coronavirus SARS-CoV-2 in Einrichtungen, Angeboten, Diensten und Leistungen der Rechtskreise SGB IX, SGB XI und SGB XII (Pflege und Soziales Corona-VO M-V) vom 11. Dezember 2020 (GVOBl. M-V S. 1313)
  - Erste Verordnung zur Änderung der Verordnung zum Besuch von Kindertageseinrichtungen zur Eindämmung der Atemwegserkrankung COVID-19/Übertragung von SARS-CoV-2 (Erste Änderungsverordnung der Corona-Kindertagesförderungsverordnung – 1. Corona-KiföVO ÄndVO M-V) vom 15. Dezember 2020 (GVOBl. M-V S. 1325)
  - Erste Verordnung zur Änderung der Verordnung zum Umgang mit dem Coronavirus SARS-CoV-2 in Einrichtungen, Angeboten, Diensten und Leistungen der Rechtskreise SGB IX, SGB XI und SGB XII (Erste Pflege und Soziales Corona-VO M-V-Änderungsverordnung) vom 15. Dezember 2020 (GVOBl. M-V S. 1326)
  - Verordnung der Landesregierung zur Änderung der Corona-LVO M-V vom 15. Dezember 2020 (GVOBl. M-V S. 1329)[79] mit Begründung[80]
  - Verordnung der Landesregierung zur der Änderung der 2. SARS-CoV-2-Quarantäneverordnung und zur Änderung der Corona-LVO M-V Vom 18. Dezember 2020 (GVOBl. M-V S. 1414) mit Begründung[81]
- Verordnung zur Corona bedingten Regelung der Besuchs-, Betretens- und Leistungsbeschränkungen in stationären Vorsorge- und Rehabilitationseinrichtungen mit denen ein Vertrag der Kostenträger nach § 111 oder § 111a Sozialgesetzbuch Fünftes Buch besteht Vom 21. Dezember 2020 (GVOBl. M-V S. 1422)
  - Zweite Verordnung zur Änderung der Verordnung zum Besuch von Kindertageseinrichtungen zur Eindämmung der Atemwegserkrankung COVID-19/Übertragung von SARS-CoV-2 (Zweite Änderungsverordnung der Corona-Kindertagesförderungsverordnung – 2. Corona-KiföVO ÄndVO M-V) Vom 8. Januar 2021 (GVOBl. M-V S. 4)
  - Fünfte Verordnung zur Änderung der Schul-Corona-Verordnung Vom 8. Januar 2021 (GVOBl. M-V S. 7)
  - Verordnung der Landesregierung zur Änderung der Corona-LVO M-V und zur Änderung der 2. SARS-CoV-2-Quarantäneverordnung – 2. SARS-CoV-2-QuarV Vom 8. Januar 2021 (GVOBl. M-V S. 9)[82][83]
  - Sechste Verordnung zur Änderung der Schul-Corona-Verordnung Vom 22. Januar 2021 (GVOBl. M-V S. 55)
  - Dritte Verordnung zur Änderung der Verordnung zum Besuch von Kindertageseinrichtungen zur Eindämmung der Atemwegserkrankung COVID-19 / Übertragung von SARS-CoV-2 (Dritte Änderungsverordnung der Corona-Kindertagesförderungsverordnung – 3. Corona-KiföVO ÄndVO M-V) Vom 22. Januar 2021 (GVOBl. M-V S. 57)
  - Verordnung der Landesregierung zur Änderung der Corona-LVO M-V und zur Änderung der 2. SARS-CoV-2-Quarantäneverordnung Vom 22. Januar 2021 (GVOBl. M-V S. 58) mit Begründung[84]

#### Allgemeinverfügungen
- Allgemeinverfügung der Landesregierung zum Besuch von Schulen, Einrichtungen der Kindertagesförderung und der Kindertagespflege zur Eindämmung der Atemwegserkrankung COVID-19/Übertragung von SARS-CoV-2 ab dem 16. März 2020 vom 14. März 2020 (AmtsBl. M-V S. 126, ber. S. 145), geändert durch:
- Allgemeinverfügung zur Ausnahmebewilligung zur Beschäftigung von Arbeitnehmern an Sonn- und Feiertagen und für Abweichungen von bestimmten Beschränkungen des Arbeitszeitgesetzes aus Anlass der Ausbreitung des Coronavirus (SARS-CoV-2) in Deutschland gemäß § 15 Absatz 2 Arbeitszeitgesetz (ArbZG) vom 20. März 2020 (AmtsBl. M-V S. 134)
- Allgemeinverfügung der Landesregierung zum Besuch von Schulen, Kindertageseinrichtungen und der Kindertagespflege zur Eindämmung der Atemwegserkrankung COVID-19/Übertragung von SARS-CoV-2 vom 17. April 2020 (AmtsBl. M-V S. 182)
- Allgemeinverfügung des Ministeriums für Wirtschaft Arbeit und Gesundheit Mecklenburg-Vorpommern für Personen, die bereits innerhalb der letzten zehn Tage nach Mecklenburg-Vorpommern eingereist sind und die sich in den letzten zehn Tagen vor der Einreise im Vereinigten Königreich von Großbritannien und Nordirland, der Republik Südafrika aufgehalten haben vom 22. Dezember 2020 (PDF)

#### Sonstige Erlasse
- Erlass des Ministeriums für Wirtschaft, Arbeit und Gesundheit für Regelungen des Besuchs und des Betretens sozialer Institutionen und weiterer kontaktvermeidender Maßnahmen ab dem 20. März 2020 vom 20. März 2020 (AmtsBl. M-V S. 143)

- Erlass des Ministeriums für Soziales, Integration und Gleichstellung zum Sozialdienstleister-Einsatzgesetz vom 27. März 2020 (BGBl. I S. 575, 578) für Leistungen nach dem Achten Buch Sozialgesetzbuch (SGB VIII), Teil 2 des Neunten Buches Sozialgesetzbuch (SGB IX) und dem Zwölften Buch Sozialgesetzbuch (SGB XII) vom 7. April 2020 (AmtsBl. M-V S. 171)

- Erlass über die Vergabe öffentlicher Aufträge im Zusammenhang mit der Corona-Pandemie vom 14. April 2020 (AmtsBl. M-V S. 160)

### Niedersachsen
- Aktuelle Informationen zum Coronavirus > Vorschriften der Landesregierung

#### Gesetze
- Gesetz zur Änderung niedersächsischer Rechtsvorschriften aus Anlass der COVID-19-Pandemie Vom 15. Juli 2020 (Nds. GVBl. S. 244)
- Gesetz zur Änderung verschiedener Rechtsvorschriften aus Anlass der COVID-19-Pandemie Vom 16. März 2021 (Nds. GVBl. S. 133)
- 1. Nachtragshaushaltsgesetz 2020 (Nds. GVBl. Jg. 74 Nr. 5 S. 41ff)
- 2. Nachtragshaushaltsgesetz 2020 (Nds. GVBl. Jg. 74 Nr. 27 S. 239ff)

#### Verordnungen
- Niedersächsische Verordnung zur Bekämpfung der Corona-Virus-Krankheit COVID-19 Vom 27. März 2020 (GVBl. S. 37)[85] (geändert am 17. April 2020)
- Niedersächsische Verordnung zur Beschränkung sozialer Kontakte anlässlich der Corona-Pandemie Vom 27. März 2020 (GVBl. S. 48)[86] (aufgehoben am 3. April 2020)
- Niedersächsische Verordnung über die Beschränkung sozialer Kontakte zur Eindämmung der Corona-Pandemie Vom 2. April 2020 (GVBl. S. 55)[87] (aufgehoben am 7. April 2020)
- Niedersächsische Verordnung über die Beschränkung sozialer Kontakte zur Eindämmung der Corona-Pandemie Vom 7. April 2020 (GVBl. S. 63)[88] (geändert am 10. April 2020 und aufgehoben am 19. April 2020)
- Verordnung zur Änderung der Niedersächsischen Verordnung über die Beschränkung sozialer Kontakte zur Eindämmung der Corona-Pandemie vom 9. April 2020 (GVBl. S. 70)[89]
- Niedersächsische Verordnung zum Schutz vor Neuinfektionen mit dem Corona-Virus Vom 17. April 2020 (GVBl. S. 74)[90]
- Niedersächsische Verordnung über Maßnahmen zur Eindämmung des Corona-Virus SARS-CoV-2 (Niedersächsische Corona-Verordnung) Vom 30. Oktober 2020 (GVBl. S. 368)[91] Ab 1. Dezember geltende geänderte Fassung (Lesefassung)[92]
  - Verordnung zur Änderung der Niedersächsischen Corona-Verordnung und der Niedersächsischen Quarantäne-Verordnung Vom 27. November 2020 (GVBl. S. 408) mit Begründung zur Niedersächsischen Corona-Verordnung (GVBl. S. 411) und Begründung zur Niedersächsischen Quarantäne-Verordnung (GVBl. S. 429)
  - Verordnung zur Änderung der Niedersächsischen Corona-Verordnung und der Niedersächsischen Quarantäne-Verordnung Vom 11. Dezember 2020 (GVBl. S. 456) mit Begründung (GVBl. S. 457)
  - Verordnung zur Änderung der Niedersächsischen Corona-Verordnung Vom 15. Dezember 2020 (Nds. GVBl. S. 488)[93] mit Begründung (Nds. GVBl. S. 491)
  - Verordnung zur Änderung der Niedersächsischen Corona-Verordnung und der Niedersächsischen Quarantäne-Verordnung Vom 18. Dezember 2020 (Nds. GVBl. S. 561)[94][95][96] mit Begründung (Nds. GVBl. S. 562)[94]
  - Verordnung zur Änderung der Niedersächsischen Corona-Verordnung Vom 22. Dezember 2020 (Nds. GVBl. S. 576)[97][98] mit Begründung (Nds. GVBl. S. 577)[97]
  - Verordnung zur Änderung der Niedersächsischen Corona-Verordnung und der Niedersächsischen Quarantäne-Verordnung Vom 8. Januar 2021 (Nds. GVBl. S. 3)[99][100] mit Begründung (Nds. GVBl. S. 6)
  - Verordnung zur Änderung der Niedersächsischen Corona-Verordnung Vom 22. Januar 2021 (Nds. GVBl. S. 26)
  - Verordnung zur Änderung der Niedersächsischen Corona-Verordnung und der Niedersächsischen Quarantäne-Verordnung Vom 12. Februar 2021 (Nds. GVBl. S. 55)
  - Verordnung zur Änderung der Niedersächsischen Corona-Verordnung Vom 12. März 2021  (Nds. GVBl. S. 120)[101] mit Begründung (Nds. GVBl. S. 123)
  - Verordnung zur Änderung der Niedersächsischen Corona-Verordnung und der Niedersächsischen Quarantäne-Verordnung Vom 27. März 2021 (Nds. GVBl. S. 166) mit Begründung (Nds. GVBl. S. 172)

#### Weitere Veröffentlichungen
- Allgemeinverfügung zur Durchführung des Arbeitszeitgesetzes – ArbZG: Ausnahmebewilligung zur Beschäftigung von Arbeitnehmerinnen und Arbeitnehmern in Krankenhäusern und anderen Einrichtungen zur Behandlung, Pflege und Betreuung von Personen über die gesetzliche Höchstarbeitszeit hinaus aufgrund der Ausbreitung des Corona-Virus gemäß § 15 Abs. 2 ArbZG Vom 20. März 2020[102]
- Bußgeldkatalog: Runderlass vom 27. April 2020 (MBl. Nr. 19, S. 483[103])
- Bußgeldkatalog, in: Ahndung von Zuwiderhandlungen gegen die Niedersächsische Corona-Verordnung, Runderlass vom 26. August 2020 (Nds. MBl. 2020 Nr. 40, S. 891)[104]
- Allgemeinverfügung zur Durchführung des Arbeitszeitgesetzes – ArbZG – Ausnahmebewilligung zur Beschäftigung von Arbeitnehmerinnen und Arbeitnehmern an Sonn- und Feiertagen und für Abweichungen von bestimmten Beschränkungen des ArbZG in Deutschland gemäß § 15 Abs. 2 ArbZG Vom 21. Oktober 2020 (Nds. MBl. 2020 Nr. 49, S. 1179)[105]
- Bußgeldkatalog, in: Ahndung von Zuwiderhandlungen gegen die Niedersächsische Corona-Verordnung, Runderlass vom 25. November 2020[106]

### Nordrhein-Westfalen
- land.nrw/corona > Aktuelle Verordnungen
- Ministerium für Arbeit, Gesundheit und Soziales NRW > Gesundheit > Coronavirus > Rechtliche Regelungen (Verordnungen, Allgemeinverfügungen und Erlasse des Landes)

#### Gesetze
- Gesetz zur Anpassung bestehenden Landesrechts an die COVID-19-Pandemie und sonstige pandemiebedingte Sondersituationen Vom 1. Dezember 2020 (GV. NRW. S. 1109)
- Gesetz hinsichtlich weiterer Maßnahmen zur Bewältigung der Corona-Pandemie im Hochschulbereich Vom 1. Dezember 2020 (GV. NRW. S. 1110)
- Gesetz zur Ausführung des Gesetzes zum Ausgleich von Gewerbesteuermindereinnahmen der Gemeinden in Folge der COVID-19-Pandemie durch Bund und Länder (Gewerbesteuerausgleichsgesetz Nordrhein-Westfalen – GewStAusgleichsG NRW) Vom 1. Dezember 2020 (GV. NRW. S. 1111)
- Feststellung des Landtags Nordrhein-Westfalen zu einer epidemischen Lage von landesweiter Tragweite Vom 27. November 2020 (GV. NRW. S. 1097a)
- Feststellung des Landtags Nordrhein-Westfalen zu einer epidemischen Lage von landesweiter Tragweite Vom 30. Oktober 2020 (GV. NRW. S. 1052b)
- Gesetz zur Isolierung der aus der COVID-19-Pandemie folgenden Belastungen in den kommunalen Haushalten und zur Sicherung der kommunalen Handlungsfähigkeit sowie zur Anpassung weiterer landesrechtlicher Vorschriften Vom 29. September 2020 (GV. NRW. S. 916)
- Gesetz zur Änderung der Wasserverbandsgesetze aufgrund der Corona-Pandemie Vom 29. Mai 2020 (GV. NRW. S. 376)
- Gesetz zur konsequenten und solidarischen Bewältigung der COVID-19-Pandemie in Nordrhein-Westfalen und zur Anpassung des Landesrechts im Hinblick auf die Auswirkungen einer Pandemie Vom 14. April 2020 (GV. NRW. S. 218b, ber. S. 304a)
- NRW-Rettungsschirmgesetz Vom 24. März 2020 (GV. NRW. S. 186)
- Nachtragshaushaltsgesetz 2020 Vom 24. März 2020 (GV. NRW. S. 189)

#### Verordnungen
- Vierzehnte Verordnung zur Änderung von Rechtsverordnungen zum Schutz vor dem Coronavirus SARS-CoV-2 Vom 29. Januar 2021 (GV. NRW. S. 36a)
- Dreizehnte Verordnung zur Änderung von Rechtsverordnungen zum Schutz vor dem Coronavirus SARS-CoV-2 Vom 28. Januar 2021 (GV. NRW. S. 36)
- Verordnung zur Änderung der Coronaschutzverordnung vom 7. Januar 2021 Vom 21. Januar 2021 (GV. NRW. S. 22b)
- Verordnung zur Änderung der Coronaregionalverordnung vom 11. Januar 2021 Vom 18. Januar 2021 (GV. NRW. S. 28a)
- Verordnung zur Regelung von Absonderungen nach § 30 des Infektionsschutzgesetzes (Quarantäneverordnung NRW) Vom 18. Januar 2021 (GV. NRW. S. 22a)
- Verordnung zum Schutz vor Neuinfizierungen mit dem Coronavirus SARS-CoV-2 in Bezug auf Ein- und Rückreisende aus Risikogebieten (Coronaeinreiseverordnung Nordrhein-Westfalen – CoronaEinrVO NRW) Vom 15. Januar 2021 (GV. NRW. S. 22)[107]
- Verordnung zum Schutz vor Neuinfizierungen mit dem Coronavirus SARS-CoV-2 durch einen eingeschränkten Bewegungsradius für Freizeitaktivitäten in Regionen mit erhöhter Infektionszahlen (Coronaregionalverordnung – CoronaRegioVO) Vom 11. Januar 2021 (GV. NRW. S. 2d)[108] mit Begründung[109]
- Verordnung des Ministeriums für Arbeit, Gesundheit und Soziales zur Vermeidung weiterer Infektionsgeschehen mit dem Coronavirus SARS-CoV-2 in Großbetrieben der Fleischwirtschaft (CoronaFleischwirtschaftVO) Vom 8. Januar 2021 (GV. NRW. S. 2c)[110] mit Begründung[110]
- Verordnung zum Schutz vor Neuinfizierungen mit dem Coronavirus SARS-CoV-2 im Bereich der Betreuungsinfrastruktur (Coronabetreuungsverordnung – CoronaBetrVO) Vom 7. Januar 2021 (GV. NRW. S. 19b)[111] mit Begründung[112]
- Verordnung zum Schutz vor Neuinfizierungen mit dem Coronavirus SARS-CoV-2 (Coronaschutzverordnung – CoronaSchVO) Vom 7. Januar 2021 (GV. NRW. S. 2b)[113] mit Begründung[114]
- Zweite Verordnung zur Änderung der Coronaeinreiseverordnung vom 20. Dezember 2020 Vom 4. Januar 2021 (GV. NRW. S. 2a)[115] mit Begründung[116][117]
- Vierte Verordnung zur Änderung der Coronaschutzverordnung vom 30. November 2020 Vom 30. Dezember 2020 (GV. NRW. S. 1212c)[118] mit konsolidierter Begründung[119]
- Verordnung zur Änderung der Coronaeinreiseverordnung vom 20. Dezember 2020 Vom 30. Dezember 2020 (GV. NRW. S. 1213c)[120] mit konsolidierter Begründung[121]
- Berichtigung der Zwölften Verordnung zur Änderung von Rechtsverordnungen zum Schutz vor dem Coronavirus SARS-CoV-2 vom 23. Dezember 2020 Vom 28. Dezember 2020 (GV. NRW. 2021 S. 6)
- Zwölfte Verordnung zur Änderung von Rechtsverordnungen zum Schutz vor dem Coronavirus SARS-CoV-2 Vom 23. Dezember 2020 (GV. NRW. S. 1212b)[122][123]
- Elfte Verordnung zur Änderung von Rechtsverordnungen zum Schutz vor dem Coronavirus SARS-CoV-2 Vom 22. Dezember 2020 (GV. NRW. S. 1212a)[124]
- Verordnung zum Schutz vor Neuinfizierungen mit dem Coronavirus SARS-CoV-2 in Bezug auf Ein- und Rückreisende aus dem Vereinigten Königreich und Südafrika (Coronaeinreiseverordnung – CoronaEinrVK-VO) Vom 20. Dezember 2020 (GV. NRW. S. 1138b)[125]
- Verordnung zur Regelung von Absonderungen nach § 30 des Infektionsschutzgesetzes (Quarantäneverordnung NRW) Vom 18. Dezember 2020 (GV. NRW. S. 1137a)
- Dritte Verordnung zur Änderung der Coronaschutzverordnung vom 30. November 2020 Vom 17. Dezember 2020 (GV. NRW. S. 1122d)[126]
- Verordnung des Ministeriums für Arbeit, Gesundheit und Soziales zur Vermeidung weiterer Infektionsgeschehen mit dem Coronavirus SARS-CoV-2 in Großbetrieben der Fleischwirtschaft (CoronaFleischwirtschaftVO) Vom 16. Dezember 2020 (GV. NRW. S. 1122c)
- Verordnung zur Änderung der Verordnung des Ministeriums für Arbeit, Gesundheit und Soziales zur Vermeidung weiterer Infektionsgeschehen mit dem Coronavirus SARS-CoV-2 in Großbetrieben der Fleischwirtschaft Vom 15. Dezember 2020 (GV. NRW. S. 1126b)
- Zweite Verordnung zur Änderung der Coronaschutzverordnung vom 30. November 2020 Vom 15. Dezember 2020 (GV. NRW. S. 1124b) mit Begründung zur Coronaschutzverordnung (CoronaSchVO) vom 30. November 2020, in der ab 16. Dezember 2020 gültigen Fassung[127]
- Verordnung zur Änderung der Coronabetreuungsverordnung vom 30. November 2020 Vom 15. Dezember 2020 (GV. NRW. S. 1121b)
- Verordnung zur Änderung der Coronaschutzverordnung vom 30. November 2020 Vom 14. Dezember 2020 (GV. NRW. S. 1121a)
- Dritte Verordnung zur Änderung der Corona-Epidemie-Hochschulverordnung Vom 11. Dezember 2020 (GV. NRW. S. 1234)
- Verordnung zur Änderung von Rechtsverordnungen zum Schutz vor dem Coronavirus SARS-CoV-2 Vom 8. Dezember 2020 (GV. NRW. S. 1115a)
- Verordnung zum Schutz vor Neuinfizierungen mit dem Coronavirus SARS-CoV-2 (Coronaschutzverordnung – CoronaSchVO) Vom 30. November 2020[128] (GV. NRW. S. 1060a)
- Verordnung zum Schutz vor Neuinfizierungen mit dem Coronavirus SARS-CoV-2 im Bereich der Betreuungsinfrastruktur (Coronabetreuungsverordnung – CoronaBetrVO) vom 30. November 2020[129] (GV. NRW. S. 1076a) mit Begründung zur Coronabetreuungsverordnung vom 30. November 2020[130]
- Verordnung zur Regelung von Absonderungen nach § 30 des Infektionsschutzgesetzes (Quarantäneverordnung NRW) Vom 30. November 2020 (GV. NRW. S. 1092a)
- Verordnung des Ministeriums für Arbeit, Gesundheit und Soziales zur Vermeidung weiterer Infektionsgeschehen mit dem Coronavirus SARS-CoV-2 in Großbetrieben der Fleischwirtschaft (CoronaFleischwirtschaftVO) Vom 27. November 2020 (GV. NRW. S. 1087a)
- Berichtigung der Zweiten Verordnung zur Änderung der Corona-Epidemie-Hochschulverordnung Vom 13. November 2020 (GV. NRW. S. 1060)
- Zweite Verordnung zur Änderung der Coronabetreuungsverordnung vom 30. September 2020 Vom 9. November 2020 (GV. NRW. S. 1048a)
- Zweite Verordnung zur Änderung der Coronaschutzverordnung vom 30. Oktober 2020 Vom 9. November 2020 (GV. NRW. S. 1046a)
- Verordnung zum Schutz vor Neuinfizierungen mit dem Coronavirus SARS-CoV-2 in Bezug auf Ein- und Rückreisende (Coronaeinreiseverordnung – CoronaEinrVO) Vom 6. November 2020[131] (GV. NRW. S. 1044d)
- Verordnung zur weiteren Verlängerung der zulässigen Befristungsdauer nach §§ 39 Absatz 5, 44 Absatz 8 Hochschulgesetz und §§ 32 Absatz 4, 37 Absatz 7 Kunsthochschulgesetz aus Anlass der COVID-19-Pandemie an Hochschulen (Hochschul-Befristungsdauer-Verlängerungsverordnung – HSBdVV) Vom 5. November 2020 (GV. NRW. S. 1056)
- Verordnung zur Änderung der Coronaschutzverordnung vom 30. Oktober 2020 Vom 4. November 2020 (GV. NRW. S. 1044c)
- Zweite Verordnung zur Änderung der Corona-Epidemie-Hochschulverordnung Vom 31. Oktober 2020 (GV. NRW. S. 1046)
- Berichtigung der Zweiten Verordnung zur Änderung der Verordnung des Ministeriums für Arbeit, Gesundheit und Soziales zur Vermeidung weiterer Infektionsgeschehen mit dem Coronavirus SARS-CoV-2 in Großbetrieben der Fleischwirtschaft Vom 30. Oktober 2020 (GV. NRW. S. 1052b)
- Verordnung zum Schutz vor Neuinfizierungen mit dem Coronavirus SARS-CoV-2 (Coronaschutzverordnung – CoronaSchVO) Vom 30. Oktober 2020 (GV. NRW. S. 1044b)
- Zweite Verordnung zur Änderung der Verordnung des Ministeriums für Arbeit, Gesundheit und Soziales zur Vermeidung weiterer Infektionsgeschehen mit dem Coronavirus SARS-CoV-2 in Großbetrieben der Fleischwirtschaft Vom 29. Oktober 2020 (GV. NRW. S. 1045a)
- Dritte Verordnung zur Änderung der Coronaeinreiseverordnung vom 30. September 2020 Vom 29. Oktober 2020 (GV. NRW. S. 1044a)
- Dritte Verordnung zur Änderung der Coronaschutzverordnung vom 30. September 2020 Vom 29. Oktober 2020 (GV. NRW. S. 1044a)
- Verordnung zur Änderung der Coronabetreuungsverordnung vom 30. September 2020 Vom 21. Oktober 2020 (GV. NRW. S. 1044)
- Zweite Verordnung zur Änderung der Coronaschutzverordnung vom 30. September 2020 Vom 16. Oktober 2020 (GV. NRW. S. 978a)
- Verordnung zur Änderung der Coronaschutzverordnung vom 30. September 2020 Vom 13. Oktober 2020 (GV. NRW. S. 978)
- Berichtigung der Coronaschutzverordnung Vom 10. September 2020 (GV. NRW. S. 974)
- Zweite Verordnung zur Änderung der Coronaeinreiseverordnung vom 30. September 2020 Vom 6. Oktober 2020 (GV. NRW. S. 970)
- Verordnung zur Änderung der Coronaeinreiseverordnung vom 30. September 2020 Vom 1. Oktober 2020 (GV. NRW. S. 968)
- Verordnung zum Schutz vor Neuinfizierungen mit dem Coronavirus SARS-CoV-2 in Bezug auf Ein- und Rückreisende (Coronaeinreiseverordnung – CoronaEinrVO) Vom 30. September 2020 (GV. NRW. S. 963)
- Verordnung zum Schutz vor Neuinfizierungen mit dem Coronavirus SARS-CoV-2 im Bereich der Betreuungsinfrastruktur (Coronabetreuungsverordnung – CoronaBetrVO) Vom 30. September 2020 (GV. NRW. S. 954)
- Verordnung zum Schutz vor Neuinfizierungen mit dem Coronavirus SARS-CoV-2 (Coronaschutzverordnung – CoronaSchVO) Vom 30. September 2020 (GV. NRW. S. 923)
- Verordnung zur Änderung der Verordnung des Ministeriums für Arbeit, Gesundheit und Soziales zur Vermeidung weiterer Infektionsgeschehen mit dem Coronavirus SARS-CoV-2 in Großbetrieben der Fleischwirtschaft (CoronaFleischwirtschaftVO) Vom 25. September 2020 (GV. NRW. S. 890a)
- Verordnung zur Änderung der Coronaeinreiseverordnung vom 15. September 2020 Vom 18. September 2020 (GV. NRW. S. 826a)
- Verordnung zum Schutz vor Neuinfizierungen mit dem Coronavirus SARS-CoV-2 in Bezug auf Ein- und Rückreisende (Coronaeinreiseverordnung – CoronaEinrVO) Vom 15. September 2020 (GV. NRW. S. 883)
- Verordnung zum Schutz vor Neuinfizierungen mit dem Coronavirus SARS-CoV-2 im Bereich der Betreuungsinfrastruktur (Coronabetreuungsverordnung – CoronaBetrVO) Vom 15. September 2020 (GV. NRW. S. 871)
- Verordnung zum Schutz vor Neuinfizierungen mit dem Coronavirus SARS-CoV-2 (Coronaschutzverordnung – CoronaSchVO) Vom 15. September 2020 (GV. NRW. S. 826)
- Verordnung zum Schutz vor Neuinfizierungen mit dem Coronavirus SARS-CoV-2 in Bezug auf Ein- und Rückreisende (Coronaeinreiseverordnung – CoronaEinrVO) Vom 31. August 2020 (GV. NRW. S. 811a)
- Verordnung zum Schutz vor Neuinfizierungen mit dem Coronavirus SARS-CoV-2 im Bereich der Betreuungsinfrastruktur (Coronabetreuungsverordnung – CoronaBetrVO) Vom 31. August 2020 (GV. NRW. S. 800a)
- Verordnung zum Schutz vor Neuinfizierungen mit dem Coronavirus SARS-CoV-2 (Coronaschutzverordnung – CoronaSchVO) Vom 31. August 2020 (GV. NRW. S. 758a)
- Verordnung des Ministeriums für Arbeit, Gesundheit und Soziales zur Vermeidung weiterer Infektionsgeschehen mit dem Coronavirus SARS-CoV-2 in Großbetrieben der Fleischwirtschaft (CoronaFleischwirtschaftVO) Vom 28. August 2020 (GV. NRW. S. 752a)
- Berichtigung der Berichtigung der Coronabetreuungsverordnung Vom 20. August 2020 (GV. NRW. S. 753)
- Berichtigung der Coronabetreuungsverordnung Vom 12. August 2020 (GV. NRW. S. 738)
- Verordnung zur Änderung der Coronaschutzverordnung vom 11. August 2020 Vom 13. August 2020 (GV. NRW. S. 726a)
- Verordnung zur Neuregelung der Bestimmungen zum Schutz vor Neuinfizierungen mit dem Coronavirus SARS-CoV-2 im Bereich der Betreuungsinfrastruktur Vom 11. August 2020 (GV. NRW. S. 767a)
- Verordnung zum Schutz vor Neuinfizierungen mit dem Coronavirus SARS-CoV-2 in Bezug auf Ein- und Rückreisende (Coronaeinreiseverordnung – CoronaEinrVO) Vom 11. August 2020 (GV. NRW. S. 763a)
- Verordnung zum Schutz vor Neuinfizierungen mit dem Coronavirus SARS-CoV-2 (Coronaschutzverordnung – CoronaSchVO) Vom 11. August 2020 (GV. NRW. S. 722a)
- Verordnung zur Änderung der Coronaeinreiseverordnung vom 1. Juli 2020 Vom 17. Juli 2020 (GV. NRW. S. 700)
- Verordnung zur Änderung der Zehnten Verordnung zur Änderung von Rechtsverordnungen zum Schutz vor dem Coronavirus SARS-CoV-2 Vom 13. Juli 2020 (GV. NRW. S. 698)
- Zehnte Verordnung zur Änderung von Rechtsverordnungen zum Schutz vor dem Coronavirus SARS-CoV-2 Vom 12. Juli 2020 (GV. NRW. S. 524a)
- Neunte Verordnung zur Änderung von Rechtsverordnungen zum Schutz vor dem Coronavirus SARS-CoV-2 Vom 6. Juli 2020 (GV. NRW. S. 514a)
- Berichtigung der Coronabetreuungsverordnung Vom 2. Juli 2020 (GV. NRW. S. 516)
- Verordnung zum Schutz vor Neuinfizierungen mit dem Coronavirus SARS-CoV-2 im Bereich der Betreuungsinfrastruktur (Coronabetreuungsverordnung – CoronaBetrVO) Vom 1. Juli 2020 (GV. NRW. S. 491b)
- Verordnung zum Schutz vor Neuinfizierungen mit dem Coronavirus SARS-CoV-2 in Bezug auf Ein- und Rückreisende (Coronaeinreiseverordnung – CoronaEinrVO) Vom 1. Juli 2020 (GV. NRW. S. 487b)
- Verordnung zum Schutz vor Neuinfizierungen mit dem Coronavirus SARS-CoV-2 (Coronaschutzverordnung – CoronaSchVO) Vom 1. Juli 2020 (GV. NRW. S. 456b)
- Verordnung zum Schutz vor Neuinfizierungen mit dem Coronavirus SARS-CoV-2 in Regionen mit besonderem Infektionsgeschehen (Coronaregionalverordnung – CoronaRegioVO) Vom 30. Juni 2020 (GV. NRW. S. 464a)
- Verordnung zur Änderung der Coronaregionalverordnung Vom 24. Juni 2020 (GV. NRW. S. 450b)
- Verordnung zum Schutz vor Neuinfizierungen mit dem Coronavirus SARS-CoV-2 in Regionen mit besonderem Infektionsgeschehen (Coronaregionalverordnung – CoronaRegioVO) Vom 23. Juni 2020 (GV. NRW. S. 450a)
- Verordnung zum Schutz vor Neuinfizierungen mit dem Coronavirus SARS-CoV-2 in Bezug auf Ein- und Rückreisende (Coronaeinreiseverordnung – CoronaEinrVO) Vom 21. Juni 2020 (GV. NRW. S. 450)
- Zweite Verordnung zur Änderung der Coronaschutzverordnung vom 10. Juni 2020 Vom 19. Juni 2020 (GV. NRW. S. 446)
- Verordnung zur Änderung der Coronaschutzverordnung vom 10. Juni 2020 Vom 18. Juni 2020 (GV. NRW. S. 442)
- Achte Verordnung zur Änderung von Rechtsverordnungen zum Schutz vor dem Coronavirus SARS-CoV-2 Vom 15. Juni 2020 (GV. NRW. S. 422)
- Siebte Verordnung zur Änderung von Rechtsverordnungen zum Schutz vor dem Coronavirus SARS-CoV-2 Vom 10. Juni 2020 (V. NRW. S. 382a)
- Vierte Verordnung zur Änderung der Coronabetreuungsverordnung Vom 2. Juni 2020 (GV. NRW. S. 382)
- Sechste Verordnung zur Änderung von Rechtsverordnungen zum Schutz vor dem Coronavirus SARS-CoV-2 Vom 29. Mai 2020 (GV. NRW. S. 348a)
- Verordnung zur Änderung der Berufsordnung für Hebammen und Entbindungspfleger Vom 18. Mai 2020 (GV. NRW. S. 349)
- Dritte Verordnung zur Änderung der Coronaschutzverordnung vom 8. Mai 2020 Vom 27. Mai 2020 (GV. NRW. S. 340g)
- Zweite Verordnung zur Änderung der Coronaschutzverordnung vom 8. Mai 2020 Vom 20. Mai 2020 (GV. NRW. S. 340f)
- Fünfte Verordnung zur Änderung von Rechtsverordnungen zum Schutz vor dem Coronavirus SARS-CoV-2 Vom 19. Mai 2020 (GV. NRW. S. 340e)
- Erste Verordnung zur Änderung der Corona-Epidemie-Hochschulverordnung Vom 15. Mai 2020 (GV. NRW. S. 356d)
- Verordnung zur Änderung der Coronaschutzverordnung vom 8. Mai 2020 Vom 15. Mai 2020 (GV. NRW. S. 340d)
- Verordnung zur Änderung der Coronaeinreiseverordnung Vom 14. Mai 2020 (GV. NRW. S. 340c)
- Dritte Verordnung zur Änderung der Coronabetreuungsverordnung Vom 11. Mai 2020 (GV. NRW. S. 350b)
- Vierte Verordnung zur Änderung von Rechtsverordnungen zum Schutz vor dem Coronavirus SARS-CoV-2 Vom 8. Mai 2020 (GV. NRW. S. 340a), darin
  - Coronaschutzverordnung
- Dritte Verordnung zur Änderung von Rechtsverordnungen zum Schutz vor dem Coronavirus SARS-CoV-2 Vom 6. Mai 2020(GV. NRW. S. 316d)
- Zweite Verordnung zur Änderung der Coronabetreuungsverordnung Vom 5. Mai 2020 (GV. NRW. S. 312c)
- Zweite Verordnung zur Änderung von Rechtsverordnungen zum Schutz vor dem Coronavirus SARS-CoV-2 Vom 1. Mai 2020 (GV. NRW. S. 333b)
- Verordnung zur Änderung der Verordnung zum Schutz vor Neuinfizierungen mit dem Coronavirus SARS-CoV-2 im Bereich der Betreuungsinfrastruktur Vom 24. April 2020 (GV. NRW. S. 308b)
- Zweite Verordnung zur Änderung der Verordnung zum Schutz vor Neuinfizierungen mit dem Coronavirus SARS-CoV-2 Vom 24. April 2020 (GV. NRW. S. 306a)
- Verordnung zur Bereinigung der Verordnung vom 16. April 2020 Vom 17. April 2020 (GV. NRW. S. 303)
- Corona-Epidemie-Hochschulverordnung Vom 15. April 2020 (GV. NRW. S. 298, ber. S. 316a)
- Verordnung zur Änderung von Rechtsverordnungen zum Schutz vor dem Coronavirus SARS-CoV-2 Vom 16. April 2020 (GV. NRW. S. 222a, ber. S. 324d)
- Verordnung zum Schutz vor Neuinfizierungen mit dem Coronavirus SARS-CoV-2 in Bezug auf Ein- und Rückreisende Vom 9. April 2020 (GV. NRW. S. 218a)
- Ausbildungsgewährleistungsverordnung Feuerwehr Vom 31. März 2020 (GV. NRW. S. 218)
- Verordnung zur Regelung von Neu- und Wiederaufnahmen in vollstationären Dauer- und Kurzzeitpflegeeinrichtungen sowie besonderen Wohnformen für Menschen mit Behinderungen einschließlich Kurzzeitwohneinrichtungen der Eingliederungshilfe zur Verhinderung der weiteren Ausbreitung von SARS-CoV-2 (CoronaAufnahmeVO) Vom 3. April 2020 (GV. NRW. S. 212a)
- Verordnung zum Schutz vor Neuinfizierungen mit dem Coronavirus SARS-CoV-2 im Bereich der Betreuungsinfrastruktur Vom 2. April 2020 (GV. NRW. S. 212)
- Verordnung zur Änderung der Verordnung zum Schutz vor Neuinfizierungen mit dem Coronavirus SARS-CoV-2 Vom 30. März 2020 (GV. NRW. S. 202)
- Verordnung zum Schutz vor Neuinfizierungen mit dem Coronavirus SARS-CoV-2 Vom 22. März 2020 (GV. NRW. S. 178a), außer Kraft, vgl. Coronaschutzverordnung Vom 8. Mai 2020

#### Allgemeinverfügungen
- Schutz von Pflegeeinrichtungen vor dem Eintrag von SARS-CoV-2-Viren unter Berücksichtigung des Rechts auf Teilhabe und sozialer Kontakte der pflegebedürftigen Menschen (CoronaAVPflegeundBesuche) Vom 11. Dezember 2020 (MBl. NRW. S. 826a)
- Schutz von Menschen mit Behinderungen und Personen mit besonderen sozialen Schwierigkeiten in der Eingliederungshilfe und Einrichtungen der Sozialhilfe vor dem Eintrag von SARS-CoV-2-Viren unter Berücksichtigung des Rechts auf soziale Teilhabe (CoronaAVEGHSozH) Vom 11. Dezember 2020 (MBl. NRW. S. 822a)
- Schutz von Menschen mit Behinderungen und Personen mit besonderen sozialen Schwierigkeiten in der Eingliederungshilfe und Einrichtungen der Sozialhilfe vor dem Eintrag von SARS-CoV-2-Viren unter Berücksichtigung des Rechts auf soziale Teilhabe Vom 30. November 2020 (MBl. NRW. S. 763a)
- Schutz von Pflegeeinrichtungen vor dem Eintrag von SARS-CoV-2-Viren unter Berücksichtigung des Rechts auf Teilhabe und sozialer Kontakte der pflegebedürftigen Menschen Vom 30. November 2020 (MBl. NRW. S. 752a)
- Schutz von Menschen mit Behinderungen und Personen mit besonderen sozialen Schwierigkeiten in der Eingliederungshilfe und Einrichtungen der Sozialhilfe vor dem Eintrag von SARS-CoV-2-Viren unter Berücksichtigung des Rechts auf soziale Teilhabe (CoronaAVEGHSozH) Vom 4. November 2020 (MBl. NRW. S. 640d)
- Schutz von Pflegeeinrichtungen vor dem Eintrag von SARS-CoV-2-Viren unter Berücksichtigung des Rechts auf Teilhabe und sozialer Kontakte der pflegebedürftigen Menschen (CoronaAVPflegeundBesuche) Vom 4. November 2020 (MBl. NRW. S. 634d)
- Allgemeinverfügung des Landes Nordrhein-Westfalen zur Umsetzung des Anspruchs auf Testung in Bezug auf einen direkten Erregernachweis des Coronavirus SARS-CoV-2 gemäß Coronavirus-Testverordnung (TestV) vom 14. Oktober 2020 Vom 2. November 2020[132] (MBl. NRW. S. 634c)
- Schutz von Pflegeeinrichtungen vor dem Eintrag von SARS-CoV-2-Viren unter Berücksichtigung des Rechts auf Teilhabe und sozialer Kontakte der pflegebedürftigen Menschen (CoronaAVPflegeundBesuche) Vom 28. Oktober 2020 (MBl. NRW. S. 637a)
- Schutz von Menschen mit Behinderungen und Personen mit besonderen sozialen Schwierigkeiten in der Eingliederungshilfe und Einrichtungen der Sozialhilfe vor dem Eintrag von SARS-CoV-2-Viren unter Berücksichtigung des Rechts auf soziale Teilhabe (CoronaAVEGHSozH) Vom 28. Oktober 2020 (MBl. NRW. S. 634a)
- Allgemeinverfügung des Landes Nordrhein-Westfalen zur Umsetzung des Anspruchs auf Testung in Bezug auf einen direkten Erregernachweis des Coronavirus SARS-CoV-2 gemäß Coronavirus-Testverordnung (TestV) vom 14. Oktober 2020 Vom 19. Oktober 2020 (MBl. NRW. S. 612c)
- Aufstockung der Corona-Prämie mit Landesmitteln für Arbeitnehmerinnen und Arbeitnehmer, die im Rahmen einer Arbeitnehmerüberlassung oder eines Werk- oder Dienstleistungsvertrags in Pflegeeinrichtungen eingesetzt werden und deren Arbeitgeber Verträge mit Pflegeeinrichtungen innerhalb und außerhalb Nordrhein-Westfalens geschlossen haben (Aufstockung Corona-Prämie Teil 2_2) Vom 15. Oktober (MBl. NRW. S. 612b)
- Aufhebung der Allgemeinverfügung „Vermeidung weiterer Infektionsgeschehen in Großbetrieben der Fleischwirtschaft (CoronaAVFleischwirtschaft)“ Vom 28. August 2020 (MBl. NRW. S. 468b)
- Schutz von Pflegeeinrichtungen vor dem Eintrag von SARS-CoV-2-Viren unter Berücksichtigung des Rechts auf Teilhabe und sozialer Kontakte der pflegebedürftigen Menschen (CoronaAVPflegeundBesuche) Vom 27. August 2020 (MBl. NRW. S. 471a)
- Schutz von Menschen mit Behinderungen und Personen mit besonderen sozialen Schwierigkeiten in der Eingliederungshilfe und Einrichtungen der Sozialhilfe vor dem Eintrag von SARS-CoV-2-Viren unter Berücksichtigung des Rechts auf soziale Teilhabe (CoronaAVEGHSozH) Vom 27. August 2020 (MBl. NRW. S. 468a)
- Vermeidung weiterer Infektionsgeschehen in Großbetrieben der Fleischwirtschaft (CoronaAVFleischwirtschaft) Vom 20. Juli 2020 (MBl. NRW. S. 432a)
- Aufstockung der Corona-Prämie mit Landesmitteln für Arbeitnehmerinnen und Arbeitnehmer, die im Rahmen einer Arbeitnehmerüberlassung oder eines Werk- oder Dienstleistungsvertrags in Pflegeeinrichtungen eingesetzt werden und deren Arbeitgeber keine Verträge mit Pflegeeinrichtungen außerhalb Nordrhein-Westfalens geschlossen haben (Aufstockung Corona-Prämie Teil 2) Vom 9. Juli 2020 (MBl. NRW. S. 326b)
- Vermeidung weiterer Infektionsgeschehen in Großbetrieben der Fleischwirtschaft (CoronaAVFleischwirtschaft) Vom 1. Juli 2020 (MBl. NRW. S. 328b)
- Schutz der Bevölkerung vor der Verbreitung des Coronavirus SARS-CoV-2 gegenüber im Betrieb der Firma Tönnies am Standort In der Mark 2, 33378 Rheda-Wiedenbrück tätigen und mit ihnen in häuslicher Gemeinschaft lebenden Personen durch Absonderung in häuslicher Quarantäne Vom 1. Juli 2020 (MBl. NRW. S. 322b)
- Berichtigung der Allgemeinverfügung „Vermeidung weiterer Infektionsgeschehen in Großbetrieben der Fleischwirtschaft“ Vom 1. Juli 2020 (MBl. NRW. S. 331a)
- Vermeidung weiterer Infektionsgeschehen in Großbetrieben der Fleischwirtschaft (CoronaAVFleischwirtschaft) Vom 26. Juni 2020 (MBl. NRW. S. 322)
- Schutz von Menschen mit Behinderungen und Personen mit besonderen sozialen Schwierigkeiten in besonderen Wohnformen der Eingliederungshilfe und Einrichtungen der Sozialhilfe vor dem Eintrag von SARS-CoV-2-Viren unter Berücksichtigung des Rechts auf soziale Teilhabe (CoronaAVEGHSozH) Vom 19. Juni 2020 (MBl. NRW. S. 311a)
- Schutz von Pflegeeinrichtungen vor dem Eintrag von SARS-CoV-2-Viren unter Berücksichtigung des Rechts auf Teilhabe und sozialer Kontakte der pflegebedürftigen Menschen (CoronaAVPflegeundBesuche) Vom 19. Juni 2020 (MBl. NRW. S. 304a)
- Durchführung von Lehrveranstaltungen sowie Prüfungen an den Schulen des Gesundheitswesens im Land Nordrhein-Westfalen Vom 25. Mai 2020 (MBl. NRW. S. 264)
- Durchführung von Lehr- und Praxisveranstaltungen sowie Prüfungen an den Hochschulen im Land Nordrhein-Westfalen Vom 25. Mai 2020 (MBl. NRW. S. 0)
- CoronaAVEingliederungs- und Sozialhilfe vom 15. Mai 2020 (MBl. NRW. S. 236c)
- Durchführung von Lehrveranstaltungen sowie Prüfungen an den Schulen des Gesundheitswesens im Land Nordrhein-Westfalen Vom 12. Mai 2020 (MBl. NRW. S. 236b)
- Durchführung von Lehr- und Praxisveranstaltungen sowie Prüfungen an den Hochschulen im Land Nordrhein-Westfalen Vom 10. Mai 2020 (MBl. NRW. S. 240a)
- Durchführung von Lehrveranstaltungen sowie Prüfungen an den Schulen des Gesundheitswesens im Land Nordrhein-Westfalen Vom 10. Mai 2020 (MBl. NRW. S. 236a)
- Sicherstellung einer landesweiten Betreuungs- und Untersuchungsstruktur für Menschen mit Behinderung und Personen mit besonderen sozialen Schwierigkeiten Vom 29. April 2020 (MBl. NRW. S. 224b)
- Allgemeinverfügung zur Durchführung von Lehrveranstaltungen sowie Prüfungen an den Schulen des Gesundheitswesens Vom 1. Mai 2020 (MBl. NRW. S. 221c)
- Durchführung von Lehr- und Praxisveranstaltungen sowie Prüfungen an den Hochschulen im Land Nordrhein-Westfalen Vom 1. Mai 2020 (MBl. NRW. S. 216c)
- Sicherstellung einer landesweiten Betreuungs- und Untersuchungsstruktur für pflegebedürftige Menschen Vom 27. April 2020 (MBl. NRW. S. 216b)
- Allgemeinverfügung [Überbetriebliche Bildungsstätten und berufliche Abschlussprüfungen betreffend] Vom 27. April 2020 (MBl. NRW. S. 216a)
- Allgemeinverfügung [die Fahrschulen betreffend] Vom 23. April 2020 (MBl. NRW. S. 176)
- Allgemeinverfügung zur Durchführung von Lehr- und Praxisveranstaltungen sowie Prüfungen an den Hochschulen im Land Nordrhein-Westfalen Vom 23. April 2020 (MBl. NRW. S. 171)
- Allgemeinverfügung zur Durchführung von Lehrveranstaltungen sowie Prüfungen an den Schulen des Gesundheitswesens Vom 23. April 2020 (MBl. NRW. S. 168)

#### Sonstige Normen, insbesondere Bußgeldkataloge
- Feststellung des Landtags Nordrhein-Westfalen zu einer epidemischen Lage von landesweiter Tragweite Vom 27. Januar 2021 (GV. NRW. S. 36)
- Ordnungswidrigkeiten nach dem Infektionsschutzgesetz im Zusammenhang mit der Coronaschutzverordnung (CoronaSchVO) (Stand: 18. Dezember 2020)[133]
- Ordnungswidrigkeiten nach dem Infektionsschutzgesetz im Zusammenhang mit der Coronaschutzverordnung (CoronaSchVO) (Stand: 9. Dezember 2020)[134]
- Ordnungswidrigkeiten nach dem Infektionsschutzgesetz im Zusammenhang mit der Coronaschutzverordnung (CoronaSchVO) (Stand: 5. November 2020)[135]
- Richtlinie über die Aufstockung der Corona-Prämie mit Landesmitteln für Arbeitnehmerinnen und Arbeitnehmer, die im Rahmen einer Arbeitnehmerüberlassung oder eines Werk- oder Dienstleistungsvertrags in Pflegeeinrichtungen in Nordrhein-Westfalen eingesetzt werden und deren Arbeitgeber ihren Unternehmenssitz in einem anderen Bundesland haben (Aufstockung Corona-Prämie Teil 2.3) Vom 14. Oktober 2020 (MBl. NRW. S. 628)
- Richtlinien des Landes zur Gewährung von Soforthilfen für gewerbliche Kleinunternehmen, Selbstständige und Angehörige Freier Berufe, die infolge der Sars-CoV-2-Pandemie in ihrer Existenz gefährdet sind („NRW-Soforthilfe 2020“) Vom 31. Mai 2020 (MBl. NRW. S. 360)
- Änderung des Runderlasses „Anwendung des Vergaberechts im Zusammenhang mit der Beschaffung von Leistungen zur Eindämmung der Ausbreitung des neuartigen Coronavirus SARS-CoV-2“ Vom 24. Juni 2020 (MBl. NRW. S. 326)
- Aufstockung der Corona-Prämie mit Landesmitteln für Beschäftigte in Pflegeeinrichtungen Vom 24. Juni 2020 (MBl. NRW. S. 318)
- Anwendung des Vergaberechts im Zusammenhang mit der Beschaffung von Leistungen zur Eindämmung der Ausbreitung des neuartigen Coronavirus SARS-CoV-2 Vom 27. März 2020 (MBl. NRW. S. 168)

### Rheinland-Pfalz
- corona.rlp.de > Rechtsgrundlagen

#### Landesverordnungen
- Erste Corona-Bekämpfungsverordnung Rheinland-Pfalz (1. CoBeLVO) vom 19. März 2020  (aufgehoben)
- Zweite Corona-Bekämpfungsverordnung Rheinland-Pfalz (2. CoBeLVO) vom 20. März 2020  (aufgehoben)
- Dritte Corona-Bekämpfungsverordnung Rheinland-Pfalz (3. CoBeLVO) vom 23. März 2020  geändert durch
  - Erste Landesverordnung zur Änderung der Dritten Corona-Bekämpfungsverordnung Rheinland-Pfalz vom 27. März 2020 
  - Zweite Landesverordnung zur Änderung der Dritten Corona-Bekämpfungsverordnung Rheinland-Pfalz vom 30. März 2020 
  - Dritte Landesverordnung zur Änderung der Dritten Corona-Bekämpfungsverordnung Rheinland-Pfalz vom 1. April 2020 
  - Vierte Landesverordnung zur Änderung der Dritten Corona-Bekämpfungsverordnung Rheinland-Pfalz vom 7. April 2020 
  - Fünfte Landesverordnung zur Änderung der Dritten Corona-Bekämpfungsverordnung Rheinland-Pfalz vom 9. April 2020
- Vierte Corona-Bekämpfungsverordnung Rheinland-Pfalz (4. CoBeLVO) vom 17. April 2020  (aufgehoben)
- Fünfte Corona-Bekämpfungsverordnung Rheinland-Pfalz (5. CoBeLVO) vom 30. April 2020
- Landesverordnung über die stufenweise Wiederaufnahme des Betriebs von anerkannten Werkstätten für behinderte Menschen und anderer Einrichtungen sowie von Berufsbildungs- und Berufsförderungswerken vom 6. Mai 2020
- Sechste Corona-Bekämpfungsverordnung Rheinland-Pfalz (6. CoBeLVO) vom 8. Mai 2020 [in Kraft seit 13. Mai 2020; tritt außer Kraft mit Ablauf des 17. Mai 2020]
  - Erste Landesverordnung zur Änderung der Sechsten Corona-Bekämpfungsverordnung Rheinland-Pfalz vom 14. Mai 2020 [in Kraft seit 15. Mai 2020] 
  - Auslegungshilfen und -hinweise zur Sechsten Corona-Bekämpfungsverordnung[136]
  - Auslegungshilfe zur Sechsten Corona-Bekämpfungsverordnung Rheinland-Pfalz vom 8. Mai 2020 (Stand: 14. Mai 2020) 
  - Auslegungshilfe zur Verpflichtung zum Tragen einer Mund-Nasen-Bedeckung (Stand: 11. Mai 2020) 
  - Auslegungshinweise für die Bemessung der Geldbuße nach § 15 der Sechsten Corona-Bekämpfungsverordnung (Stand: 11. Mai 2020)
- Siebente Corona-Bekämpfungsverordnung Rheinland-Pfalz (7. CoBeLVO) vom 15. Mai 2020 [in Kraft seit 18. Mai 2020; tritt außer Kraft mit Ablauf des  26. Mai 2020][137]
  - Erste Landesverordnung zur Änderung der Landesverordnung über die stufenweise Wiederaufnahme des Betriebs von anerkannten Werkstätten für behinderte Menschen und anderer Einrichtungen sowie von Berufsbildungs- und Berufsförderungswerken vom 20. Mai 2020
- Achte Corona-Bekämpfungsverordnung Rheinland-Pfalz (8. CoBeLVO) vom 25. Mai 2020  [in Kraft seit 27. Mai 2020; tritt außer Kraft mit Ablauf des 9. Juni 2020] (8. CoBeLVO)
- Landesverordnung zur Bekämpfung des Coronavirus SARS-CoV-2 in Schlachthöfen, Zerlegebetrieben und fleischverarbeitenden Betrieben vom 9. Juli 2020
- Neunte Corona-Bekämpfungsverordnung Rheinland-Pfalz (9. CoBeLVO) vom 4. Juni 2020  [in Kraft ab 10. Juni 2020; tritt außer Kraft mit Ablauf des 23. Juni 2020](9. CoBeLVO)
  - Erste Landesverordnung zur Änderung der Neunten Corona-Bekämpfungsverordnung Rheinland-Pfalz vom 9. Juni 2020 (Weblink)[138]
  - Zweite Landesverordnung zur Änderung der Landesverordnung über die stufenweise Wiederaufnahme des Betriebs von anerkannten Werkstätten für behinderte Menschen und anderer Einrichtungen sowie von Berufsbildungs- und Berufsförderungswerken vom 15. Juni 2020
- Zehnte Corona-Bekämpfungsverordnung Rheinland-Pfalz (10. CoBeLVO) vom 19. Juni 2020  [in Kraft ab 24. Juni 2020; trat außer Kraft mit Ablauf des 31. August 2020] (10. CoBeLVO)[139]
  - Dritte Landesverordnung zur Änderung der Landesverordnung über die stufenweise Wiederaufnahme des Betriebs von anerkannten Werkstätten für behinderte Menschen und anderer Einrichtungen sowie von Berufsbildungs- und Berufsförderungswerken vom 26. Juni 2020
  - Vierte Landesverordnung zur Änderung der Landesverordnung über die stufenweise Wiederaufnahme des Betriebs von anerkannten Werkstätten für behinderte Menschen und anderer Einrichtungen sowie von Berufsbildungs- und Berufsförderungswerken vom 14. Juli 2020
  - Erste Landesverordnung zur Änderung der Landesverordnung zur Bekämpfung des Coronavirus SARSCoV-2 in Schlachthöfen, Zerlegebetrieben und fleischverarbeitenden Betrieben vom 25. August 2020
  - Fünfte Landesverordnung zur Änderung der Landesverordnung über die stufenweise Wiederaufnahme des Betriebs von anerkannten Werkstätten für behinderte Menschen und anderer Einrichtungen sowie von Berufsbildungs- und Berufsförderungswerken vom 25. August 2020
- Elfte Corona-Bekämpfungsverordnung Rheinland-Pfalz (CoBeLVO) vom 11. September 2020
  - Zweite Landesverordnung zur Änderung der Landesverordnung zur Bekämpfung des Coronavirus SARS-CoV-2 in Schlachthöfen, Zerlegebetrieben und fleischverarbeitenden Betrieben vom 27. Oktober 2020
  - Sechste Landesverordnung zur Änderung der Landesverordnung über die stufenweise Wiederaufnahme des Betriebs von anerkannten Werkstätten für behinderte Menschen und anderer Einrichtungen sowie von Berufsbildungs- und Berufsförderungswerken vom 28. Oktober 2020
- Zwölfte Corona-Bekämpfungsverordnung Rheinland-Pfalz (12. CoBeLVO) vom 30. Oktober 2020 [war in Kraft seit 2. November 2020, trat außer Kraft mit Ablauf des 30. November 2020]

- Landesverordnung über Aufnahmen, Besuchs- und Ausgangsrechte sowie Testungen in Pflegeeinrichtungen und Einrichtungen der Eingliederungshilfe nach den §§ 4 und 5 des Landesgesetzes über Wohnformen und Teilhabe zur Verhinderung der weiteren Ausbreitung des Coronavirus vom 27. November 2020 mit
  - Erläuterungen zur Landesverordnung über Aufnahmen, Besuchs- und Ausgangsrechte sowie Testungen in Pflegeeinrichtungen und Einrichtungen der Eingliederungshilfe nach den §§ 4 und 5 des Landesgesetzes über Wohnformen und Teilhabe zur Verhinderung der weiteren Ausbreitung des Coronavirus vom 27. November 2020 vom 11./12. Dezember 2020

- Dreizehnte Corona-Bekämpfungsverordnung Rheinland-Pfalz (13. CoBeLVO) vom 27. November 2020 [galt vom 1. bis zum 15. Dezember 2020] mit Begründung, Auslegungshilfe und Auslegungshinweise für die Bemessung der Geldbuße nach § 23 der Dreizehnten Corona-Bekämpfungsverordnung (also Bußgeldkatalog)

- Landesverordnung zur Absonderung von mit dem Coronavirus SARS-CoV-2 infizierten oder krankheitsverdächtigen Personen und deren Hausstandsangehörigen und Kontaktpersonen vom 8. Dezember 2020 mit Begründung
  - Erste Landesverordnung zur Änderung der Landesverordnung über Aufnahmen, Besuchs- und Ausgangsrechte sowie Testungen in Pflegeeinrichtungen und Einrichtungen der Eingliederungshilfe nach den §§ 4 und 5 des Landesgesetzes über Wohnformen und Teilhabe zur Verhinderung der weiteren Ausbreitung des Coronavirus vom 11. Dezember 2020
  - Auslegungshinweise für die Bemessung der Geldbuße nach § 7 der Landesverordnung zur Absonderung von mit dem Coronavirus SARSCoV-2 infizierten oder krankheitsverdächtigen Personen und deren Hausstandangehörigen und Kontaktpersonen (Stand: 14. Dezember 2020)
  - Siebente Landesverordnung zur Änderung der Landesverordnung über die stufenweise Wiederaufnahme des Betriebs von anerkannten Werkstätten für behinderte Menschen und anderer Einrichtungen sowie von Berufsbildungs- und Berufsförderungswerken vom 14. Dezember
  - Achte Landesverordnung zur Änderung der Landesverordnung über die stufenweise Wiederaufnahme des Betriebs von anerkannten Werkstätten für behinderte Menschen und anderer Einrichtungen sowie von Berufsbildungs- und Berufsförderungswerken vom 14. Dezember mit Begründung
- Vierzehnte Corona-Bekämpfungsverordnung Rheinland-Pfalz (14. CoBeLVO) vom 14. Dezember 2020 [gilt ab 16. Dezember 2020] mit Begründung
  - Erste Landesverordnung zur Änderung der Vierzehnten Corona-Bekämpfungsverordnung Rheinland-Pfalz vom 21. Dezember 2020[140] mit Begründung
  - Auslegungshilfe für die 14. CoBeLVO (Stand 21. Dezember 2020)
  - Auslegungshinweise für die Bemessung der Geldbuße nach § 24 der 14. CoBeLVO [mit Bußgeldkatalog]  (Stand 18. Dezember 2020)
  - Zweite Landesverordnung zur Änderung der Landesverordnung über Aufnahmen, Besuchs- und Ausgangsrechte sowie Testungen in Pflegeeinrichtungen und Einrichtungen der Eingliederungshilfe nach den §§ 4 und 5 des Landesgesetzes über Wohnformen und Teilhabe zur Verhinderung der weiteren Ausbreitung des Coronavirus vom 18. Dezember 2020 mit Begründung
  - Auslegungshinweise für die Bemessung der Geldbuße nach § 24 der Vierzehnten Corona-Bekämpfungsverordnung [mit Bußgeldkatalog] (Stand: 22. Dezember 2020)
  - Dritte Landesverordnung zur Änderung der Landesverordnung über Aufnahmen, Besuchs- und Ausgangsrechte sowie Testungen in Pflegeeinrichtungen und Einrichtungen der Eingliederungshilfe nach den §§ 4 und 5 des Landesgesetzes über Wohnformen und Teilhabe zur Verhinderung der weiteren Ausbreitung des Coronavirus vom 5. Januar 2021

- Fünfzehnte Corona-Bekämpfungsverordnung Rheinland-Pfalz (15. CoBeLVO) vom 8. Januar 2021 mit Begründung
  - Auslegungshilfe für die 15. CoBeLVO (Stand 8. Januar 2021)
  - Auslegungshinweise für die Bemessung der Geldbuße nach § 7 der Landesverordnung zur Absonderung von mit dem Coronavirus SARSCoV-2 infizierten oder krankheitsverdächtigen Personen und deren Hausstandangehörigen und Kontaktpersonen (Stand: 14. Dezember 2020)
  - Erste Landesverordnung zur Änderung der Landesverordnung zur Absonderung von mit dem Coronavirus SARS-CoV-2 infizierten oder krankheitsverdächtigen Personen und deren Hausstandsangehörigen und Kontaktpersonen vom 15. Januar 2021
  - Erste Landesverordnung zur Änderung der Fünfzehnten Corona-Bekämpfungsverordnung Rheinland-Pfalz vom 22. Januar 2021[141] mit Begründung

### Saarland
- corona.saarland.de > Rechtsverordnung und Maßnahmen

#### Gesetze
- Gesetz Nr. 2018 Saarländisches COVID-19-Maßnahmengesetz vom 22. Januar 2021 (Amtsbl. I S. 220)
- Berichtigung der Verkündung des Gesetzes Nr. 2012 Saarländisches Gesetz zur Kontaktnachverfolgung im Rahmen der Corona-Pandemie vom 11. November 2020 [Berichtigung vom 13. November 2020] (Amtsbl. I S. 1190)
- Gesetz Nr. 2012 Saarländisches Gesetz zur Kontaktnachverfolgung im Rahmen der Corona-Pandemie vom 11. November 2020 (Amtsbl. I S. 1171)
- Gesetz Nr. 1991 zur Änderung des Amtsblattgesetzes vom 13. Mai 2020 (Amtsbl. I S. 314)

#### Verordnungen
- Verordnung zur Änderung infektionsrechtlicher Verordnungen zur Bekämpfung der Corona-Pandemie vom 10. Dezember 2021 (saarland.de)
- Verordnung zu Hygienerahmenkonzepten auf der Grundlage der Verordnung zur Bekämpfung der Corona-Pandemie vom 1. Dezember 2021 (saarland.de)
- Verordnung zur Änderung infektionsrechtlicher Verordnungen zur Bekämpfung der Corona-Pandemie vom 22. Januar 2021 (Amtsbl. I S. 136)
- Änderung der Verordnung zu Hygienerahmenkonzepten auf der Grundlage der Verordnung zur Corona-Pandemie vom 15. Januar 2021 (Amtsbl. I S. 104)
- Verordnung zur Änderung infektionsrechtlicher Verordnungen zur Bekämpfung der Corona-Pandemie vom 8. Januar 2021 (Amtsbl. I S. 2)[142] mit Begründung (Amtsbl. I S. 16)[143]
- Verordnung zur Änderung infektionsrechtlicher Verordnungen zur Bekämpfung der Corona-Pandemie vom 22. Dezember 2020 (Amtsbl. I S. 1372_2)[144] mit Begründung (Amtsbl. I S. 1372_15)[145]
- Verordnung zur Änderung infektionsrechtlicher Verordnungen zur Bekämpfung der Corona-Pandemie vom 15. Dezember 2020 (Amtsbl. I S. 1336_2)[146] mit Begründung (Amtsbl. I S. 1336_15)[147]
- Verordnung zu Hygienerahmenkonzepten auf der Grundlage der Verordnung zur Bekämpfung der Corona-Pandemie vom 12. Dezember 2020 (Amtsbl. I S. 1316) mit Begründung (Amtsbl. I S. 1332)
- Verordnung zur Änderung infektionsrechtlicher Verordnungen zur Bekämpfung der Corona-Pandemie vom 12. Dezember 2020 (Amtsbl. I S. 1274) mit Begründung (Amtsbl. I S. 1286)
- Berichtigung der Verkündung der Verordnung zur Änderung infektionsrechtlicher Verordnungen zur Bekämpfung der Corona-Pandemie vom 27. November 2020 (Amtsbl. I S. 1234B)
- Verordnung zur Änderung infektionsrechtlicher Verordnungen zur Bekämpfung der Corona-Pandemie vom 27. November 2020 (Amtsbl. I S. 1190) mit Begründung (Amtsbl. I S. 1202)
- Verordnung zur Änderung infektionsrechtlicher Verordnungen zur Bekämpfung der Corona-Pandemie vom 13. November 2020 (Amtsbl. I S. 1110)
- Verordnung zur Änderung infektionsrechtlicher Verordnungen zur Bekämpfung der Corona-Pandemie vom 30. Oktober 2020 (Amtsbl. I S. 1046)
- Verordnung hinsichtlich Maßnahmen gegen die Ausbreitung des Coronavirus SARS-CoV-2 bei regionalem Infektionsgeschehen im Landkreis Merzig-Wadern vom 18. Oktober 2020 (Amtsbl. I S. 1018)
- Verordnung hinsichtlich Maßnahmen gegen die Ausbreitung des Coronavirus SARS-CoV-2 bei regionalem Infektionsgeschehen im Landkreis Neunkirchen vom 18. Oktober 2020 (Amtsbl. I S. 1019)
- Verordnung hinsichtlich Maßnahmen gegen die Ausbreitung des Coronavirus SARS-CoV-2 bei regionalem Infektionsgeschehen im Regionalverband Saarbrücken vom 18. Oktober 2020 (Amtsbl. I S. 1020)
- Verordnung hinsichtlich Maßnahmen gegen die Ausbreitung des Coronavirus SARS-CoV-2 bei regionalem Infektionsgeschehen im Landkreis Saarlouis vom 18. Oktober 2020 (Amtsbl. I S. 1022)
- Verordnung hinsichtlich Maßnahmen gegen die Ausbreitung des Coronavirus SARS-CoV-2 bei regionalem Infektionsgeschehen im Saarpfalz-Kreis vom 18. Oktober 2020 (Amtsbl. I S. 1023)
- Verordnung hinsichtlich Maßnahmen gegen die Ausbreitung des Coronavirus SARS-CoV-2 bei regionalem Infektionsgeschehen im Landkreis St. Wendel vom 18. Oktober 2020 (Amtsbl. I S. 1024)
- Verordnung zur Änderung infektionsrechtlicher Verordnungen zur Bekämpfung der Corona-Pandemie vom 16. Oktober 2020 (Amtsbl. I S. 1008)
- Verordnung zur Änderung infektionsrechtlicher Verordnungen zur Bekämpfung der Corona-Pandemie vom 15. Oktober 2020 (Amtsbl. I S. 998)
- Verordnung zur Änderung infektionsrechtlicher Verordnungen zur Bekämpfung der Corona-Pandemie vom 2. Oktober 2020 (Amtsbl. I S. 942)
- Verordnung zur Änderung infektionsrechtlicher Verordnungen zur Bekämpfung der Corona-Pandemie vom 17. September 2020 (Amtsbl. I S. 906)
- Verordnung zur Änderung infektionsrechtlicher Verordnungen zur Bekämpfung der Corona-Pandemie vom 2. September 2020 (Amtsbl. I S. 800B)
- Verordnung zur Änderung infektionsrechtlicher Verordnungen zur Bekämpfung der Corona-Pandemie vom 21. August 2020 (Amtsbl. I S. 768)
- Verordnung zur Änderung infektionsrechtlicher Verordnungen zur Bekämpfung der Corona-Pandemie vom 8. August 2020 (Amtsbl. I S. 738)
- Verordnung zur Änderung infektionsrechtlicher Verordnungen zur Bekämpfung der Corona-Pandemie vom 24. Juli 2020 (Amtsbl. I S. 678)
- Verordnung zur Änderung der Verordnung zu Quarantänemaßnahmen für Ein- und Rückreisende zur Bekämpfung des Coronavirus (Amtsbl. I S. 602)
- Verordnung zur Änderung infektionsrechtlicher Verordnungen zur Bekämpfung der Corona-Pandemie vom 10. Juli 2020 (Amtsbl. I S. 586)
- Verordnung zur Änderung infektionsrechtlicher Verordnungen zur Bekämpfung der Corona-Pandemie vom 26. Juni 2020 (Amtsbl. I S. 438)
- Verordnung zur Änderung infektionsrechtlicher Verordnungen zur Bekämpfung der Corona-Pandemie vom 12. Juni 2020 (Amtsbl. I S. 402)
- Verordnung zur Änderung infektionsrechtlicher Verordnungen zur Bekämpfung der Corona-Pandemie vom 29. Mai 2020 (Amtsbl. I S. 372)
- Sozialdienstleister-Einsatzverordnung vom 15. Mai 2020 (Amtsbl. I S. 326)
- Verordnung zur Änderung infektionsrechtlicher Verordnungen zur Bekämpfung der Corona-Pandemie vom 15. Mai 2020 (Amtsbl. I S. 318), darin
  - Verordnung zur Bekämpfung der Corona-Pandemie (Art. 2)
- Verordnung zur Änderung von Ausbildungs-, Schul- und Prüfungsordnungen im Bereich des Ministeriums für Bildung und Kultur aufgrund der Corona-Pandemie vom 29. April 2020 (Amtsbl. I S. 296)
- Verordnung zur Änderung infektionsrechtlicher Verordnungen zur Bekämpfung der Corona-Pandemie vom 2. Mai 2020 (Amtsbl. I S. 284), darin
  - Verordnung zur Bekämpfung der Corona-Pandemie (Art. 2)
  - Verordnung zum stufenweisen Wiedereinstieg in den schulischen Präsenzbetrieb und den Betrieb sonstiger Bildungseinrichtungen sowie Kindertageseinrichtungen (Art. 3)
- Dritte Verordnung zur Änderung der Verordnung zur Bekämpfung der Corona-Pandemie vom 24. April 2020 (Amtsbl. I S. 274B)
- Verordnung zur Bekämpfung der Corona-Pandemie in der Fassung der Bekanntmachung vom 17. April 2020 (Amtsbl. I S. 262B)
- Zweite Verordnung zur Änderung der Verordnung zur Bekämpfung der Corona-Pandemie vom 16. April 2020 (Amtsbl. I S. 258), § 2 Abs. 3 (Verlassen der eigenen Wohnung) durch Beschluss des Verfassungsgerichtshofs des Saarlandes vom 28. April 2020, Lv 7/20 eA teilweise außer Vollzug gesetzt (Amtsbl. I S. 280)[148]
- Verordnung zur Änderung der Verordnung zu Quarantänemaßnahmen für Ein- und Rückreisende zur Bekämpfung des Coronavirus vom 16. April 2020 (Amtsbl. I S. 258)
- Verordnung zum Verfahren der Konjunkturbereinigung im Rahmen der landeseigenen Schuldenbremse vom 12. Februar 2020 (Amtsbl. I S. 254)
- Verordnung zu Quarantänemaßnahmen für Ein- und Rückreisende zur Bekämpfung des Coronavirus vom 8. April 2020 (Amtsbl. I S. 248)
- Verordnung zur Änderung der Verordnung zur Bekämpfung der Corona-Pandemie vom 7. April 2020 (Amtsbl. I S. 206B)
- Verordnung zur Bekämpfung der Corona-Pandemie vom 30. März 2020 (Amtsbl. I S. 196B)

#### Allgemeinverfügungen
- Allgemeinverfügung Ausnahme im öffentlichen Interesse zur Durchführung des Ladenöffnungsgesetzes des Saarlandes (LÖG) im Pandemiefall vom 15. Dezember 2020 (Amtsbl. I S. 1336_48)
- Neufassung der Allgemeinverfügung zum Vollzug des Infektionsschutzgesetzes (IfSG), des Saarländischen Krankenhausgesetzes (SKHG), der Verordnung zur Alarm- und Einsatzplanung zur Vorsorge bei Notfällen, Notfallereignissen mit einer größeren Anzahl von Verletzten oder Kranken, Großschadenslagen und Katastrophen in saarländischen Krankenhäusern (KHAlarmV) vom 30. Mai 2020 (Amtsbl. I S. 389)
- Allgemeinverfügung zum Vollzug des Infektionsschutzgesetzes (IfSG), des Saarländischen Krankenhaus gesetzes (SKHG), Verordnung zur Alarm und Einsatzplanung zur Vorsorge bei Notfällen, Notfallereignissen mit einer größeren Anzahl von Verletzten oder Kranken, Großschadenslagen und Katastrophen in saarländischen Krankenhäusern vom 31. März 2020 (Amtsbl. I S. 196J)
- Allgemeinverfügung zur Umsetzung der Bekanntmachung nach § 79 Abs. 5 Arzneimittelgesetz (AMG) des Bundesministeriums für Gesundheit vom 26. Februar 2020 (BAnz AT 27.02.2020 B4) bzgl. der Einzeleinfuhr von Remdesivir im Rahmen von individuellen Heilversuchen von schwer erkrankten COVID-19-Patientinnen und -Patienten vom 27. März 2020 (Amtsbl. I S. 196B)
- Allgemeinverfügung zum Vollzug des Infektionsschutzgesetzes (IfSG) vom 25. März 2020 (Amtsbl. I S. 196)
- Vollzug des Infektionsschutzgesetzes (IfSG) Vorläufige Ausgangsbeschränkung anlässlich der Corona-Pandemie vom 20. März 2020 (Amtsbl. I S. 178)
- Allgemeinverfügung zum Vollzug des Infektionsschutzgesetzes (IfSG) Vollzug des Ladenöffnungsgesetzes (LÖG SL) vom 16. März 2020 (Amtsbl. I S. 170B)
- Allgemeinverfügung des Ministeriums für Soziales, Gesundheit, Frauen und Familie zur Schließung von Kindertageseinrichtungen, Kindergroßtagespflegestellen und Heilpädagogischen Tagesstätten und Veranstaltungen und Ansammlungen einer größeren Anzahl von Menschen vom 13. März 2020 (Amtsbl. I S. 166)
- Allgemeinverfügung des Ministeriums für Soziales, Gesundheit, Frauen und Familie zum Verbot von Veranstaltungen mit über 1.000 Teilnehmern vom 11. März 2020 (Amtsbl. I S. 162)

#### Weitere Bekanntmachungen
- Richtlinie über die Gewährung von Billigkeitsleistungen im Jahr 2021 zum Ausgleich von Schäden im öffentlichen Personennahverkehr im Zusammenhang mit dem Ausbruch von COVID-19 im Saarland (Richtlinie CoronaBilligkeitsleistungen ÖPNV) Runderlass des Ministeriums für Wirtschaft, Arbeit, Energie und Verkehr des Saarlandes vom 13. Januar 2021 (Amtsbl. I S. 198)
- Änderung der Richtlinie der Landesregierung zur Unterstützung der durch die Coronavirus-Pandemie (SARS-CoV-2) betroffenen gemeinnützig anerkannten Vereine („Vereint helfen: Vereinshilfe Saarland“) vom 21. Dezember 2020 (Amtsbl. I S. 1372_54)
- Erlass des Ministeriums für Soziales, Gesundheit, Frauen und Familie zur Konkretisierung des Anspruchs auf bestimmte Testungen für den Nachweis des Vorliegens einer Infektion mit dem Coronavirus SARS-CoV-2 vom 21. Dezember 2020 (Amtsbl. I S. 1372_48)[149]
- Änderung der Richtlinie über die Gewährung von Zuwendungen zur Förderung zusätzlicher Busverkehre zur Schülerbeförderung zur Verbesserung des Infektionsschutzes im Saarland aufgrund der Corona-Pandemie (Richtlinie Corona-Schülerverkehr) vom 15. Dezember 2020 (Amtsbl. 2021 I S. 91)
- Ordnungswidrigkeiten nach der Verordnung zur Bekämpfung der Corona-Pandemie (VO-CP) ab dem 2. November 2020 (Bußgeldkatalog vom 30. Oktober 2020)
- Erlass zur Konkretisierung des Anspruchs auf bestimmte Testungen für den Nachweis des Vorliegens einer Infektion mit dem Coronavirus SARS-CoV-2 vom 18. September 2020 (Amtsbl. I S. 912)
- Richtlinie über die Gewährung von Zuwendungen zur Förderung zusätzlicher Busverkehre zur Schülerbeförderung zur Verbesserung des Infektionsschutzes im Saarland aufgrund der Corona-Pandemie (Richtlinie Corona-Schülerverkehr) von 17. September 2020 (Amtsbl. I S. 892)[150]
- Richtlinien über die Gewährung von Billigkeitsleistungen zum Ausgleich von Schäden im öffentlichen Personennahverkehr im Zusammenhang mit dem Ausbruch von COVID-19 im Saarland (Richtlinie Corona-Billigkeitsleistung ÖPNV) vom 8. September 2020 (Amtsbl. I S. 888)
- Richtlinie über die Gewährung von Zuwendungen zur Förderung zusätzlicher Busverkehre zur Schülerbeförderung zur Verbesserung des Infektionsschutzes im Saarland aufgrund der Corona-Pandemie (Richtlinie Corona-Schülerverkehr) vom 17. September 2020 (Amtsbl. I S. 892)
- Richtlinien zu § 9 Abs. 2 der Verordnung zur Bekämpfung der Corona-Pandemie vom 5. August 2020 (Amtsbl. I S. 760)
- Richtlinie zur Förderung des Einbaus eines Trennschutzes zwischen Fahrer und Fahrgästen in ÖPNV-Fahrzeugen im Linienverkehr im Saarland als Schutzmaßnahme gegen die Corona-Pandemie vom 6. Juli 2020 (Amtsbl. I S. 594)
- Richtlinie der Landesregierung zur Unterstützung der durch die Coronavirus-Pandemie (SARS-CoV-2) betroffenen gemeinnützig anerkannten Vereine („Vereint helfen: Vereinshilfe Saarland“) Bekanntmachung der Landesregierung vom 3. Juli 2020 (Amtsbl. I S. 550)
- Richtlinie über die Gewährung eines Bonus für Pflegekräfte im Saarland (Corona-Pflegebonusrichtlinie) vom 3. Juni 2020 in der Fassung vom 15. Juni 2020 (Amtsbl. I S. 427)
- Richtlinie des Ministeriums für Bildung und Kultur für die Unterstützung der von der Corona-Virus-Pandemie (SARS-CoV-2) betroffenen Kulturschaffenden — Stipendienprogramm für Solokünstlerinnen und Solokünstler vom 6. Mai 2020 (Amtsbl. I S. 307)

### Sachsen
- coronavirus.sachsen.de > Amtliche Bekanntmachungen

#### Gesetze
- Zweites Gesetz zur Unterstützung der Kommunen des Freistaates Sachsen zur Bewältigung der COVID-19-Pandemie vom 16. Dezember 2020 (SächsGVBl. S. 729)
- Gesetz zur Schaffung pandemiebedingter Ausnahmeregelungen im Kommunalwahlrecht und im Kommunalrecht vom 16. Dezember 2020 (SächsGVBl. S. 722)
- Gesetz zur Errichtung eines Sondervermögens „Corona-Bewältigungsfonds Sachsen“ (Sächsisches Coronabewältigungsfondsgesetz – SächsCorBG) vom 9. April 2020 (SächsGVBl. S. 166)
- Gesetz zur Änderung des Haushaltsgesetzes 2019/2020 (Nachtragshaushaltsgesetz 2019/2020) vom 9. April 2020 (SächsGVBl. S. 161)

#### Verordnungen
- Zweite Verordnung des Sächsischen Staatsministeriums für Soziales und Gesellschaftlichen Zusammenhalt zur Änderung der Sächsischen Corona-Quarantäne-Verordnung vom 15. Februar 2021 (SächsGVBl. S. 238) mit Begründung (SächsGVBl. S. 239)
- Verordnung des Sächsischen Staatsministeriums für Soziales und Gesellschaftlichen Zusammenhalt zum Schutz vor dem Coronavirus SARS-CoV-2 und COVID-19 (Sächsische Corona-Schutz-Verordnung – SächsCoronaSchVO) vom 12. Februar 2021 (SächsGVBl. S. 213) mit Begründung (SächsGVBl. S. 224)[151]
- Verordnung des Sächsischen Staatsministeriums für Soziales und Gesellschaftlichen Zusammenhang zur Änderung der Sächsischen Corona-Quarantäne-Verordnung vom 11. Februar 2021 (SächsGVBl. S. 206) mit Begründung (SächsGVBl. S. 207)
- Verordnung des Sächsischen Staatsministeriums für Soziales und Gesellschaftlichen Zusammenhalt zu Quarantänemaßnahmen für Ein- und Rückreisende zur Bekämpfung des Coronavirus (Sächsische Corona-Quarantäne-Verordnung - SächsCoronaQuarVO) vom 4. Februar 2021 (SächsGVBl. S. 190)[152] mit Begründung (SächsGVBl. S. 193)
- Fünfte Verordnung des Sächsischen Staatsministeriums für Soziales und Gesellschaftlichen Zusammenhalt zur Änderung der Sächsischen Corona-Quarantäne-Verordnung vom 26. Januar 2021 (SächsGVBl. S. 185)[153]
- Verordnung des Sächsischen Staatsministeriums für Soziales und Gesellschaftlichen Zusammenhalt zum Schutz vor dem Coronavirus SARS-CoV-2 und COVID-19 (Sächsische Corona-Schutz-Verordnung – SächsCoronaSchVO) vom 26. Januar 2021 (SächsGVBl. S. 162)[154]
- Berichtigung des Sächsischen Staatsministeriums für Soziales und Gesellschaftlichen Zusammenhalt zur Vierten Verordnung des Sächsischen Staatsministeriums für Soziales und Gesellschaftlichen Zusammenhalt zur Änderung der Sächsischen Corona-Quarantäne-Verordnung vom 12. Januar 2021 (SächsGVBl. S. 32)
- Verordnung des Sächsischen Staatsministeriums für Soziales und Gesellschaftlichen Zusammenhalt zur Änderung der Sächsischen Corona-Schutz-Verordnung vom 12. Januar 2021 (SächsGVBl. S. 31)[155] mit Begründung (SächsGVBl. S. 31)
- Zweite Verordnung der Sächsischen Staatsregierung und des Sächsischen Staatsministeriums für Soziales und Gesellschaftlichen Zusammenhalt zur Änderung der Verordnung der Sächsischen Staatsregierung und des Sächsischen Staatsministeriums für Soziales und Gesellschaftlichen Zusammenhalt zur Regelung der Zuständigkeiten nach dem Infektionsschutzgesetz und für die Kostenerstattung für Impfungen und andere Maßnahmen der Prophylaxe vom 12. Januar 2021 (SächsGVBl. S. 30)
- Vierte Verordnung des Sächsischen Staatsministeriums für Soziales und Gesellschaftlichen Zusammenhalt zur Änderung der Verordnung zu Quarantänemaßnahmen für Ein- und Rückreisende zur Bekämpfung des Coronavirus (Sächsische Corona-Quarantäne-Verordnung – SächsCoronaQuarVO) vom 8. Januar 2021 (SächsGVBl. S. 24) mit Begründung (SächsGVBl. S. 25)
- Verordnung des Sächsischen Staatsministeriums für Soziales und Gesellschaftlichen Zusammenhalt zum Schutz vor dem Coronavirus SARS-CoV-2 und COVID-19 (Sächsische Corona-Schutz-Verordnung – SächsCoronaSchVO) vom 8. Januar 2021 (SächsGVBl. S. 2)[156] mit Begründung (SächsGVBl. S. 11)[157]
- Dritte Verordnung des Sächsischen Staatsministeriums für Soziales und Gesellschaftlichen Zusammenhalt zur Änderung der Sächsische Corona-Quarantäne-Verordnung vom 30. Dezember 2020 (SächsGVBl. S. 748b)[158] mit Begründung (SächsGVBl. S. 748c)[159]
- Zweite Verordnung des Sächsischen Staatsministeriums für Soziales und Gesellschaftlichen Zusammenhalt zur Änderung der Sächsischen Corona-Schutz-Verordnung vom 22. Dezember 2020 (SächsGVBl. S. 720b) mit Begründung (SächsGVBl. S. 720b)
- Verordnung des Sächsischen Staatsministeriums für Soziales und Gesellschaftlichen Zusammenhalt zur Änderung der Sächsischen Corona-Schutz-Verordnung vom 15. Dezember 2020 (SächsGVBl. S. 718)[160][161] mit Begründung (SächsGVBl. S. 719)
- Verordnung des Sächsischen Staatsministeriums für Soziales und Gesellschaftlichen Zusammenhalt zum Schutz vor dem Coronavirus SARS-CoV-2 und COVID-19 (Sächsische Corona-Schutz-Verordnung – SächsCoronaSchVO) vom 11. Dezember 2020 (SächsGVBl. S. 686)[162] mit Begründung (SächsGVBl. S. 695)
- Verordnung des Sächsischen Staatsministeriums für Soziales und Gesellschaftlichen Zusammenhalt zum Schutz vor dem Coronavirus SARS-CoV-2 und COVID-19 (Sächsische Corona-Schutz-Verordnung – SächsCoronaSchVO) vom 27. November 2020 (SächsGVBl. S. 666)[163] mit Begründung (SächsGVBl. S. 673)[164]
- Zweite Verordnung des Sächsischen Staatsministeriums für Soziales und Gesellschaftlichen Zusammenhalt zur Änderung der Sächsische Corona-Quarantäne-Verordnung vom 16. November 2020 (SächsGVBl. S. 582)
- Verordnung des Sächsischen Staatsministeriums für Soziales und Gesellschaftlichen Zusammenhalt zur Änderung der Sächsische Corona-Quarantäne-Verordnung vom 10. November 2020 (SächsGVBl. S. 579)
- Verordnung des Sächsischen Staatsministeriums für Soziales und Gesellschaftlichen Zusammenhalt zum Schutz vor dem Coronavirus SARS-CoV-2 und COVID-19 (Sächsische Corona-Schutz-Verordnung – SächsCoronaSchVO) vom 10. November 2020 (SächsGVBl. S. 574)
- Verordnung des Sächsischen Staatsministeriums für Soziales und Gesellschaftlichen Zusammenhalt zu Quarantänemaßnahmen für Ein- und Rückreisende zur Bekämpfung des Coronavirus (Sächsische Corona-Quarantäne-Verordnung) vom 30. Oktober 2020 (SächsGVBl. S. 562)
- Verordnung des Sächsischen Staatsministeriums für Soziales und Gesellschaftlichen Zusammenhalt zum Schutz vor dem Coronavirus SARS-CoV-2 und COVID-19 (Sächsische Corona-Schutz-Verordnung – SächsCoronaSchVO) vom 30. Oktober 2020 (SächsGVBl. S. 557)
- Verordnung des Sächsischen Staatsministeriums für Wirtschaft, Arbeit und Verkehr über die Zuständigkeit zur Durchführung der RL Corona-Billigkeitsleistungen ÖPNV (Zuständigkeitsverordnung RL Corona-Billigkeitsleistungen ÖPNV – CoBiÖPNVZuVO) vom 7. Oktober 2020 (SächsGVBl. S. 535)
- Verordnung des Sächsischen Staatsministeriums für Soziales und Gesellschaftlichen Zusammenhalt zum Schutz vor dem Coronavirus SARS-CoV-2 und COVID-19 (Sächsische Corona-Schutz-Verordnung – SächsCoronaSchVO) vom 21. Oktober 2020 (SächsGVBl. S. 546)
- Verordnung des Sächsischen Staatsministeriums für Soziales und Gesellschaftlichen Zusammenhalt zur Änderung der Sächsischen Corona-Schutz-Verordnung vom 15. Oktober 2020 (SächsGVBl. S. 518)
- Vierte Verordnung des Sächsischen Staatsministeriums für Soziales und Gesellschaftlichen Zusammenhalt zur Änderung der Sächsischen Corona-Quarantäne-Verordnung vom 29. September 2020 (SächsGVBl. S. 515)
- Verordnung des Sächsischen Staatsministeriums für Soziales und Gesellschaftlichen Zusammenhalt zum Schutz vor dem Coronavirus SARS-CoV-2 und COVID-19 (Sächsische Corona-Schutz-Verordnung – SächsCoronaSchVO) vom 29. September 2020 (SächsGVBl. S. 510)
- Dritte Verordnung des Sächsischen Staatsministeriums für Soziales und Gesellschaftlichen Zusammenhalt zur Änderung der Sächsischen Corona-Quarantäne-Verordnung vom 10. September 2020 (SächsGVBl. S. 482)
- Zweite Verordnung des Sächsischen Staatsministeriums für Soziales und Gesellschaftlichen Zusammenhalt zur Änderung der Sächsischen Corona-Quarantäne-Verordnung vom 25. August 2020 (SächsGVBl. S. 479)
- Verordnung des Sächsischen Staatsministeriums für Soziales und Gesellschaftlichen Zusammenhalt zum Schutz vor dem Coronavirus SARS-CoV-2 und COVID-19 (Sächsische Corona-Schutz-Verordnung – SächsCoronaSchVO) vom 25. August 2020 (SächsGVBl. S. 474)
- Verordnung des Sächsischen Staatsministeriums für Soziales und Gesellschaftlichen Zusammenhalt zur Änderung der Sächsischen Corona-Quarantäne-Verordnung vom 14. Juli 2020 (SächsGVBl. S. 371)
- Verordnung des Sächsischen Staatsministeriums für Soziales und Gesellschaftlichen Zusammenhalt zum Schutz vor dem Coronavirus SARS-CoV-2 und COVID-19 (Sächsische Corona-Schutz-Verordnung – SächsCoronaSchVO) vom 14. Juli 2020 (SächsGVBl. S. 367)
- Verordnung des Sächsischen Staatsministeriums für Soziales und Gesellschaftlichen Zusammenhalt zu Quarantänemaßnahmen für Ein- und Rückreisende zur Bekämpfung des Coronavirus (Sächsische Corona-Quarantäne-Verordnung – SächsCoronaQuarVO) vom 25. Juni 2020 (SächsGVBl. S. 278)
- Verordnung des Sächsischen Staatsministeriums für Soziales und Gesellschaftlichen Zusammenhalt zum Schutz vor dem Coronavirus SARS-CoV-2 und COVID-19 (Sächsische Corona-Schutz-Verordnung – SächsCoronaSchVO) vom 25. Juni 2020 (SächsGVBl. S. 274)
- Berichtigung der Verordnung des Sächsischen Staatsministeriums für Soziales und Gesellschaftlichen Zusammenhalt zum Schutz vor dem Coronavirus SARS-CoV-2 und COVID-19 vom 12. Juni 2020 (SächsGVBl. S. 272)
- Verordnung des Sächsischen Staatsministeriums für Soziales und Gesellschaftlichen Zusammenhalt zu Quarantänemaßnahmen für Ein- und Rückreisende zur Bekämpfung des Coronavirus (Sächsische Corona-Quarantäne-Verordnung – SächsCoronaQuarVO) vom 12. Juni 2020 (SächsGVBl. S. 270)
- Verordnung des Sächsischen Staatsministeriums für Soziales und Gesellschaftlichen Zusammenhalt zum Schutz vor dem Coronavirus SARS-CoV-2 und COVID-19 (Sächsische Corona-Schutz-Verordnung – SächsCoronaSchVO) vom 3. Juni 2020 (SächsGVBl. S. 262)
- Verordnung des Sächsischen Staatsministeriums für Soziales und Gesellschaftlichen Zusammenhalt zu Quarantänemaßnahmen für Ein- und Rückreisende zur Bekämpfung des Coronavirus (Sächsische Corona-Quarantäne-Verordnung – SächsCoronaQuarVO) vom 19. Mai 2020 (SächsGVBl. S. 214)
- Verordnung des Sächsischen Staatsministeriums für Soziales und Gesellschaftlichen Zusammenhalt zum Schutz vor dem Coronavirus SARS-CoV-2 und COVID-19 (Sächsische Corona-Schutz-Verordnung – SächsCoronaSchVO) vom 12. Mai 2020 (SächsGVBl. S. 206)
- Zweite Verordnung des Sächsischen Staatsministeriums für Soziales und Gesellschaftlichen Zusammenhalt zur Änderung der Sächsischen Corona-Quarantäne-Verordnung vom 30. April 2020 (SächsGVBl. S. 190)
- Verordnung des Sächsischen Staatsministeriums für Soziales und Gesellschaftlichen Zusammenhalt zum Schutz vor dem Coronavirus SARS-CoV-2 und COVID-19 (Sächsische Corona-Schutz-Verordnung – SächsCoronaSchVO) vom 30. April 2020 (SächsGVBl. S. 186)
- Verordnung des Sächsischen Staatsministeriums für Soziales und Gesellschaftlichen Zusammenhalt zur Änderung der Sächsischen Corona-Quarantäne-Verordnung vom 17. April 2020 (SächsGVBl. S. 174)
- Verordnung des Sächsischen Staatsministeriums für Soziales und Gesellschaftlichen Zusammenhalt zum Schutz vor dem Coronavirus SARS-CoV-2 und COVID-19 (Sächsische Corona-Schutz-Verordnung – SächsCoronaSchVO) vom 17. April 2020 (SächsGVBl. S. 170). Laut Entscheidung des Bundesverwaltungsgerichtes waren Teile der Verordnung (Untersagung von Versammlungen) unverhältnismäßig (Urteil vom 21.06.2023 – BVerwG 3 CN 1.22).
- Verordnung des Sächsischen Staatsministeriums für Soziales und Gesellschaftlichen Zusammenhalt zu Quarantänemaßnahmen für Ein- und Rückreisende zur Bekämpfung des Corona-Virus (Sächsische Corona-Quarantäne-Verordnung – SächsCoronaQuarVO) vom 9. April 2020 (SächsGVBl. S. 158)
- Verordnung des Sächsischen Staatsministeriums für Soziales und Gesellschaftlichen Zusammenhalt zum Schutz vor dem Coronavirus SARS-CoV-2 und COVID-19 (Sächsische Corona-Schutz-Verordnung – SächsCoronaSchVO) vom 31. März 2020 (SächsGVBl. S. 86)
- Verordnung der Sächsischen Staatsregierung und des Sächsischen Staatsministeriums für Soziales und Gesellschaftlichen Zusammenhalt zur Änderung der Infektionsschutzgesetz-Zuständigkeitsverordnung vom 13. März 2020 (SächsGVBl. S. 82)

#### Allgemeinverfügungen
- Allgemeinverfügung Vollzug des Infektionsschutzgesetzes Maßnahmen anlässlich der Corona-Pandemie Anordnung von Hygieneauflagen zur Verhinderung der Verbreitung der Coronavirus-Krankheit-2019 (COVID-19) vom 8. Januar 2021
- Allgemeinverfügung Vollzug des Infektionsschutzgesetzes Maßnahmen anlässlich der Corona-Pandemie Anordnung von Schutzmaßnahmen an Krankenhäusern zur Verhinderung der Verbreitung des Corona-Virus und zur Behandlung von COVID-19 Patientinnen und Patienten vom 17. Dezember 2020
- Allgemeinverfügung Vollzug des Infektionsschutzgesetzes Maßnahmen anlässlich der Corona-Pandemie Anordnung von Hygieneauflagen zur Verhinderung der Verbreitung der Coronavirus-Krankheit-2019 (COVID-19) vom 12. Dezember 2020
- 5. Allgemeinverfügung zur Beschränkung der zeitgleichen Beschulung in den Unterrichtsräumen weiterführender allgemeinbildender und berufsbildender Schulen im Zusammenhang mit der Bekämpfung der SARS-CoV-2-Pandemie vom 8. Dezember 2020
- 4. Allgemeinverfügung zur Beschränkung der zeitgleichen Beschulung in den Unterrichtsräumen weiterführender allgemeinbildender und berufsbildender Schulen im Zusammenhang mit der Bekämpfung der SARS-CoV-2-Pandemie vom 7. Dezember 2020
- Allgemeinverfügung : Vollzug des Infektionsschutzgesetzes : Maßnahmen anlässlich der Corona-Pandemie : Anordnung von Hygieneauflagen zur Verhinderung der Verbreitung der Coronavirus-Krankheit-2019 (COVID-19) vom 7. Dezember 2020
- 3. Allgemeinverfügung zur Beschränkung der zeitgleichen Beschulung in den Unterrichtsräumen weiterführender allgemeinbildender und berufsbildender Schulen im Zusammenhang mit der Bekämpfung der SARS-CoV-2-Pandemie vom 4. Dezember 2020
- 2. Allgemeinverfügung zur Beschränkung der zeitgleichen Beschulung in den Unterrichtsräumen weiterführender allgemeinbildender und berufsbildender Schulen im Zusammenhang mit der Bekämpfung der SARS-CoV-2-Pandemie vom 3. Dezember 2020
- 1. Allgemeinverfügung zur Beschränkung der zeitgleichen Beschulung in den Unterrichtsräumen weiterführender allgemeinbildender und berufsbildender Schulen im Zusammenhang mit der Bekämpfung der SARS-CoV-2-Pandemie vom 2. Dezember 2020
- Allgemeinverfügung : Vollzug des Infektionsschutzgesetzes : Maßnahmen anlässlich der Corona-Pandemie : Anordnung von Hygieneauflagen zur Verhinderung der Verbreitung der CoronavirusKrankheit-2019 (COVID-19) vom 27. November 2020
- Allgemeinverfügung : Vollzug des Infektionsschutzgesetzes : Maßnahmen anlässlich der Corona-Pandemie : Anordnung von Schutzmaßnahmen an Krankenhäusern zur Verhinderung der Verbreitung des Corona-Virus und zur Behandlung von COVID-19 Patientinnen und Patienten vom 21. Oktober 2020
- Allgemeinverfügung zur Regelung des Betriebs von Einrichtungen der Kindertagesbetreuung, von Schulen und Schulinternaten im Zusammenhang mit der Bekämpfung der SARS-CoV-2-Pandemie vom 13. August 2020 (in der ab 5. November 2020 geltenden konsolidierten Fassung)
- Allgemeinverfügung zur Übergangsregelung zu Anforderungen an Praxisanleiterinnen und Praxisanleiter in der hochschulischen Pflegeausbildung vom 8. April 2020 (SächsABl. S. 512)
- Allgemeinverfügung Vollzug des Infektionsschutzgesetzes Maßnahmen anlässlich der Corona-Pandemie Verbot von Veranstaltungen vom 31. März 2020 (SächsABl. S. 436)
- Allgemeinverfügung zur Verlängerung der Berechtigung zum Führen von Kraftfahrzeugen der Inhaber einer Fahrerlaubnis aus einem Staat außerhalb des Abkommens über den Europäischen Wirtschaftsraum nach Wohnsitznahme im Inland nach § 29 Abs. 1 Satz 4 (FeV) anlässlich der Corona-Pandemie vom 30. März 2020 (SächsABl. S. 433)
- Allgemeinverfügung Vollzug des Infektionsschutzgesetzes Maßnahmen anlässlich der Corona-Pandemie Betretungsverbot von Tagespflegeeinrichtungen im Sinne des Elften Buches Sozialgesetzbuch Bekanntmachung des Sächsischen Staatsministeriums für Soziales und Gesellschaftlichen Zusammenhalt vom 20. März 2020 (SächsABl. SDr. S. S 317)
- Allgemeinverfügung Vollzug des Infektionsschutzgesetzes Notwendige Maßnahmen zur Eindämmung des Corona-Virus (SARS-CoV-2, COVID-19) Bekanntmachung des Sächsischen Staatsministeriums für Soziales und Gesellschaftlichen Zusammenhalt vom 20. März 2020 (SächsABl. SDr. S. S 315)
- Allgemeinverfügung Vollzug des Infektionsschutzgesetzes Maßnahmen anlässlich der Corona-Pandemie Anordnung von Schutzmaßnahmen an Krankenhäusern und stationären medizinischen Rehabilitationseinrichtungen zur Verhinderung der Verbreitung des Corona-Virus und zur Behandlung von COVID-19 Patientinnen und Patienten Bekanntmachung des Sächsischen Staatsministeriums für Soziales und Gesellschaftlichen Zusammenhalt vom 20. März 2020 (SächsABl. SDr. S. S 313)
- Allgemeinverfügung Vollzug des Infektionsschutzgesetzes Maßnahmen anlässlich der Corona-Pandemie Betretungsverbot in stationären Einrichtungen der Kinder- und Jugendhilfe sowie der Eingliederungshilfe für Kinder und Jugendliche Bekanntmachung des Sächsischen Staatsministeriums für Soziales und Gesellschaftlichen Zusammenhalt vom 19. März 2020 (SächsABl. SDr. S. S 310)
- Allgemeinverfügung Vollzug des Infektionsschutzgesetzes Maßnahmen anlässlich der Corona-Pandemie Betretungsverbot für Werkstätten für behinderte Menschen, andere Leistungsanbieter und tagesstrukturierende Angebote Bekanntmachung des Sächsischen Staatsministeriums für Soziales und Gesellschaftlichen Zusammenhalt vom 20. März 2020 (SächsABl. SDr. S. S 307)
- Allgemeinverfügung Vollzug des Infektionsschutzgesetzes Maßnahmen anlässlich der Corona-Pandemie Verbot von Veranstaltungen Bekanntmachung des Sächsischen Staatsministeriums für Soziales und Gesellschaftlichen Zusammenhalt vom 20. März 2020 (SächsABl. SDr. S. S 302)
- Allgemeinverfügung Vollzug des Infektionsschutzgesetzes Maßnahmen anlässlich der Corona-Pandemie Verbot von Veranstaltungen Bekanntmachung des Sächsischen Staatsministeriums für Soziales und Gesellschaftlichen Zusammenhalt vom 18. März 2020 (SächsABl. SDr. S. S 296)
- Allgemeinverfügung Vollzug des Infektionsschutzgesetzes Maßnahmen anlässlich der Corona-Pandemie Einstellung des Betriebs von Schulen und Kindertageseinrichtungen Bekanntmachung des Sächsischen Staatsministeriums für Soziales und Gesellschaftlichen Zusammenhalt vom 18. März 2020 (SächsABl. SDr. S. S 290)

#### Weitere Erlasse und Bekanntmachungen
- Bußgeldkatalog zur Ahndung von Verstößen im Bereich des Infektionsschutzgesetzes (IfSG) in Verbindung mit der Sächsischen Corona-Schutz-Verordnung vom 11. Dezember 2020 in der durch Änderungsverordnung geänderten Fassung vom 14. Dezember 2020[165]
- Richtlinie zur Abfederung von Härtefällen bei gemeinnützigen Trägern in den Bereichen Umwelt und Landwirtschaft in der Corona-Krise vom 18. Mai 2020 (SächsABl. S. 609)
- Richtlinie zum Ausgleich der Einkommensverluste von Beschäftigten der Werkstätten für behinderte Menschen im Zusammenhang mit der Corona-Pandemie vom 19. Mai 2020 (SächsABl. S. 603)
- Richtlinie über die Gewährung von Billigkeitsleistungen an soziale Organisationen sowie Übernachtungsstätten zur Bewältigung von finanziellen Notlagen in Folge der Covid-19-Pandemie vom 20. Mai 2020 (SächsABl. S. 600)
- Richtlinie zur Änderung der FörderRL Musikschulen/Kulturelle Bildung vom 5. Mai 2020 (SächsABl. S. 531)
- Richtlinie Ausbildungszuschuss vom 21. April 2020 (SächsABl. S. 513)
- Bekanntmachung des Sächsischen Staatsministeriums für Wissenschaft, Kultur und Tourismus vom 8. April 2020 (SächsABl. S. 511)
- Richtlinie Soforthilfe-Darlehen (SMWAV) vom 15. April 2020 (SächsABl. S. 501)
- Richtlinie über die Gewährung von Zuschüssen zur Existenzsicherung von Sportvereinen und Darlehen zur Sicherung der Liquidität für Trägervereine von Sport- und Sportleiterschulen sowie Sportvereinen und deren als juristische Personen des Privatrechts ausgegliederte Spielbetriebsabteilungen vom 21. April 2020 (SächsABl. S. 498)
- Richtlinie Soforthilfe-Darlehen SMEKUL vom 17. April 2020 (SächsABl. S. 476)
- Bekanntmachung über die Aufhebung der Bekanntmachung Auslobung des Sächsischen Staatspreises für Design 2020 vom 24. März 2020 (SächsABl. S. 412)
- Richtlinie Soforthilfe-Darlehen vom 22. März 2020 (SächsABl. S. 410)
- Gemeinsamer Erlass zum Verfahren und zur Form der Bekanntmachung von Allgemeinverfügungen zum Vollzug des Infektionsschutzgesetzes vom 20. März 2020 (SächsABl. SDr. S. S 319)

### Sachsen-Anhalt
- Aktuelle Informationen des Gesundheitsministeriums Sachsen-Anhalt zur Covid-19-Pandemie > Verordnungen, Erlasse und Empfehlungen
- landesrecht-sachsen-anhalt.info > Aktuelle Veröffentlichungen – Coronavirus SARS-CoV-2

#### Verordnungen
- Verordnung über Maßnahmen zur Eindämmung der Ausbreitung des neuartigen Coronavirus SARSCoV-2 in Sachsen-Anhalt (SARS-CoV-2-Eindämmungsverordnung – SARS-CoV-2-EindV) vom 17. März 2020 (GVBl. LSA S. 50)
- Zweite Verordnung über Maßnahmen zur Eindämmung der Ausbreitung des neuartigen Coronavirus SARS-CoV-2 in Sachsen-Anhalt (Zweite SARS-CoV-2-Eindämmungsverordnung – 2. SARS-CoV-2-EindV) vom 24. März 2020 (GVBl. LSA S. 54)
- Dritte Verordnung über Maßnahmen zur Eindämmung der Ausbreitung des neuartigen Coronavirus SARS-CoV-2 in Sachsen-Anhalt (Dritte SARS-CoV-2-Eindämmungsverordnung – 3. SARS-CoV-2-EindV) vom 2. April 2020 (GVBl. LSA 2020, 112)
- Verordnung zu Quarantänemaßnahmen für Ein- und Rückreisende zur Eindämmung der Ausbreitung des neuartigen Coronavirus SARS-CoV-2 in Sachsen-Anhalt (SARS-CoV-2-Quarantäneverordnung – SARS-CoV-2QuaV) vom 9. April 2020 (GVBl. LSA 2020, 124)
- Vierte Verordnung über Maßnahmen zur Eindämmung der Ausbreitung des neuartigen Coronavirus SARS-CoV-2 in Sachsen-Anhalt (Vierte SARS-CoV-2-Eindämmungsverordnung – 4. SARS-CoV-2-EindV) vom 16. April 2020 (GVBl. LSA 2020, 190)
- Verordnung zur Änderung der SARS-CoV-2-Quarantäneverordnung vom 16. April 2020 (GVBl. LSA 2020, 201)
- Verordnung zur Änderung der Vierten Verordnung über Maßnahmen zur Eindämmung der Ausbreitung des neuartigen Coronavirus SARS-CoV-2 in Sachsen-Anhalt vom 21. April 2020 (GVBl. LSA 2020, 205)
- Fünfte Verordnung über Maßnahmen zur Eindämmung der Ausbreitung des neuartigen Coronavirus SARS-CoV-2 in Sachsen-Anhalt (Fünfte SARS-CoV-2-Eindämmungsverordnung – 5. SARS-CoV-2-EindV) vom 2. Mai 2020 (GVBl. LSA S. 219)
- Begründung zur Fünften Verordnung über Maßnahmen zur Eindämmung der Ausbreitung des neuartigen Coronavirus SARS-CoV-2 in Sachsen-Anhalt
- Zweite Verordnung zur Änderung der SARS-CoV-2-Quarantäneverordnung vom 2. Mai 2020 (GVBl. LSA S. 231)
- Verordnung zur Änderung der Fünften SARS-CoV-2-Eindämmungsverordnung vom 12. Mai 2020 (GVBl. LSA S. 234)
- Dritte Verordnung zur Änderung der SARS-CoV-2-Quarantäneverordnung vom 19. Mai 2020 (GVBl. LSA S. 248)
- Achte Verordnung zur Änderung der Ausführungsverordnung zur Insolvenzordnung – Corona-Hilfe vom 19. Mai 2020 (GVBl. LSA S. 249)
- Sechste Verordnung über Maßnahmen zur Eindämmung der Ausbreitung des neuartigen Coronavirus SARS-CoV-2 in Sachsen-Anhalt (Sechste SARS-CoV-2-Eindämmungsverordnung – 6. SARS-CoV-2-EindV) vom 26. Mai 2020 (GVBl. LSA S. 256)
- Vierte Verordnung zur Änderung der SARS-CoV-2-Quarantäneverordnung (GVBl. LSA S. 280)
- Siebte Verordnung über Maßnahmen zur Eindämmung der Ausbreitung des neuartigen Coronavirus SARS-CoV-2 in Sachsen-Anhalt (Siebte SARS-CoV-2-Eindämmungsverordnung – 7. SARS-CoV-2-EindV) vom 30. Juni 2020 (GVBl. LSA S. 321)
- Fünfte Verordnung zur Änderung der SARS-CoV-2-Quarantäneverordnung vom 30. Juni 2020 (GVBl. LSA S. 331)
- Achte Verordnung über Maßnahmen zur Eindämmung der Ausbreitung des neuartigen Coronavirus SARS-CoV-2 in Sachsen-Anhalt (Achte SARS-CoV-2-Eindämmungsverordnung – 8. SARS-CoV-2-EindV) vom 15. September 2020 (GVBl. LSA S. 432)
- Sechste Verordnung zur Änderung der SARS-CoV-2-Quarantäneverordnung vom 15. September 2020 (GVBl. LSA S. 442)
- Verordnung zur Änderung der Achten SARS-CoV-2-Eindämmungsverordnung vom 27. Oktober 2020 (GVBl. LSA S. 618)
- Siebte Verordnung zur Änderung der SARS-CoV-2-Quarantäneverordnung vom 27. Oktober 2020 (GVBl. LSA S. 620)
- Zweite Verordnung zur Änderung der Achten SARS-CoV-2-Eindämmungsverordnung vom 30. Oktober 2020 (GVBl. LSA S. 624)
- Verordnung zur Abweichung von der Urlaubsverordnung Sachsen-Anhalt anlässlich der Bewältigung der COVID-19-Pandemie (Corona Urlaubsverordnung – Corona UrlVO) vom 5. November 2020 (GVBl. LSA S. 640)
- Achte Verordnung zur Änderung der SARS-CoV-2-Quarantäneverordnung vom 18. November 2020 (GVBl. LSA S. 658)
- Dritte Verordnung zur Änderung der Achten SARS-CoV-2-Eindämmungsverordnung vom 27. November 2020 (GVBl. LSA S. 668)
- Neunte Verordnung zur Änderung der SARS-CoV-2-Quarantäneverordnung vom 27. November 2020 (GVBl. LSA S. 672)
- Vierte Verordnung zur Änderung der Achten SARS-CoV-2-Eindämmungsverordnung vom 11. Dezember 2020 (GVBl. LSA S. 678)
- Neunte Verordnung über Maßnahmen zur Eindämmung der Ausbreitung des neuartigen Coronavirus SARS-CoV-2 in Sachsen-Anhalt (Neunte SARS-CoV-2-Eindämmungsverordnung – 9. SARS-CoV-2-EindV) vom 15. Dezember 2020 (GVBl. LSA S. 696) mit Begründung[166]
- Verordnung zur Änderung der Neunten SARS-CoV-2-Eindämmungsverordnung vom 17. Dezember 2020[167] mit Begründung[168]
- Zweite Verordnung zur Änderung der Neunten SARS-CoV-2-Eindämmungsverordnung vom 8. Januar 2021 (GVBl. LSA S. 2)[169] mit Begründung[170]
- Elfte Verordnung zur Änderung der SARS-CoV-2-Quarantäneverordnung vom 8. Januar 2021 (GVBl. LSA S. 6)[171]
- Zwölfte Verordnung zur Änderung der SARS-CoV-2-Quarantäneverordnung vom 19. Januar 2021 (GVBl. LSA S. 18)
- Dritte Verordnung zur Änderung der Neunten SARS-CoV-2-Eindämmungsverordnung vom 22. Januar 2021 (GVBl. LSA S. 22)
- Dreizehnte Verordnung zur Änderung der SARS-CoV-2-Quarantäneverordnung vom 26. Januar 2021 (GVBl. LSA S. 26)
- Vierte Verordnung zur Änderung der Neunten SARS-CoV-2-Eindämmungsverordnung vom 12. Februar 2021 (GVBl. LSA S. 52)[172]
- Vierzehnte Verordnung zur Änderung der SARS-CoV-2-Quarantäneverordnung vom 12. Februar 2021 (GVBl. LSA S. 54)

### Schleswig-Holstein
- schleswig-holstein.de: Landesverordnung und Erlasse zum Umgang mit SARS-CoV-2

#### Verordnungen
- Landesverordnung über Maßnahmen zur Bekämpfung der Ausbreitung des neuartigen Coronavirus SARS-CoV-2 in Schleswig-Holstein (SARS-CoV-2-Bekämpfungsverordnung – SARS-CoV-2-BekämpfV) vom 17. März 2020 (GVOBl. Schl.-H. S. 158) [in Kraft 18.–23. März 2020]
- Landesverordnung über Maßnahmen zur Bekämpfung der Ausbreitung des neuartigen Coronavirus SARS-CoV-2 in Schleswig-Holstein (SARS-CoV-2-Bekämpfungsverordnung – SARS-CoV-2-BekämpfV) vom 23. März 2020 (GVOBl. Schl.-H. S. 171) [in Kraft 24. März–2. April 2020]
- Landesverordnung über Maßnahmen zur Bekämpfung der Ausbreitung des neuartigen Coronavirus SARS-CoV-2 in Schleswig-Holstein (SARS-CoV-2-Bekämpfungsverordnung – SARS-CoV-2-BekämpfV) vom 2. April 2020 (GVOBl. Schl.-H. S. 175) [in Kraft 3. April–8. April 2020]
- Landesverordnung über Maßnahmen zur Bekämpfung der Ausbreitung des neuartigen Coronavirus SARS-CoV-2 in Schleswig-Holstein (SARS-CoV-2-Bekämpfungsverordnung – SARS-CoV-2-BekämpfV) vom 8. April 2020 (GVOBl. Schl.-H. S. 178) [in Kraft 9. April–19. April 2020]
- Verordnung zu Quarantänemaßnahmen für Ein- und Rückreisende zur Bekämpfung des Coronavirus des Landes Schleswig-Holstein vom 9. April 2020 (GVOBl. Schl.-H. S. 193)
- Landesverordnung über Maßnahmen zur Bekämpfung der Ausbreitung des neuartigen Coronavirus SARS-CoV-2 in Schleswig-Holstein (SARS-CoV-2-Bekämpfungsverordnung – SARS-CoV-2-BekämpfV) vom 18. April 2020 (GVOBl. Schl.-H. S. 195) [in Kraft 20. April–3. Mai 2020]
- Landesverordnung zum Tragen einer Mund-Nasen-Bedeckung in bestimmten Bereichen der Öffentlichkeit in Schleswig-Holstein (Mund-Nasen-Bedeckungsverordnung – MNB-VO) vom 24. April 2020 (GVOBl. Schl.-H. S. 211)
- Landesverordnung über Maßnahmen zur Bekämpfung der Ausbreitung des neuartigen Coronavirus SARS-CoV-2 in Schleswig-Holstein (SARS-CoV-2-Bekämpfungsverordnung – SARS-CoV-2-BekämpfVO) vom 1. Mai 2020 (GVOBl. Schl.-H. S. 271)
  - Landesverordnung zur Änderung der Landesverordnung über Maßnahmen zur Bekämpfung der Ausbreitung des neuartigen Coronavirus SARS-CoV-2 in Schleswig-Holstein vom 5. Mai 2020 (GVOBl. Schl.-H. S. 278)
  - Landesverordnung zur weiteren Änderung der Landesverordnung über Maßnahmen zur Bekämpfung der Ausbreitung des neuartigen Coronavirus SARS-CoV-2 in Schleswig-Holstein vom 8. Mai 2020 (GVOBl. Schl.-H. S. 279)
- Landesverordnung zur Neufassung der Corona-Bekämpfungsverordnung vom 16. Mai 2020 (GVOBl. Schl.-H. S. 282)
- Landesverordnung zur Neufassung der Landesverordnung zu Quarantänemaßnahmen für Ein- und Rückreisende zur Bekämpfung des Coronavirus des Landes Schleswig-Holstein vom 16. Mai 2020 (GVOBl. Schl.-H. S. 289)
- Landesverordnung zur Bekämpfung des Coronavirus SARS-CoV-2 (Corona-Bekämpfungsverordnung – Corona-BekämpfVO) vom 5. Juni 2020 (GVOBl. Schl.-H. S. 340)
- Landesverordnung zu Quarantänemaßnahmen für Ein- und Rückreisende zur Bekämpfung des Coronavirus des Landes Schleswig-Holstein vom 12. Juni 2020 (GVOBl. Schl.-H. S. 353)
  - Landesverordnung zur Änderung der Corona-Bekämpfungsverordnung vom 19. Juni 2020 (GVOBl. Schl.-H. S. 355)
  - Landesverordnung zur Änderung von Verordnungen zur Bekämpfung des Coronavirus in Schleswig-Holstein vom 24. Juni 2020 (GVOBl. Schl.-H. S. 377)
- Landesverordnung zur Bekämpfung des Coronavirus SARS-CoV-2 (Corona-Bekämpfungsverordnung – Corona-BekämpfVO) vom 26. Juni 2020 (GVOBl. Schl.-H. S. 382)
  - Landesverordnung zur Änderung der Landesverordnung zu Quarantänemaßnahmen für Ein- und Rückreisende zur Bekämpfung des Coronavirus in Schleswig-Holstein vom 10. Juli 2020 (GVOBl. Schl.-H. S. 444)
  - Landesverordnung zur Änderung der Landesverordnung zur Bekämpfung des Coronavirus SARS-CoV-2 vom 15. Juli 2020 (GVOBl. Schl.-H. S. 446)
  - Landesverordnung zur Änderung der Corona-Bekämpfungsverordnung vom 7. August 2020 (GVOBl. Schl.-H. S. 468)
- Landesverordnung zu Quarantänemaßnahmen für Ein- und Rückreisende zur Bekämpfung des Coronavirus des Landes Schleswig-Holstein vom 7. August 2020 (GVOBl. Schl.-H. S. 469)
  - Landesverordnung zur Änderung der Corona-Bekämpfungsverordnung vom 14. August 2020 (GVOBl. Schl.-H. S. 504)
- Landesverordnung zur Änderung der Corona-Bekämpfungsverordnung vom 22. August 2020 (GVOBl. Schl.-H. S. 505)
  - Landesverordnung zur Änderung der Corona-Bekämpfungsverordnung und der Landesverordnung zu Quarantänemaßnahmen für Ein- und Rückreisende zur Bekämpfung des Coronavirus des Landes Schleswig-Holstein vom 28. August 2020 (GVOBl. Schl.-H. S. 561)
- Landesverordnung zur Bekämpfung des Coronavirus SARS-CoV-2 (Corona-Bekämpfungsverordnung – Corona-BekämpfVO) vom 1. September 2020 (GVOBl. Schl.-H. S. 562)
- Landesverordnung zu Quarantänemaßnahmen für Ein- und Rückreisende zur Bekämpfung des Coronavirus des Landes Schleswig-Holstein (Corona-Quarantäneverordnung) vom 1. September 2020 (GVOBl. Schl.-H. S. 571)
- Landesverordnung zur Bekämpfung des Coronavirus SARS-CoV-2 (Corona-Bekämpfungsverordnung – Corona-BekämpfVO) vom 14. September 2020 (GVOBl. Schl.-H. S. 686)
- Landesverordnung zur Bekämpfung des Coronavirus SARS-CoV-2 (Corona-Bekämpfungsverordnung – Corona-BekämpfVO) vom 18. September 2020 (GVOBl. Schl.-H. S. 697)
- Landesverordnung zur Bekämpfung des Coronavirus SARS-CoV-2 (Corona-Bekämpfungsverordnung – Corona-BekämpfVO) vom 1. Oktober 2020 (GVOBl. Schl.-H. S. 727)
  - Landesverordnung zur Änderung der Corona-Quarantäneverordnung vom 1. Oktober 2020 (GVOBl. Schl.-H. S. 727)
- Landesverordnung über besondere Maßnahmen zur Verhinderung der Ausbreitung des Coronavirus SARS-CoV-2 an Schulen (Schulen-Corona-Verordnung – SchulencoronaVO) vom 6. Oktober 2020 (GVOBl. Schl.-H. S. 745)
  - Landesverordnung zur Änderung der Corona-Quarantäneverordnung und der Corona-Bekämpfungsverordnung vom 8. Oktober 2020 (GVOBl. Schl.-H. S. 748)
  - Landesverordnung zur Änderung der Hochschulen-Corona-Verordnung vom 13. Oktober 2020 (GVOBl. Schl.-H. S. 749)
- Landesverordnung zu Quarantänemaßnahmen für Ein- und Rückreisende zur Bekämpfung des Coronavirus des Landes Schleswig-Holstein (Corona-Quarantäneverordnung) vom 6. November 2020  (GVOBl. Schl.-H. S. 828) [Verkündet am 1. November 2020, in Kraft ab 8. November 2020][173][174]
  - Landesverordnung zur Änderung der Corona-Quarantäneverordnung und der Corona-Bekämpfungsverordnung vom 13. November 2020 (GVOBl. Schl.-H. S. 861)[175]
  - Landesverordnung zur Änderung der Corona-Quarantäneverordnung und der Corona-Bekämpfungsverordnung vom 27. November 2020[176]
  - Landesverordnung zur Änderung der Corona-Quarantäneverordnung Vom 27. November 2020 (GVOBl. Schl.-H. S. 939) mit Begründung (GVOBl. Schl.-H. S. 939)
- Landesverordnung zur Bekämpfung des Coronavirus SARS-CoV-2 (Corona-Bekämpfungsverordnung – Corona-BekämpfVO) Vom 29. November 2020[177] (GVOBl. Schl.-H. S. 940) mit Begründung (GVOBl. Schl.-H. S. 949)
  - Landesverordnung zur Änderung der Hochschulen-Corona-Verordnung Vom 29. November 2020 (GVOBl. Schl.-H. S. 969) mit Begründung (GVOBl. Schl.-H. S. 970)
- Landesverordnung über besondere Maßnahmen zur Verhinderung der Ausbreitung des Coronavirus SARS-CoV-2 an Schulen (Schulen-Corona-Verordnung - SchulencoronaVO) Vom 30. November 2020 (GVOBl. Schl.-H. S. 971) mit Begründung (GVOBl. Schl.-H. S. 973)
- Landesverordnung zur Änderung der Schulen-Corona-Verordnung Vom 12. Dezember 2020 (GVOBl. Schl.-H. S. 1048) mit Begründung (GVOBl. Schl.-H. S. 1049)
- Landesverordnung zur Bekämpfung des Coronavirus SARS-CoV-2 (Corona-Bekämpfungsverordnung – Corona-BekämpfVO) Vom 14. Dezember 2020 (GVOBl. Schl.-H. S. 1050)[178][179] mit Begründung (GVOBl. Schl.-H. S. 1059)[180][181]
- Landesverordnung zu Änderung der Corona-Quarantäneverordnung (Verkündet am 18. Dezember 2020, in Kraft ab 19. Dezember 2020)[182]
- Landesverordnung zur Bekämpfung des Coronavirus SARS-CoV-2 (Verkündet am 8. Januar 2021, in Kraft ab 11. Januar 2021)[183] mit Begründung[184]
- Landesverordnung zur Bekämpfung des Coronavirus SARS-CoV-2 (Corona-Bekämpfungsverordnung – Corona-BekämpfVO) [Verkündet am 22. Januar 2021, in Kraft ab 25. Januar 2021][185]
  - Landesverordnung zu Änderung der Corona-Bekämpfungsverordnung [Verkündet am 12. Februar 2021, in Kraft ab 14. Februar 2021][186]

#### Weitere Bekanntmachungen insbesondere Bußgeldkataloge
- Richtlinie zur Gewährung von Überbrückungshilfen als Billigkeitsleistungen für von der Corona-Krise 03/2020 in ihrer Existenz besonders geschädigte kleine Unternehmen, Angehörige der Freien Berufe und Soloselbstständige mit finanzieller Unterstützung des Bundes vom 3. April 2020 (Amtsbl. Schl.-H. S. 812)
- Richtlinie über die Gewährung von Billigkeitsleistungen als Soforthilfe bei Einnahmeausfällen aufgrund der Corona-Pandemie für Sportvereine und Sportverbände im Land Schleswig-Holstein (Soforthilfe Sport) vom 7. April 2020 (Amtsbl. Schl.-H. S. 819)
- Richtlinie zur Gewährung von Zuwendungen als Soforthilfe bei Einnahmeausfällen aufgrund der Corona-Pandemie für Kultur- und Weiterbildungseinrichtungen sowie Einrichtungen der Minderheiten und Volksgruppen (Soforthilfe Kultur) vom 8. April 2020 (Amtsbl. Schl.-H. S. 821)
- Allgemeine Verwaltungsvorschrift zur Ahndung von Verstößen im Bereich des Infektionsschutzgesetzes (IfSG) in Verbindung mit der Landesverordnung über Maßnahmen zur Bekämpfung der Ausbreitung des neuartigen Coronavirus SARS-CoV-2 in Schleswig-Holstein (SARS-CoV-2-Bekämpfungsverordnung – SARS-CoV-2-BekämpfVO) vom 18. April 2020
- Bußgeldkatalog zur Ahndung von Verstößen im Bereich des Infektionsschutzgesetzes (IfSG) in Verbindung mit der Verordnung zu Quarantänemaßnahmen für Ein- und Rückreisende zur Bekämpfung des Corona-Virus vom 10. April 2020
- Bußgeldkatalog zur Ahndung von Verstößen im Bereich des Infektionsschutzgesetzes (IfSG) in Verbindung mit der Verordnung zu Quarantänemaßnahmen für Ein- und Rückreisende zur Bekämpfung des Coronavirus vom 13. November 2020 (Bekannt gemacht am 13. November 2020)[187]
- Allgemeine Verwaltungsvorschrift zur Ahndung von Verstößen im Bereich des Infektionsschutzgesetzes (IfSG) in Verbindung mit der Landesverordnung zur Bekämpfung des Coronavirus SARS-CoV-2 (Corona-Bekämpfungsverordnung – Corona-BekämpfVO) vom 1. November 2020 (Bußgeldkatalog für Verstöße gegen die Corona-Regelungen)[188]
- Allgemeine Verwaltungsvorschrift zur Ahndung von Verstößen im Bereich des Infektionsschutzgesetzes (IfSG) in Verbindung mit der Landesverordnung zur Bekämpfung des Coronavirus SARS-CoV-2 (Corona-Bekämpfungsverordnung – Corona-BekämpfVO) vom 29. November 2020 Vom 8. Dezember 2020[189]
- Allgemeine Verwaltungsvorschrift zur Ahndung von Verstößen im Bereich des Infektionsschutzgesetzes (IfSG) in Verbindung mit der Landesverordnung zur Bekämpfung des Coronavirus SARS-CoV-2 (Corona-Bekämpfungsverordnung – Corona-BekämpfVO) vom 14. Dezember 2020 Vom 21. Dezember 2020[190]

### Thüringen
- Coronavirus-Informationsportal der Landesregierung mit aktuellen Normen
- Thüringer Ministerium für Arbeit, Soziales, Gesundheit, Frauen und Familie: Aktuelle Rechtsgrundlage

#### Gesetze
- Thüringer Gesetz zur Umsetzung des Gesetzes zum Ausgleich von Gewerbesteuermindereinnahmen der Gemeinden infolge der COVID-19-Pandemie durch Bund und Länder und zur Änderung weiterer Vorschriften vom 23. November 2020 (GVBl. S. 563)
- Thüringer Gesetz zur Umsetzung erforderlicher Maßnahmen im Zusammenhang mit der Corona-Pandemie (ThürCorPanG) vom 11. Juni 2020 (GVBl. S. 277)

#### Verordnungen
- Thüringer Verordnung zur Fortschreibung der erforderlichen Maßnahmen zur Eindämmung der Ausbreitung des Coronavirus SARS-CoV-2 in Kindertageseinrichtungen, der weiteren Jugendhilfe, Schulen und für den Sportbetrieb (ThürSARS-CoV-2-KiJuSSp-VO) vom 13. Februar 2021[191]
- Thüringer Verordnung zur teilweisen weiteren Verschärfung außerordentlicher Sondermaßnahmen zur Eindämmung einer sprunghaften Ausbreitung des Coronavirus SARS-CoV-2 und gefährlicher Mutationen und zur Änderung der Zweiten Thüringer SARS-CoV-2-Infektionsschutz-Grundverordnung sowie der Fünften Thüringer Quarantäneverordnung vom 25. Januar 2021 (GVBl. S. 57)
- Thüringer Verordnung zur nochmaligen Verschärfung außerordentlicher Sondermaßnahmen zur Eindämmung einer sprunghaften Ausbreitung des Coronavirus SARS-CoV-2, zur Verlängerung der allgemeinen Infektionsschutzregeln sowie zur Verlängerung und Änderung der Fünften Thüringer Quarantäneverordnung vom 9. Januar 2021[192][193] mit Begründung[194]
- Thüringer Verordnung zur Fortschreibung und Verschärfung außerordentlicher Sondermaßnahmen zur Eindämmung einer sprunghaften Ausbreitung des Coronavirus SARS-CoV-2 sowie zur Ergänzung der allgemeinen Infektionsschutzregeln vom 14. Dezember 2020[195] (GVBl. S. 631) mit Begründung[196]
- Thüringer Verordnung zur Fortschreibung und Anpassung außerordentlicher Sondermaßnahmen zur Eindämmung einer sprunghaften Ausbreitung des Coronavirus SARS-CoV-2 vom 29. November 2020 (GVBl. S. 583)[197]
- Thüringer Verordnung zur Fortschreibung der erforderlichen Maßnahmen zur Eindämmung der Ausbreitung des Coronavirus SARS-CoV-2 vom 7. November 2020 (GVBl. S. 551)
- Thüringer Verordnung über außerordentliche Sondermaßnahmen zur Eindämmung einer sprunghaften Ausbreitung des Coronavirus SARS-CoV-2 (Thüringer SARS-CoV-2-Sondereindämmungsmaßnahmenverordnung -ThürSARS-CoV-2-SonderEindmaßnVO-) vom 31. Oktober 2020 (GVBl. S. 547)
- Thüringer Verordnung zur Fortschreibung und Verlängerung der erforderlichen Maßnahmen zur Eindämmung der Ausbreitung des Coronavirus SARS-CoV-2 vom 20. Oktober 2020 (GVBl. S. 544)
- Thüringer Verordnung zur Fortschreibung der erforderlichen Maßnahmen zur Eindämmung der Ausbreitung des Coronavirus SARS-CoV-2 vom 21. September 2020 (GVBl. S. 501)
- Thüringer Verordnung zur fortlaufenden Anpassung der erforderlichen Maßnahmen zur Eindämmung der Ausbreitung des Coronavirus SARS-CoV-2 vom 18. August 2020 (GVBl. S. 425)
- Thüringer Verordnung über die Infektionsschutzregeln zur Eindämmung der Ausbreitung des Coronavirus SARS-CoV-2 in Kindertageseinrichtungen, der weiteren Jugendhilfe, Schulen und für den Sportbetrieb (ThürSARS-CoV-2-KiJuSSp-VO) vom 19. August 2020 (GVBl. S. 430)
- Thüringer Verordnung zur weiteren Verbesserung der erforderlichen Maßnahmen zur Eindämmung der Ausbreitung des Coronavirus SARS-CoV-2 vom 7. Juli 2020 (GVBl. S. 349)
- Erste Verordnung zur Änderung der Thüringer Verordnung über die Infektionsschutzregeln zur Eindämmung der Ausbreitung des Coronavirus SARS-CoV-2 in Kindertageseinrichtungen, Schulen und für den Sportbetrieb vom 8. Juli 2020 (GVBl. S. 357)
- Thüringer Verordnung über die Infektionsschutzregeln zur Eindämmung der Ausbreitung des Coronavirus SARS-CoV-2 in Kindertageseinrichtungen, Schulen und für den Sportbetrieb (ThürSARS-CoV-2-KiSSP-VO) vom 12. Juni 2020 (GVBl. S. 313)
- Dritte Thüringer Verordnung zu Quarantänemaßnahmen für Ein- und Rückreisende zur Bekämpfung des Coronavirus SARS-CoV-2 (Dritte Thüringer Quarantäneverordnung) vom 15. Juni 2020 (GVBl. S. 319)
- Thüringer Verordnung zur Neuordnung der erforderlichen Maßnahmen zur Eindämmung der Ausbreitung des Coronavirus SARS-CoV-2 sowie zur Verbesserung der infektionsschutzrechtlichen Handlungsmöglichkeiten vom 9. Juni 2020 (GVBl. S. 269)
- Zweite Verordnung zur Änderung der Thüringer SARS-CoV-2-Maßnahmenfortentwicklungsverordnung vom 4. Juni 2020 (GVBl. S. 265)
- Zweite Thüringer Quarantäneverordnung vom 25. Mai 2020 (GVBl. S. 259)
- Erste Verordnung zur Änderung der Thüringer SARS-CoV-2-Maßnahmenfortentwicklungsverordnung vom 20. Mai 2020 (GVBl. S. 259)
- Thüringer Verordnung zur Abmilderung der Folgen der Corona-Pandemie im Schulbereich (ThürAbmildSchulVO) vom 16. Mai 2020 (GVBl. S. 253)
- Thüringer SARS-CoV-2-Maßnahmenfortentwicklungsverordnung vom 12. Mai 2020 (GVBl. S. 153)
- Zweite Thüringer Verordnung zur Verlängerung und Änderung der erforderlichen Maßnahmen zur Eindämmung der Ausbreitung des Coronavirus SARS-CoV-2 vom 2. Mai 2020 (GVBl. S. 149)
- Erste Verordnung zur Änderung der Dritten Thüringer SARS-CoV-2-Eindämmungsmaßnahmenverordnung vom 22. April 2020 (GVBl. S. 146)
- Thüringer Verordnung zur Änderung der Dritten Thüringer SARS-CoV-2-Eindämmungsmaßnahmenverordnung sowie zur Änderung der Thüringer Verordnung zur Verlängerung und Änderung der erforderlichen Maßnahmen zur Eindämmung der Ausbreitung des Coronavirus SARS-CoV-2 vom 23. April 2020 (GVBl. S. 145)
- Thüringer Verordnung zur Verlängerung und Änderung der erforderlichen Maßnahmen zur Eindämmung der Ausbreitung des Coronavirus SARS-CoV-2 vom 18. April 2020 (GVBl. S. 135)
- Thüringer Verordnung zu Quarantänemaßnahmen für Ein- und Rückreisende zur Bekämpfung des Coronavirus SARS-CoV-2 vom 9. April 2020 (GVBl. S. 131)
- Zweite Thüringer SARS-CoV-2-Eindämmungsmaßnahmenverordnung vom 7. April 2020 (GVBl. S. 123)
- Thüringer SARS-CoV-2-Eindämmungsmaßnahmenverordnung vom 26. März 2020 (GVBl. S. 115)
- Vorläufige Thüringer Grund-Verordnung zur Eindämmung der Corona-Pandemie vom 24. März 2020 (GVBl. S. 113)

#### Weitere Normen inklusive Bußgeldkataloge
- Bußgeldkatalog zur Ahndung von Verstößen im Bereich des Infektionsschutzgesetzes (lfSG) in Verbindung mit der Fünften Thüringer Verordnung zu Quarantänemaßnahmen für Ein- und Rückreisende zur Bekämpfung des CoronaVirus (Fünfte Thüringer Quarantäneverordnung) in der Fassung vom 9. Januar 2021 Vom 13. Januar 2021
- Thüringer Bußgeldkatalog Coronavirus zur Ahndung von Ordnungswidrigkeiten nach der Dritten Thüringer Verordnung über außerordentliche Sondermaßnahmen zur Eindämmung einer sprunghaften Ausbreitung des Coronavirus SARS-CoV-2 (Dritte Thüringer SARS-CoV-2 Sondereindämmungsmaßnahmenverordnung 3.ThürSARS-CoV-2-SonderEindmaßnV0-) vom 14. Dezember 2020 in der Fassung vom 9. Januar 2021 Vom 13. Januar 2021
- Thüringer Bußgeldkatalog Coronavirus zur Ahndung von Ordnungswidrigkeiten nach der Dritten Thüringer Verordnung über außerordentliche Sondermaßnahmen zur Eindämmung einer sprunghaften Ausbreitung des Coronavirus SARS-CoV-2 (Dritte Thüringer SARS-CoV-2 Sondereindämmungsmaßnahmenverordnung – 3. ThürSARS-CoV-2-SonderEindmaßnVO-) vom 14. Dezember 2020 Vom 18. Dezember 2020
- Bußgeldkatalog zur Ahndung von Verstößen im Bereich des Infektionsschutzgesetzes (IfSG) in Verbindung mit der Fünften Thüringer Verordnung zu Quarantänemaßnahmen für Ein- und Rückreisende zur Bekämpfung des CoronaVirus (Fünfte Thüringer Quarantäneverordnung) (Bekanntmachung des Thüringer Ministeriums für Arbeit, Soziales, Gesundheit, Frauen und Familie vom 18. November 2020)
- Erste Änderung des Thüringer Bußgeldkataloges Coronavirus zur Ahndung von Ordnungswidrigkeiten vom 31. August 2020